# 2024
Portal Geschichte | Portal Biografien | Aktuelle Ereignisse | Jahreskalender | Tagesartikel

◄ |
20. Jahrhundert |
21. Jahrhundert

◄ |
1990er |
2000er |
2010er |
2020er
| 2030er | 2040er

◄◄ |
◄ |
2020 |
2021 |
2022 |
2023 |
2024
| 2025 | 2026 | 2027 | 2028 | ► | ►►
 Jan.
| Feb.
| Mär.
| Apr.
| Mai
| Jun.
| Jul.
| Aug.
| Sep.
| Okt.
| Nov.
| Dez.
Staatsoberhäupter · Wahlen · Nekrolog  · Literaturjahr · Musikjahr · Filmjahr · Rundfunkjahr · Sportjahr
| Januar | Januar | Januar | Januar | Januar | Januar | Januar | Januar |
| Kw     | Mo     | Di     | Mi     | Do     | Fr     | Sa     | So     |
| ------ | ------ | ------ | ------ | ------ | ------ | ------ | ------ |
| 1      | 1      | 2      | 3      | 4      | 5      | 6      | 7      |
| 2      | 8      | 9      | 10     | 11     | 12     | 13     | 14     |
| 3      | 15     | 16     | 17     | 18     | 19     | 20     | 21     |
| 4      | 22     | 23     | 24     | 25     | 26     | 27     | 28     |
| 5      | 29     | 30     | 31     |        |        |        |        |

| Februar | Februar | Februar | Februar | Februar | Februar | Februar | Februar |
| Kw      | Mo      | Di      | Mi      | Do      | Fr      | Sa      | So      |
| ------- | ------- | ------- | ------- | ------- | ------- | ------- | ------- |
| 5       |         |         |         | 1       | 2       | 3       | 4       |
| 6       | 5       | 6       | 7       | 8       | 9       | 10      | 11      |
| 7       | 12      | 13      | 14      | 15      | 16      | 17      | 18      |
| 8       | 19      | 20      | 21      | 22      | 23      | 24      | 25      |
| 9       | 26      | 27      | 28      | 29      |         |         |         |

| März | März | März | März | März | März | März | März |
| Kw   | Mo   | Di   | Mi   | Do   | Fr   | Sa   | So   |
| ---- | ---- | ---- | ---- | ---- | ---- | ---- | ---- |
| 9    |      |      |      |      | 1    | 2    | 3    |
| 10   | 4    | 5    | 6    | 7    | 8    | 9    | 10   |
| 11   | 11   | 12   | 13   | 14   | 15   | 16   | 17   |
| 12   | 18   | 19   | 20   | 21   | 22   | 23   | 24   |
| 13   | 25   | 26   | 27   | 28   | 29   | 30   | 31   |

| April | April | April | April | April | April | April | April |
| Kw    | Mo    | Di    | Mi    | Do    | Fr    | Sa    | So    |
| ----- | ----- | ----- | ----- | ----- | ----- | ----- | ----- |
| 14    | 1     | 2     | 3     | 4     | 5     | 6     | 7     |
| 15    | 8     | 9     | 10    | 11    | 12    | 13    | 14    |
| 16    | 15    | 16    | 17    | 18    | 19    | 20    | 21    |
| 17    | 22    | 23    | 24    | 25    | 26    | 27    | 28    |
| 18    | 29    | 30    |       |       |       |       |       |

| Mai | Mai | Mai | Mai | Mai | Mai | Mai | Mai |
| Kw  | Mo  | Di  | Mi  | Do  | Fr  | Sa  | So  |
| --- | --- | --- | --- | --- | --- | --- | --- |
| 18  |     |     | 1   | 2   | 3   | 4   | 5   |
| 19  | 6   | 7   | 8   | 9   | 10  | 11  | 12  |
| 20  | 13  | 14  | 15  | 16  | 17  | 18  | 19  |
| 21  | 20  | 21  | 22  | 23  | 24  | 25  | 26  |
| 22  | 27  | 28  | 29  | 30  | 31  |     |     |

| Juni | Juni | Juni | Juni | Juni | Juni | Juni | Juni |
| Kw   | Mo   | Di   | Mi   | Do   | Fr   | Sa   | So   |
| ---- | ---- | ---- | ---- | ---- | ---- | ---- | ---- |
| 22   |      |      |      |      |      | 1    | 2    |
| 23   | 3    | 4    | 5    | 6    | 7    | 8    | 9    |
| 24   | 10   | 11   | 12   | 13   | 14   | 15   | 16   |
| 25   | 17   | 18   | 19   | 20   | 21   | 22   | 23   |
| 26   | 24   | 25   | 26   | 27   | 28   | 29   | 30   |

| Juli | Juli | Juli | Juli | Juli | Juli | Juli | Juli |
| Kw   | Mo   | Di   | Mi   | Do   | Fr   | Sa   | So   |
| ---- | ---- | ---- | ---- | ---- | ---- | ---- | ---- |
| 27   | 1    | 2    | 3    | 4    | 5    | 6    | 7    |
| 28   | 8    | 9    | 10   | 11   | 12   | 13   | 14   |
| 29   | 15   | 16   | 17   | 18   | 19   | 20   | 21   |
| 30   | 22   | 23   | 24   | 25   | 26   | 27   | 28   |
| 31   | 29   | 30   | 31   |      |      |      |      |

| August | August | August | August | August | August | August | August |
| Kw     | Mo     | Di     | Mi     | Do     | Fr     | Sa     | So     |
| ------ | ------ | ------ | ------ | ------ | ------ | ------ | ------ |
| 31     |        |        |        | 1      | 2      | 3      | 4      |
| 32     | 5      | 6      | 7      | 8      | 9      | 10     | 11     |
| 33     | 12     | 13     | 14     | 15     | 16     | 17     | 18     |
| 34     | 19     | 20     | 21     | 22     | 23     | 24     | 25     |
| 35     | 26     | 27     | 28     | 29     | 30     | 31     |        |

| September | September | September | September | September | September | September | September |
| Kw        | Mo        | Di        | Mi        | Do        | Fr        | Sa        | So        |
| --------- | --------- | --------- | --------- | --------- | --------- | --------- | --------- |
| 35        |           |           |           |           |           |           | 1         |
| 36        | 2         | 3         | 4         | 5         | 6         | 7         | 8         |
| 37        | 9         | 10        | 11        | 12        | 13        | 14        | 15        |
| 38        | 16        | 17        | 18        | 19        | 20        | 21        | 22        |
| 39        | 23        | 24        | 25        | 26        | 27        | 28        | 29        |
| 40        | 30        |           |           |           |           |           |           |

| Oktober | Oktober | Oktober | Oktober | Oktober | Oktober | Oktober | Oktober |
| Kw      | Mo      | Di      | Mi      | Do      | Fr      | Sa      | So      |
| ------- | ------- | ------- | ------- | ------- | ------- | ------- | ------- |
| 40      |         | 1       | 2       | 3       | 4       | 5       | 6       |
| 41      | 7       | 8       | 9       | 10      | 11      | 12      | 13      |
| 42      | 14      | 15      | 16      | 17      | 18      | 19      | 20      |
| 43      | 21      | 22      | 23      | 24      | 25      | 26      | 27      |
| 44      | 28      | 29      | 30      | 31      |         |         |         |

| November | November | November | November | November | November | November | November |
| Kw       | Mo       | Di       | Mi       | Do       | Fr       | Sa       | So       |
| -------- | -------- | -------- | -------- | -------- | -------- | -------- | -------- |
| 44       |          |          |          |          | 1        | 2        | 3        |
| 45       | 4        | 5        | 6        | 7        | 8        | 9        | 10       |
| 46       | 11       | 12       | 13       | 14       | 15       | 16       | 17       |
| 47       | 18       | 19       | 20       | 21       | 22       | 23       | 24       |
| 48       | 25       | 26       | 27       | 28       | 29       | 30       |          |

| Dezember | Dezember | Dezember | Dezember | Dezember | Dezember | Dezember | Dezember |
| Kw       | Mo       | Di       | Mi       | Do       | Fr       | Sa       | So       |
| -------- | -------- | -------- | -------- | -------- | -------- | -------- | -------- |
| 48       |          |          |          |          |          |          | 1        |
| 49       | 2        | 3        | 4        | 5        | 6        | 7        | 8        |
| 50       | 9        | 10       | 11       | 12       | 13       | 14       | 15       |
| 51       | 16       | 17       | 18       | 19       | 20       | 21       | 22       |
| 52       | 23       | 24       | 25       | 26       | 27       | 28       | 29       |
| 1        | 30       | 31       |          |          |          |          |          |

| Januar | Januar | Januar | Januar | Januar | Januar | Januar | Januar |
| Kw     | Mo     | Di     | Mi     | Do     | Fr     | Sa     | So     |
| ------ | ------ | ------ | ------ | ------ | ------ | ------ | ------ |
| 1      | 1      | 2      | 3      | 4      | 5      | 6      | 7      |
| 2      | 8      | 9      | 10     | 11     | 12     | 13     | 14     |
| 3      | 15     | 16     | 17     | 18     | 19     | 20     | 21     |
| 4      | 22     | 23     | 24     | 25     | 26     | 27     | 28     |
| 5      | 29     | 30     | 31     |        |        |        |        |

| Februar | Februar | Februar | Februar | Februar | Februar | Februar | Februar |
| Kw      | Mo      | Di      | Mi      | Do      | Fr      | Sa      | So      |
| ------- | ------- | ------- | ------- | ------- | ------- | ------- | ------- |
| 5       |         |         |         | 1       | 2       | 3       | 4       |
| 6       | 5       | 6       | 7       | 8       | 9       | 10      | 11      |
| 7       | 12      | 13      | 14      | 15      | 16      | 17      | 18      |
| 8       | 19      | 20      | 21      | 22      | 23      | 24      | 25      |
| 9       | 26      | 27      | 28      | 29      |         |         |         |

| März | März | März | März | März | März | März | März |
| Kw   | Mo   | Di   | Mi   | Do   | Fr   | Sa   | So   |
| ---- | ---- | ---- | ---- | ---- | ---- | ---- | ---- |
| 9    |      |      |      |      | 1    | 2    | 3    |
| 10   | 4    | 5    | 6    | 7    | 8    | 9    | 10   |
| 11   | 11   | 12   | 13   | 14   | 15   | 16   | 17   |
| 12   | 18   | 19   | 20   | 21   | 22   | 23   | 24   |
| 13   | 25   | 26   | 27   | 28   | 29   | 30   | 31   |

| April | April | April | April | April | April | April | April |
| Kw    | Mo    | Di    | Mi    | Do    | Fr    | Sa    | So    |
| ----- | ----- | ----- | ----- | ----- | ----- | ----- | ----- |
| 14    | 1     | 2     | 3     | 4     | 5     | 6     | 7     |
| 15    | 8     | 9     | 10    | 11    | 12    | 13    | 14    |
| 16    | 15    | 16    | 17    | 18    | 19    | 20    | 21    |
| 17    | 22    | 23    | 24    | 25    | 26    | 27    | 28    |
| 18    | 29    | 30    |       |       |       |       |       |

| Mai | Mai | Mai | Mai | Mai | Mai | Mai | Mai |
| Kw  | Mo  | Di  | Mi  | Do  | Fr  | Sa  | So  |
| --- | --- | --- | --- | --- | --- | --- | --- |
| 18  |     |     | 1   | 2   | 3   | 4   | 5   |
| 19  | 6   | 7   | 8   | 9   | 10  | 11  | 12  |
| 20  | 13  | 14  | 15  | 16  | 17  | 18  | 19  |
| 21  | 20  | 21  | 22  | 23  | 24  | 25  | 26  |
| 22  | 27  | 28  | 29  | 30  | 31  |     |     |

| Juni | Juni | Juni | Juni | Juni | Juni | Juni | Juni |
| Kw   | Mo   | Di   | Mi   | Do   | Fr   | Sa   | So   |
| ---- | ---- | ---- | ---- | ---- | ---- | ---- | ---- |
| 22   |      |      |      |      |      | 1    | 2    |
| 23   | 3    | 4    | 5    | 6    | 7    | 8    | 9    |
| 24   | 10   | 11   | 12   | 13   | 14   | 15   | 16   |
| 25   | 17   | 18   | 19   | 20   | 21   | 22   | 23   |
| 26   | 24   | 25   | 26   | 27   | 28   | 29   | 30   |

| Juli | Juli | Juli | Juli | Juli | Juli | Juli | Juli |
| Kw   | Mo   | Di   | Mi   | Do   | Fr   | Sa   | So   |
| ---- | ---- | ---- | ---- | ---- | ---- | ---- | ---- |
| 27   | 1    | 2    | 3    | 4    | 5    | 6    | 7    |
| 28   | 8    | 9    | 10   | 11   | 12   | 13   | 14   |
| 29   | 15   | 16   | 17   | 18   | 19   | 20   | 21   |
| 30   | 22   | 23   | 24   | 25   | 26   | 27   | 28   |
| 31   | 29   | 30   | 31   |      |      |      |      |

| August | August | August | August | August | August | August | August |
| Kw     | Mo     | Di     | Mi     | Do     | Fr     | Sa     | So     |
| ------ | ------ | ------ | ------ | ------ | ------ | ------ | ------ |
| 31     |        |        |        | 1      | 2      | 3      | 4      |
| 32     | 5      | 6      | 7      | 8      | 9      | 10     | 11     |
| 33     | 12     | 13     | 14     | 15     | 16     | 17     | 18     |
| 34     | 19     | 20     | 21     | 22     | 23     | 24     | 25     |
| 35     | 26     | 27     | 28     | 29     | 30     | 31     |        |

| September | September | September | September | September | September | September | September |
| Kw        | Mo        | Di        | Mi        | Do        | Fr        | Sa        | So        |
| --------- | --------- | --------- | --------- | --------- | --------- | --------- | --------- |
| 35        |           |           |           |           |           |           | 1         |
| 36        | 2         | 3         | 4         | 5         | 6         | 7         | 8         |
| 37        | 9         | 10        | 11        | 12        | 13        | 14        | 15        |
| 38        | 16        | 17        | 18        | 19        | 20        | 21        | 22        |
| 39        | 23        | 24        | 25        | 26        | 27        | 28        | 29        |
| 40        | 30        |           |           |           |           |           |           |

| Oktober | Oktober | Oktober | Oktober | Oktober | Oktober | Oktober | Oktober |
| Kw      | Mo      | Di      | Mi      | Do      | Fr      | Sa      | So      |
| ------- | ------- | ------- | ------- | ------- | ------- | ------- | ------- |
| 40      |         | 1       | 2       | 3       | 4       | 5       | 6       |
| 41      | 7       | 8       | 9       | 10      | 11      | 12      | 13      |
| 42      | 14      | 15      | 16      | 17      | 18      | 19      | 20      |
| 43      | 21      | 22      | 23      | 24      | 25      | 26      | 27      |
| 44      | 28      | 29      | 30      | 31      |         |         |         |

| November | November | November | November | November | November | November | November |
| Kw       | Mo       | Di       | Mi       | Do       | Fr       | Sa       | So       |
| -------- | -------- | -------- | -------- | -------- | -------- | -------- | -------- |
| 44       |          |          |          |          | 1        | 2        | 3        |
| 45       | 4        | 5        | 6        | 7        | 8        | 9        | 10       |
| 46       | 11       | 12       | 13       | 14       | 15       | 16       | 17       |
| 47       | 18       | 19       | 20       | 21       | 22       | 23       | 24       |
| 48       | 25       | 26       | 27       | 28       | 29       | 30       |          |

| Dezember | Dezember | Dezember | Dezember | Dezember | Dezember | Dezember | Dezember |
| Kw       | Mo       | Di       | Mi       | Do       | Fr       | Sa       | So       |
| -------- | -------- | -------- | -------- | -------- | -------- | -------- | -------- |
| 48       |          |          |          |          |          |          | 1        |
| 49       | 2        | 3        | 4        | 5        | 6        | 7        | 8        |
| 50       | 9        | 10       | 11       | 12       | 13       | 14       | 15       |
| 51       | 16       | 17       | 18       | 19       | 20       | 21       | 22       |
| 52       | 23       | 24       | 25       | 26       | 27       | 28       | 29       |
| 1        | 30       | 31       |          |          |          |          |          |

2024 war geprägt durch die im Jahresverlauf fortgesetzten Kriege, dem Russisch-Ukrainischen Krieg und dem Krieg in Israel und Gaza. In Deutschland zerbrach nach einer gescheiterten Vertrauensfrage die Regierung von Bundeskanzler Scholz. Mit erstmals mehr als 1,5 Grad Celsius über dem vorindustriellen Mittel war das Jahr 2024 das heißeste seit Beginn der Aufzeichnungen. Weltweit kam es zu zahlreichen Extremwetterereignissen, insbesondere großflächigen Überflutungen wie bei dem  Weihnachtshochwasser und der Flutkatastrophe in Spanien, die durch die menschengemachte globale Erwärmung zerstörerischer ausfielen.

## Ereignisse

### Politik und Weltgeschehen
- 01. Januar: Viola Amherd tritt turnusgemäß das Amt der Bundespräsidentin der Schweiz an.
- 01. Januar: Die Altersgrenze für eine Rente ohne Abzüge steigt in Deutschland auf 66 Jahre.
- 01. Januar: Belgien übernimmt im 1. Halbjahr 2024 die Ratspräsidentschaft in der EU.
- 07. Januar: In Bangladesch finden die Parlamentswahlen statt.
- 08. Januar: Die Landwirte in ganz Deutschland haben zu Demonstrationen und Blockaden aufgerufen, um gegen die Sparpläne der Bundesregierung zu demonstrieren, die unter anderem ein Ende der Subventionen für Agrardiesel vorsahen.[1]
- 08. Januar: In Deutschland gründet Sahra Wagenknecht die Partei BSW. Sie ist zusammen mit Amira Mohamed Ali Vorsitzende des Bündnisses.
- 09. Januar: In Frankreich wird Gabriel Attal neuer und mit 34 Jahren jüngster Premierminister.
- 12. Januar: Beginn der Raketenangriffe auf Huthi-Kräfte im Jemen durch die USA und weitere Verbündete.
- 13. Januar: In Taiwan findet die Wahl des Legislativ-Yuans der Republik Taiwan statt.
- 14. Januar: Abdankung der dänischen Königin Margrethe II., Übergabe der Amtsgeschäfte an ihren Sohn Frederik X.
- 04. Februar: In El Salvador findet die Präsidentschaftswahl statt.
- 08. Februar: In Pakistan finden Parlamentswahlen statt.
- 11. Februar: In der Stichwahl gewinnt Alexander Stubb die Präsidentschaftswahl in Finnland.
- 14. Februar: In Indonesien finden Parlamentswahlen statt; die Präsidentschaftswahl gewinnt Prabowo Subianto.
- 17. Februar: In Deutschland gründet sich die Werteunion unter ihrem Bundesvorsitzenden Hans-Georg Maaßen als Partei.
- 26. Februar: In Berlin-Kreuzberg wird die seit mehr als 30 Jahren gesuchte ehemalige RAF-Terroristin Daniela Klette festgenommen.
- 02. März: Nicaragua verklagt Deutschland vor dem Internationalen Gerichtshof und wirft Deutschland wegen der Unterstützung Israels mit Waffen und Geld bei ihrem Vorgehen gegen Palästina und die Einstellung der UNRWA-Gelder „Begünstigung zum Völkermord“ im Gazastreifen vor.
- 07. März: Schweden wird offiziell 32. Mitglied der NATO.
- 10. März: Parlamentswahl in Portugal.
- 15. bis 17. März: Präsidentschaftswahl in Russland. Amtsinhaber Wladimir Putin wird mit 88,5 Prozent der Stimmen für eine weitere Amtszeit gewählt.
- 23. März und 6. April: Präsidentschaftswahl in der Slowakei. In der Stichwahl gewinnt der frühere Ministerpräsident Peter Pellegrini.
- 24. März: In Senegal findet die Präsidentschaftswahl statt.
- 01. April: In Deutschland tritt das Cannabisgesetz in Kraft, das den privaten Anbau und Konsum von Cannabis unter bestimmten Voraussetzungen legalisiert.
- April/Mai: In Indien findet die Parlamentswahl statt.
- 10. April: In Südkorea findet die Parlamentswahl statt.
- 13. April: Der Iran unternimmt Vergeltungsschläge gegen Israel nach einem israelischen Bombenanschlag auf die iranische Botschaft in Damaskus Anfang des Monats.
- 15. April: In New York City beginnt mit der Geschworenenauswahl das Hauptverfahren in einem Strafverfahren gegen Donald Trump, dem ersten Strafprozess gegen einen ehemaligen Präsidenten der Vereinigten Staaten.[2]
- 17. April: In Kroatien findet die Parlamentswahl statt.
- 30. April: Der Internationale Gerichtshof lehnte Sofortmaßnahmen gegen Deutschland bezüglich der von Nicaragua wegen Unterstützung Israels eingereichten Klage ab, entlastete Deutschland aber nicht vollständig.
- 07. bis 11. Mai: Eurovision Song Contest in Malmö
- 08. Mai: In Nordmazedonien findet die Parlamentswahl statt.
- 12. Mai: In Litauen findet die Präsidentschaftswahl statt.
- 15. Mai: Auf den slowakischen Ministerpräsident Robert Fico wird in Handlová ein Attentat verübt. Fico überlebt schwer verletzt.
- 20. Mai: Der Chefankläger des Internationalen Strafgerichtshofs beantragt einen Haftbefehl gegen den israelischen Ministerpräsidenten Benjamin Netanjahu sowie gegen Verteidigungsminister Joaw Galant und die drei Hamas-Führer Yahya Sinwar, Mohammed Deif und Ismail Haniyya.[3]
- 29. Mai: In Südafrika findet die Parlamentswahl statt.
- 30. Mai: In New York City wird Donald Trump als erster ehemaliger US-Präsident im Strafverfahren The People of the State of New York v. Donald J. Trump für schuldig in allen 34 Anklagepunkten befunden.[4]
- 31. Mai: Messerangriff in Mannheim
- 01. Juni: In Island findet die Präsidentschaftswahl statt.
- 02. Juni: In Mexiko finden die Parlamentswahl und die Präsidentschaftswahl statt.
- 06. bis 9. Juni: Europawahl in der Europäischen Union
- 09. Juni: In Belgien findet die Parlamentswahl statt.
- 09. Juni: Kommunalwahlen in Baden-Württemberg, Brandenburg, Hamburg, Mecklenburg-Vorpommern, Rheinland-Pfalz, Saarland und Sachsen.
- 24. Juni: WikiLeaks-Gründer Julian Assange verlässt nach seiner Haftentlassung Großbritannien.
- 26. Juni: Putschversuch in Bolivien
- 01. Juli: Ungarn übernimmt im 2. Halbjahr 2024 die Ratspräsidentschaft in der EU.
- 04. Juli: Unterhauswahl in Großbritannien. Aufgrund massiver Stimmverluste der Conservative Party unter dem bisherigen Premierminister Rishi Sunak wird die Labour Party erstmals seit 2010 wieder stärkste Kraft. Deren Vorsitzender Keir Starmer wird in der Folge von König Charles III. zum neuen Premierminister ernannt.
- 05. Juli: Präsidentschaftswahl im Iran, 2. Wahlgang. Massud Peseschkian wird zum neuen iranischen Präsidenten gewählt.
- 07. Juli: Parlamentswahl in Frankreich, 2. Wahlgang
- 13. Juli: Der ehemalige US-Präsident Donald Trump wird bei einem Attentat während einer Wahlkampfveranstaltung zur Präsidentschaftswahl angeschossen und verletzt.
- 14. Juli: 235. Austragung des Französischen Nationalfeiertages
- 15. Juli: In Ruanda findet die Präsidentschafts- und Parlamentswahl statt.
- 21. Juli: Der US-amerikanische Präsident Joe Biden erklärt seinen Rückzug von der demokratischen Kandidatur bei der Präsidentschaftswahl im November.
- 30. Juli: Im Vereinigten Königreich beginnen die seit über einem Jahrzehnt schwersten Unruhen nach einer Messerattacke in Southport am Vortag.
- 31. Juli: Der ehemalige guineische Präsident Moussa Dadis Camara wird wegen Verbrechen gegen die Menschlichkeit, die er während seiner Herrschaft begangen hatte, von einem Gericht in seiner eigenen Heimat zu 20 Jahren Haft verurteilt.
- 01. August: Sechsundzwanzig Personen werden vom Flughafen Ankara Esenboğa im größten Gefangenenaustausch zwischen den Vereinigten Staaten und Russland seit dem Ende des Kalten Krieges freigelassen.
- 04. August: Infolge von landesweiten Protesten tritt die Premierministerin von Bangladesch, Scheich Hasina, zurück und flieht nach Indien, weshalb Präsident Mohammed Shahabuddin eine Übergangsregierung unter der Leitung von Friedensnobelpreisträger Muhammad Yunus bildet.
- 06. August: Die ukrainischen Streitkräfte führen zum ersten Mal seit Beginn des russischen Überfalls auf die Ukraine eine strategische Offensive im Oblast Kursk auf russischem Staatsgebiet durch.
- 23. August: Messeranschlag in Solingen
- 24. August:Terroristisches Massaker in Barsalogho (Burkina Faso)
- 01. September: Landtagswahl in Sachsen und Landtagswahl in Thüringen
- 21. September: Präsidentschaftswahl in Sri Lanka
- 22. September: Landtagswahl in Brandenburg
- 29. September: In Österreich findet die Nationalratswahl statt.
- 01. Oktober: Mark Rutte folgt Jens Stoltenberg im Amt als NATO-Generalsekretär.
- 01. Oktober: Israel marschiert aufgrund von andauerndem Beschuss durch die Hisbollah in den Südlibanon ein.
- 13. Oktober: Parlamentswahl in Litauen
- 13. Oktober: Landtagswahl im österreichischen Vorarlberg
- 20. Oktober: Verfassungsreferendum in der Republik Moldau über die Mitgliedschaft in der Europäischen Union. Eine knappe Mehrheit der Wähler sprach sich für einen Beitritt des Landes aus; das Referendum war von Vorwürfen des Stimmenkaufs und der Einflussnahme Russlands überschattet.
- 26. Oktober: In Georgien findet die Parlamentswahl statt.
- 05. November: Bei der Präsidentschaftswahl in den Vereinigten Staaten 2024 siegt der Republikaner Donald Trump gegen seine demokratische Kontrahentin Kamala Harris.
- 06. November: In Deutschland kommt es durch das Ausscheiden der FDP-Minister aus dem Kabinett Scholz zum Bruch der ersten Ampelkoalition auf Bundesebene.
- 11. November: Beginn der UN-Klimakonferenz in Baku.
- 24. November: Landtagswahl in der österreichischen Steiermark
- 27. November: Parlamentswahl und Präsidentschaftswahl in Namibia
- 1. Dezember: Parlamentswahl in Rumänien
- 3. Dezember: Der südkoreanische Präsident Yoon Suk-yeol ruft kurzzeitig das Kriegsrecht aus.[5]
- 4. Dezember: Der französische Premierminister Michel Barnier wird in einem Misstrauensvotum gestürzt.[6]
- 8. Dezember: Infolge der Einnahme von mehreren syrischen Städten wie Homs und Damaskus durch Rebellen, flüchtete der 24 Jahre lang regierende Präsident Bashar al-Assad nach Moskau.[7][8]
- 16. Dezember: Olaf Scholz verliert die Vertrauensfrage im Bundestag.[9]
- 20. Dezember: Bei einem Anschlag auf den Magdeburger Weihnachtsmarkt starben sechs Menschen und 323 Personen wurden verletzt, nachdem der Täter mit einem Auto in die Menschenmenge gefahren war.[10]
- 27. Dezember: Bundespräsident Frank-Walter Steinmeier löst infolge der von Bundeskanzler Scholz verlorenen Vertrauensfrage den 20. Deutschen Bundestag auf und verkündet die vorgezogene Bundestagswahl.

### Wetter und Katastrophen
2024 war das heißeste Jahr seit Beginn der Aufzeichnungen. Der Juni 2024 war bereits der dreizehnte Monat in Folge, welcher einen neuen Temperaturrekord für den jeweiligen Monat brachte. Auch die Meerestemperaturen erreichten in der ersten Jahreshälfte Rekordwerte, weshalb das Auftreten von damit zusammenhängenden Extremwetterereignissen wie heftigen Überschwemmungen und eine schwere Hurrikansaison als wahrscheinlich eingestuft wurden. Der Sommer 2024 war sowohl weltweit als auch in Europa der heißeste Sommer seit Beginn der Aufzeichnungen.
- Jahresbeginn: Weihnachtshochwasser 2023/2024
- 1. Januar: Noto-Erdbeben (nahe Japan) mit der Stärke 7,5 Mw. Bei dem Erdbeben kommen mehr als 200 Menschen ums Leben.
- 17. Mai: Starke Regenfälle im Saarland sowie in Teilen von Rheinland-Pfalz und Baden-Württemberg führen bei diesem Hochwasser zu Überschwemmungen, Stromausfällen und Erdrutschen.
- 24. Mai: Ein schwerer Erdrutsch erfasst sechs Dörfer im Gebiet Maip-Mulitaka (Papua-Neuguinea).[14][15]
- 31. Mai – 3. Juni: Hochwasser in Süddeutschland nach tagelangem Dauerregen.
- Juni bis September: Hochwasser in West- und Zentralafrika
- 1. Juli: Hurrikan Beryl wird zum frühesten atlantischen Kategorie-5-Hurrikan seit Beginn der Aufzeichnungen und verursacht schwere Schäden in der Karibik und den USA.
- 24. Juli: Während einer Hitzewelle bricht nördlich von Chico das Park Fire aus, welches sich im weiteren Verlauf stark ausdehnte. Bis zum 5. August war es auf eine Größe von 403.874 Acres (1.634 km²) angewachsen. Damit ist es der bislang größte Waldbrand Kaliforniens in der Brandsaison 2024, der größte seit dem Dixie Fire 2021 sowie der viertgrößte seit Beginn systematischer Aufzeichnungen im Jahr 1932.
- 13. – 16. September: Hochwasser in Mitteleuropa nach tagelangem Dauerregen. Durch sehr hohe Wassertemperaturen des Mittelmeeres sowie des Schwarzen Meeres gelangt sehr viel feuchte Luft nach Rumänien, Österreich, Tschechien und Polen und führt nach Dauerregen zu massivem Hochwasser. Mindestens 28 Menschen kommen ums Leben.
- 17. September: Hochwasser in West- und Zentralafrika führt zu schweren Schäden. Nach UNO-Angaben sterben auf dem Kontinent mehr als 500 Menschen.[16]
- 26. September: Hurrikan Helene trifft als Kategorie-4-Hurrikan in Florida auf Land und richtet durch katastrophale Überflutungen in Bundesstaaten wie North Carolina schwerste Schäden an. Mehr als 200 Menschen kamen ums Leben.
- 9. Oktober: Ursprünglich ein Kategorie-5-Hurrikan, trifft Hurrikan Milton nur ein paar Tage nach Helene als Kategorie-3-Hurrikan auf Florida und fordert mindestens elf Menschenleben. In sehr vielen Haushalten fiel der Strom aus.
- Ab 29. Oktober: Flutkatastrophe in Spanien mit mindestens 230 Toten. (Stand 27. November 2024)
- 14. Dezember: Der Zyklon Chido erreicht die französische Inselgruppe Mayotte im Indischen Ozean und richtet erhebliche Schäden an.[17] Auf Mayotte gab es infolge 39 Tote. 120 und 13 Tote wurden in Mosaik und Malawi registriert.
- 17. Dezember: Mit einer Magnitude von 7,3 ereignete sich ein Erdbeben in der Nähe des pazifischen Inselstaates Vanuatu.[18] Durch das Erdbeben starben mindestens 14 Menschen.

### Wissenschaft und Technik
- 09. Januar: Messdaten des Copernicus und Berkeley-Earth-Surface-Temperature-Programms bestätigen, dass 2023 die globale Durchschnittstemperatur der Erdoberfläche erstmals seit Beginn der Aufzeichnungen an 50 % der Tage im Jahr 1,5 °C höher lagen im Vergleich zur vorindustriellen Zeit.[19][20]
- 19. Januar: Japan gelingt als fünfter Nation mit der Raumsonde SLIM eine weiche Landung auf dem Mond.
- 21. Januar: Der Asteroid 2024 BX1 zerbricht beim Eintritt in die Erdatmosphäre über Deutschland. Zahlreiche Meteoriten werden auf Feldern und Wiesen in der Nähe von Ribbeck gefunden. Materialanalysen ergeben, dass es sich bei den Meteoriten um sehr seltene Aubriten handelt.
- 24. Januar: Forschergruppen in den USA und China veröffentlichen die im Rahmen von klinischen Studien durchgeführte, erste erfolgreiche Behandlung der angeborenen Otoferlin-Gehörlosigkeit DFNB9 mittels Gentherapie. Ein Meilenstein ist die Verwendung von zwei gekoppelten AA-Viren als Vektoren, um auch größere Gene als Teilabschnitte auf die betroffenen Zellen der Patienten übertragen zu können.[21][22]
- 31. Januar / 14. Februar: Der im Jahr 2019 von Forschern der Johannes Gutenberg-Universität Mainz postulierte Altermagnetismus wird mit Hilfe von metallischem RuO2 und Mangan(II)-tellurid-Kristallen experimentell nachgewiesen. Er vereint physikalische Eigenschaften des bekannten Ferro- und Antiferromagnetismus. So sind signifikante spinpolarisierte Ströme, wie auch in ferromagnetischen Festkörpern, nachweisbar zusammen mit abwechselnd ausgerichteten atomaren Spins und fehlender makroskopischer Magnetisierbarkeit (wie bei antiferromagnetischen Festkörpern). Ausschlaggebend für die spezifischen Eigenschaften des Altermagnetismus ist seine „spin-split“–Bandstruktur.[23][24][25][26]
- 08. April: Totale Sonnenfinsternis über Mittel- und Nordamerika
- 11. April: Ein internationales Team von Forschern aus den USA, Japan und Taiwan veröffentlicht in der Fachzeitschrift Science eine Forschungsarbeit zur Endosymbiose zwischen der eukaryotischen, einzelligen Alge Braarudosphaera bigelowii und dem stickstofffixierenden Bakterium Atelocyanobacterium thalassae. Die zellbiologischen, molekularbiologischen und proteinchemischen Analysen ergaben, dass es sich bei dem seit 2012 als „Nitroplast“ bezeichneten und mutmaßlich obligaten Endosymbionten A. thalassae tatsächlich um ein vollwertiges Organell in der Alge handelt, womit die Existenz stickstofffixierender Eukaryoten bestätigt wurde.[27][28]
- 15. April: Einem Bericht der NOAA zufolge wurde im April 2024 die Entwicklung der vierten, großen, globalen Korallenbleiche beobachtet.[29]
- 10. Mai: Ein starker Sonnensturm der Intensitätsstufe G4–G5 trifft die Nordhalbkugel als Folge mehrerer koronaler Massenauswürfe am 9. Mai. Ausgeprägte Polarlichter sind an vielen Orten in Deutschland sichtbar.[30][31][32]
- 25. Juni: Eine Probenkapsel der chinesischen Chang’e 6-Mondsonde kehrt mit Bodenproben von der erdabgewandten Seite des Mondes zur Erde zurück.
- 22. Juli: Ein internationales Team von Forschern veröffentlicht eine bemerkenswerte Studie zur abiotischen Sauerstoffproduktion durch Manganknollen am Meeresgrund der Clarion-Clipperton-Zone. Der postulierte Mechanismus der Sauerstoffproduktion über Wasserelektrolyse wurde durch Messung eines Elektrodenpotentials von bis zu 0,95 V an der Knollenoberfläche, ihre Porosität und metallhaltige Schichtstruktur begründet.[33][34]
- 13. August: Eine Auswertung von Sensordaten der Marssonde InSight lässt darauf schließen, dass auf dem Mars in Gesteinsschichten in Tiefen von 10 bis 20 km große Wassermengen vorhanden sind.[35]
- 14. Oktober: Start der Raumsondenmission Europa Clipper zur Erforschung des Eismondes Europa vom Weltraumbahnhof Kennedy Space Center.
- 21. November: Das Paranal-Observatorium der Europäischen Südsternwarte berichtet von der ersten Nahaufnahme eines Sternes außerhalb der Milchstraße, wobei das „Very Large Telescope“ Verwendung fand, und der Stern WOH G64 in der Großen Magellanschen Wolke aufgenommen wurde.[36]

### Schwere Unglücksfälle
- 02. Januar: Bei der Flugzeugkollision am Flughafen Tokio-Haneda zwischen einer Maschine des Typs Airbus A350-941 und einer Bombardier DHC-8-315Q Dash 8 sterben fünf Insassen.
- 03. Januar: Bei einer Gedenkveranstaltung für den vier Jahre zuvor von den USA getöteten General Qasem Soleimani werden in Kerman (Iran) zwei Bombenanschläge verübt, bei denen 91 Menschen sterben.
- 22. März: Bei einem Anschlag in Krasnogorsk, einer nordwestlichen Vorstadt von Moskau, werden mindestens 144 Menschen getötet.
- 16. April: Die Børsen, das 1640 fertiggestellte Börsengebäude in der Innenstadt von Kopenhagen, wurde durch einen Brand etwa zur Hälfte zerstört.
- 25. Dezember: Ein ursprünglich von Baku nach Grosny gehender Flug einer Embraer 190 wurde von der russischen Flugabwehr beschossen. Da eine Notlandung auf einem russischen Flughafen verweigert wurde, steuerte das Flugzeug den kasachischen Flughafen Aqtau an, der aber nicht mehr erreicht werden konnte. Infolge des Absturzes starben 38 der 67 Insassen.
- 29. Dezember: Bei der Landung eines Fluges auf dem Flughafen Muan überlebten nur zwei der 181 Insassen, nachdem das Flugzeug bei eingefahrenen Fahrwerk über die Landebahn hinausschoss.

### Religion
- 06. / 7. Januar: orthodoxe Weihnachten
- 11. März – 10. April: Ramadan
- 29. März: Karfreitag
- 31. März: Ostern
- 05. Mai: orthodoxe Ostern
- 09. Mai: Christi Himmelfahrt
- 19. Mai: Pfingsten
- 29. Mai – 2. Juni 2024: 103. Deutscher Katholikentag in Erfurt
- 30. Mai: Fronleichnam
- 17. Juni: Islamisches Opferfest
- 15. August: Mariä Himmelfahrt
- 12. Oktober: Jom Kippur 5785
- 03. Oktober: Tag der offenen Moschee
- 31. Oktober: Gedenktag der Reformation
- 01. November: Allerheiligen
- 01. November: Diwali
- 20. November: Buß- und Bettag
- 7. Dezember: Wiedereröffnung des Notre-Dame nach fünfeinhalb Jahren Bauzeit[37]
- 25. Dezember: Weihnachten
- 26. Dezember 2024 bis 2. Januar 2025: Chanukka
- Geplante Fertigstellung der orthodoxen Nationalkathedrale Bukarest

### Sport
- 10. bis 28. Januar: Handball-Europameisterschaft der Männer in Deutschland
- 19. Januar bis 1. Februar: Olympische Jugend-Winterspiele in Gangwon
- 2. März bis 8. Dezember: Austragung der 75. Formel-1-Weltmeisterschaft
- 10. März bis 17. November: Austragung der 76. FIM-Motorrad-Straßenweltmeisterschaft
- 14. April: Bayer 04 Leverkusen wird (vorzeitig) zum ersten Mal Deutscher Fußballmeister.
- 22. April: Inter Mailand ist zum 20. Mal italienischer Fußballmeister.
- 28. April: Paris Saint-Germain ist zum 12. Mal französischer Fußballmeister.
- 4. Mai: Real Madrid ist zum 36. Mal spanischer Fußballmeister.
- 10. bis 26. Mai: Eishockey-Weltmeisterschaft in Tschechien. Der Gastgeber gewinnt seinen 13. Titel.
- 19. Mai: Manchester City ist zum achten Mal und zugleich zum vierten Mal hintereinander englischer Fußballmeister.
- 22. Mai: Atalanta Bergamo gewinnt zum ersten Mal die UEFA Europa League.
- 1. Juni: Real Madrid gewinnt zum 15. Mal die UEFA Champions League.
- 29. Juni: Indien gewinnt das Finale des T20 World Cup gegen Südafrika.
- 14. Juni bis 14. Juli: Fußball-Europameisterschaft in Deutschland
- 14. Juli: Spanien gewinnt zum vierten Mal die Fußball-Europameisterschaft und ist zugleich Rekordmeister.
- 29. Juni bis 21. Juli: Tour de France mit Beginn in Italien und Zieleinfahrt in Nizza (Frankreich)
- 26. Juli bis 28. Juli: Deutsche Meisterschaften Faustball in Stammheim
- 26. Juli bis 11. August: Olympische Sommerspiele in Paris (Frankreich)
- 28. August bis 8. September: Paralympischen Sommerspiele in Paris (Frankreich)
- 22. September: European League of Football Championship Game 2023 in der Arena auf Schalke. Rhein Fire verteidigt seinen Titel aus dem Vorjahr
- 20. Oktober: Im Finale des Women’s T20 World Cup im Dubai International Cricket Stadium besiegt Neuseeland Südafrika mit 32 Runs und sichert sich damit den ersten Weltmeisterschaftstitel in diesem Cricket-Format
- 17. November: Jorge Martín gewinnt zum ersten Mal den Weltmeistertitel in der MotoGP
- 23. November: Beginn der Saison des Alpinen Skieuropacups 2024/25 für die Männer in Levi in Finnland.
- 24. November: Max Verstappen gewinnt zum vierten Mal die Formel-1-Weltmeisterschaft
- 30. November: Beginn der Saison des Biathlon-Weltcups 2024/25 in Kontiolahti in Finnland.
- 02. Dezember: Beginn der Saison des Alpinen Skieuropacups 2024/25 für die Frauen in Zinal in der Schweiz.

### Bereits feststehende Ereignisse
- 31. Dezember: Das Betriebsverbot für alle Kaminöfen ohne Feinstaubfilter wird in Deutschland entsprechend der Ersten Verordnung zur Durchführung des Bundes-Immissionsschutzgesetzes wirksam.[38]
- Ende der Dekade „Nachhaltige Energie für alle“ der Vereinten Nationen.

## Wissenschaftspreise

### Nobelpreise
Die Preisträger des Jahres wurden zwischen dem 7. und 14. Oktober bekanntgegeben. Verliehen wurden die Auszeichnungen am 10. Dezember, dem Todestag Alfred Nobels.
- Physiologie oder Medizin: Victor Ambros und Gary Ruvkun „für die Entdeckung der microRNA und ihrer Rolle in der post-transkriptionalen Genregulation“.
- Physik: Geoffrey Hinton und John Hopfield „für grundlegende Entdeckungen und Erfindungen, die maschinelles Lernen mit künstlichen neuronalen Netzwerken ermöglichen“.
- Chemie: David Baker („für rechnergestütztes Proteindesign“) sowie Demis Hassabis und John M. Jumper („für die Vorhersage der komplexen Strukturen von Proteinen“).
- Literatur: Han Kang „für ihre intensive Prosa, die sich historischen Traumata stellt und die Zerbrechlichkeit des menschlichen Lebens aufzeigt“.
- Frieden: Nihon Hidankyō „für die Bemühungen, eine Welt ohne Atomwaffen zu erreichen, und dafür, dass es durch Zeitzeugenaussagen gezeigt hat, dass Atomwaffen nie wieder eingesetzt werden dürfen“.
- Alfred-Nobel-Gedächtnispreis für Wirtschaftswissenschaften: Daron Acemoğlu, Simon Johnson und James A. Robinson „für Studien darüber, wie Institutionen gebildet werden und den Wohlstand beeinflussen“.

### Turing Award
- Andrew Barto und Richard Sutton wird er für die Entwicklung der konzeptionellen und algorithmischen Grundlagen des bestärkenden Lernens verliehen.

## Jahrestage
- 500 Jahre Deutscher Bauernkrieg
- 01. Januar: 25. Jahrestag der Einführung des Euro als Buchgeld.
- 04. April: 75. Jahrestag der Gründung der NATO
- 05. Mai: 75. Jahrestag der Gründung des Europarates
- 23. Mai: 75. Jahrestag der Gründung der Bundesrepublik Deutschland
- 13. Juli: 500. Jahrestag der Fürstenpredigt von Thomas Müntzer auf dem Schloss Allstedt in Allstedt
- 13. Juli: 1000. Todestag von Heinrich II.
- 01. Oktober: 100. Geburtstag des früheren amerikanischen Präsidenten Jimmy Carter
- 07. Oktober: 75. Jahrestag der Gründung der Deutschen Demokratischen Republik
- 09. Oktober: 150. Jahrestag der Gründung des Weltpostvereins
- 09. Dezember: 200. Jahrestag der Schlacht bei Ayacucho, mit der die spanische Herrschaft in Südamerika endete

## Gedenktage
- 08. Januar: 700. Todestag des italienischen Asienreisenden Marco Polo
- 21. Januar: 100. Todestag des russischen Revolutionsführers Wladimir Iljitsch Lenin
- 03. Februar: 100. Todestag des US-amerikanischen Präsidenten Woodrow Wilson
- 03. Februar: 150. Geburtstag der US-amerikanischen Schriftstellerin Gertrude Stein
- 05. Februar: 100. Geburtstag der rumänischen Dichterin Selma Merbaum
- 02. März: 200. Geburtstag des tschechischen Komponisten Bedřich Smetana
- 12. März: 200. Geburtstag des deutschen Physikers Gustav Robert Kirchhoff
- 24. März: 150. Geburtstag des ungarisch-amerikanischen Zauberkünstlers Harry Houdini
- 27. März: 200. Geburtstag des deutschen Physikers und Chemikers Johann Hittorf
- 03. April: 100. Geburtstag des US-amerikanischen Schauspielers Marlon Brando
- 21. April: 100. Todestag der italienischen Schauspielerin Eleonora Duse
- 22. April: 300. Geburtstag des deutschen und Königsberger Philosophen Immanuel Kant
- 10. Mai: 250. Todestag des französischen Königs Ludwig XV.
- 03. Juni: 100. Todestag des Schriftstellers Franz Kafka
- 12. Juni: 100. Geburtstag des US-amerikanischen Politikers George H. W. Bush, 41. Präsident der USA
- 26. Juni: 200. Geburtstag des britischen Physikers William Thomson, 1. Baron Kelvin
- 02. Juli: 300. Geburtstag des deutschen Dichters und Schriftstellers Friedrich Gottlieb Klopstock
- 13. Juli: 1000. Todestag des deutsch-römischen Kaisers Heinrich II.
- 19. Juli: 650. Todestag des italienischen Dichters und Humanisten Francesco Petrarca
- 13. August: 125. Geburtstag des britischen Filmregisseurs Alfred Hitchcock
- 04. September: 200. Geburtstag des österreichischen Komponisten Anton Bruckner
- 05. September: 250. Geburtstag des deutschen Malers Caspar David Friedrich
- 13. September: 150. Geburtstag des österreichischen Komponisten Arnold Schönberg
- 16. September: 200. Todestag des französischen Königs Ludwig XVIII.
- 30. September: 100. Geburtstag des US-amerikanischen Schriftstellers Truman Capote
- 12. Oktober: 100. Todestag des französischen Schriftstellers Anatole France
- 17. Oktober: 175. Todestag des polnischen Komponisten und Pianisten Frédéric Chopin
- 20. Oktober: 150. Geburtstag des US-amerikanischen Komponisten Charles Ives
- 04. November: 100. Todestag des französischen Komponisten Gabriel Fauré
- 14. November: 100. Geburtstag des deutschen Schauspielers Rolf Schimpf
- 29. November: 100. Todestag des italienischen Komponisten Giacomo Puccini
- 30. November: 150. Geburtstag des britischen Premierministers Winston Churchill
- 20. Dezember: 100. Geburtstag der österreichischen Schriftstellerin Friederike Mayröcker
- 24. Dezember: 500. Todestag des portugiesischen Seefahrers und Entdeckers des Seewegs nach Indien Vasco da Gama
- 29. Dezember: 100. Todestag des schweizerischen Dichters und Schriftstellers Carl Spitteler

## Kulturelle Referenzen
- Die Filme Songbird, Illang: The Wolf Brigade und die  Star Trek: Deep Space Nine-Episode Past Tense (S3E11&12) spielen im Jahr 2024.
- In der Star Trek: Das nächste Jahrhundert-Episode The High Ground (S3E12) erzählt Data Picard von der Irischen Wiedervereinigung im Jahr 2024.

## Gestorben

### Januar
- 01. Januar: Basdeo Panday, trinidadischer Politiker (* 1933)
- 01. Januar: Hartmut Ritzerfeld, deutscher Maler (* 1950)
- 01. Januar: Niklaus Wirth, Schweizer Informatiker (* 1934)
- 02. Januar: Saleh al-Arouri, palästinensischer Terrorist (* 1966)
- 02. Januar: Hendrik Arnst, deutscher Schauspieler (* 1950)
- 02. Januar: Gottfried Münzenberg, deutscher Physiker (* 1940)
- 02. Januar: Carmen Valero, spanische Leichtathletin (* 1955)
- 02. Januar: Zwi Zamir, israelischer Generalmajor und Direktor des Geheimdienstes Mossad (* 1925)
- 03. Januar: Günther Fielmann, deutscher Augenoptiker und Unternehmer (* 1939)
- 04. Januar: Glynis Johns, britische Schauspielerin, Pianistin, Sängerin und Tänzerin (* 1923)
- 04. Januar: Christian Oliver, deutscher Schauspieler (* 1972)
- 04. Januar: David Soul, US-amerikanischer Schauspieler und Sänger (* 1943)
- 05. Januar: Nicholas Rescher, US-amerikanischer Philosoph (* 1928)
- 05. Januar: Mário Zagallo, brasilianischer Fußballspieler und -trainer (* 1931)
- 06. Januar: Roy Yorke Calne, britischer Chirurg (* 1930)
- 07. Januar: Franz Beckenbauer, deutscher Fußballspieler, -trainer und -funktionär (* 1945)
- 08. Januar: Adan Canto, mexikanischer Schauspieler (* 1981)
- 09. Januar: James Kottak, US-amerikanischer Schlagzeuger, Ex-Drummer der Scorpions (* 1962)
- 11. Januar: Sigi Schwab, deutscher Gitarrist und Komponist (* 1940)
- 13. Januar: Jana Hlaváčová, tschechische Schauspielerin (* 1938)
- 13. Januar: Sigi Rothemund, deutscher Filmregisseur und Drehbuchautor (* 1944)
- 15. Januar: Helmut Faßke, sorbischer Sprachwissenschaftler (* 1932)
- 15. Januar: Shih Ming-teh, taiwanischer Politiker und Bürgerrechtler (* 1941)
- 16. Januar: Kay Bernstein, deutscher Unternehmer und Fußballfunktionär (* 1980)
- 16. Januar: Sergio Sebastiani, italienischer Kardinal (* 1931)
- 18. Januar: Don Balmer, Schweizer Schauspieler (* 1937)
- 20. Januar: Anne Edwards, US-amerikanische Schriftstellerin (* 1927)
- 20. Januar: Norman Jewison, kanadischer Filmregisseur, Drehbuchautor und Filmproduzent (* 1926)
- 22. Januar: Elke Erb, deutsche Lyrikerin und Übersetzerin (* 1938)
- 22. Januar: Arno Penzias, deutsch-US-amerikanischer Physiker und Astronom (* 1933)
- 22. Januar: Luigi Riva, italienischer Fußballspieler (* 1944)
- 23. Januar: Frank Farian, deutscher Musikproduzent, Komponist und Sänger (* 1941)
- 23. Januar: Melanie, US-amerikanische Sängerin und Songwriterin (* 1947)
- 25. Januar: Batsheva Dagan, polnisch-israelische Holocaustüberlebende (* 1925)
- 29. Januar: Brian Griffin, britischer Fotograf (* 1948)
- 30. Januar: Jochen Mehner, deutscher Flottillenadmiral der Bundesmarine und Unterabteilungsleiter im Bundesnachrichtendienst (* 1934)

### Februar
- 01. Februar: Carl Weathers, US-amerikanischer Schauspieler und American-Football-Spieler (* 1948)
- 02. Februar: Oskar Negt, deutscher Sozialphilosoph (* 1934)
- 03. Februar: Viktor Emanuel von Savoyen, italienischer Kronprinz (* 1937)
- 04. Februar: Hage Geingob, namibischer Politiker und Staatspräsident Namibias (* 1941)
- 05. Februar: Dries van Agt, niederländischer Politiker (* 1931)
- 05. Februar: Peter Kulka, deutscher Architekt (* 1937)
- 05. Februar: Helga Paris, deutsche Fotografin (* 1938)
- 06. Februar: John Bruton, irischer Politiker (* 1947)
- 06. Februar: Pablo Grant, deutscher Schauspieler und Rapper (* 1997)
- 06. Februar: Sebastián Piñera, chilenischer Politiker und Staatspräsident Chiles (* 1949)
- 07. Februar: Alfred Grosser, deutsch-französischer Publizist (* 1925)
- 09. Februar: Damo Suzuki, deutscher Sänger japanischer Herkunft (* 1950)
- 10. Februar: Johanna von Koczian, deutsche Schauspielerin (* 1933)
- 10. Februar: Edward Lowassa, tansanischer Politiker (* 1953)
- 11. Februar: Kelvin Kiptum, kenianischer Langstreckenläufer (* 1999)
- 15. Februar: Henry Rono, kenianischer Langstreckenläufer (* 1952)
- 16. Februar: Alexei Nawalny, russischer Jurist (* 1976)
- 17. Februar: Johan Galtung, norwegischer Friedensforscher (* 1930)
- 19. Februar: Jan Assmann, deutscher Ägyptologe (* 1938)
- 19. Februar: Horst Naumann, deutscher Schauspieler, Synchron- und Hörspielsprecher (* 1925)
- 20. Februar: Andreas Brehme, deutscher Fußballspieler und -trainer (* 1960)
- 21. Februar: Roger Guillemin, französisch-US-amerikanischer Biochemiker (* 1924)
- 23. Februar: Irene Camber, italienische Florett-Fechterin (* 1926)
- 23. Februar: Wilson Fittipaldi, brasilianischer Automobilrennfahrer (* 1943)
- 26. Februar: Jacob Rothschild, britischer Investmentbanker (* 1936)
- 27. Februar: Richard Harrison Truly, US-amerikanischer Astronaut (* 1937)
- 28. Februar: Anneke Levelt Sengers, niederländische Physikerin (* 1929)
- 28. Februar: Nikolai Ryschkow, sowjetischer bzw. russischer Politiker (* 1929)
- 29. Februar: Brian Mulroney, kanadischer Politiker (* 1939)
- 29. Februar: Ali Hassan Mwinyi, tansanischer Politiker (* 1925)

### März
- 01. März: Iris Apfel, US-amerikanische Modeikone und Geschäftsfrau (* 1921)
- 01. März: Akira Toriyama, japanischer Manga-Zeichner (* 1955)
- 08. März: Herbert Kroemer, deutscher Physiker (* 1928)
- 09./10. März: Eric Carmen, US-amerikanischer Musiker (* 1949)
- 10. März: Percy Adlon, deutscher Film- und Fernsehregisseur, Autor und Produzent (* 1935)
- 11. März: Paul Alexander, US-amerikanischer Anwalt und Polio-Überlebender (* 1946)
- 13. März: Marcello Gandini, italienischer Automobildesigner (* 1938)
- 13. März: Neofit, bulgarischer Patriarch (* 1945)
- 15. März: Hans Blum, deutscher Komponist, Musikproduzent und Sänger (* 1928)
- 18. März: Peter Kunter, deutscher Fußballspieler und -funktionär (* 1941)
- 18. März: Tom Stafford, US-amerikanischer Astronaut (* 1930)
- 19. März: M. Emmet Walsh, US-amerikanischer Schauspieler (* 1935)
- ≤25. März: Alesia Graf, belarussisch-deutsche Boxerin (* 1980)
- 25. März: Fritz Wepper, deutscher Schauspieler und Synchronsprecher (* 1941)
- 26. März: Richard Serra, US-amerikanischer Bildhauer (* 1938)
- 27. März: Daniel Kahneman, israelisch-US-amerikanischer Psychologe (* 1934)
- 29. März: Louis Gossett Jr., US-amerikanischer Schauspieler (* 1936)
- 29. März: Chance Perdomo, britischer Schauspieler (* 1996)
- 31. März: Barbara Rush, US-amerikanische Schauspielerin (* 1927)

### April
- 03. April: Vera Tschechowa, deutsche Schauspielerin, Regisseurin und Produzentin (* 1940)
- 04. April: Hella Pick, österreichisch-britische Journalistin (* 1927)
- 05. April: Peter Sodann, deutscher Schauspieler, Regisseur und Theaterintendant (* 1936)
- 08. April: Peter Higgs, britischer Physiker (* 1929)
- 09. April: Eckart Dux, deutscher Synchronsprecher und Schauspieler (* 1926)
- 10. April: O. J. Simpson, US-amerikanischer American-Football-Spieler und Schauspieler (* 1947)
- 11. April: Siegfried Kettling, deutscher evangelischer Pfarrer, Autor und theologischer Lehrer (* 1937)
- 12. April: Roberto Cavalli, italienischer Modedesigner (* 1940)
- 15. April: Bernd Hölzenbein, deutscher Fußballspieler (* 1946)
- 15. April: Josip Manolić, jugoslawischer bzw. kroatischer Politiker (* 1920)
- 19. April: Daniel Dennett, US-amerikanischer Philosoph (* 1942)
- 20. April: Gediminas Kirkilas, litauischer Politiker (* 1951)
- 22. April: Michael Verhoeven, deutscher Regisseur, Drehbuchautor und Produzent (* 1938)
- 28. April: William Calley, US-amerikanischer Offizier und Kriegsverbrecher (* 1943)
- 29. April: Arianne Borbach, deutsche Synchronsprecherin und Schauspielerin (* 1962)
- 30. April: Paul Auster, US-amerikanischer Schriftsteller (* 1947)

### Mai
- 01. Mai: Günter Rätz, deutscher Regisseur und Trickfilmanimator (* 1935)
- 02. Mai: Monika Döring, deutsche Konzertveranstalterin (* 1937)
- 05. Mai: Bernard Hill, britischer Schauspieler (* 1944)
- 05. Mai: César Luis Menotti, argentinischer Fußballspieler und -trainer (* 1938)
- 05. Mai: Simona Postlerová, tschechische Schauspielerin (* 1964)
- 08. Mai: Ramón Fonseca Mora, panamaischer Schriftsteller und Rechtsanwalt (* 1952)
- 09. Mai: Ivan Ivanji, jugoslawischer bzw. serbischer Schriftsteller und Diplomat (* 1929)
- 10. Mai: André Simonazzi, Schweizer Vizekanzler und Bundesratssprecher (* 1968)
- 13. Mai: Alice Munro, kanadische Schriftstellerin (* 1931)
- 15. Mai: Hans-Georg Wieck, deutscher Diplomat und BND-Präsident (* 1928)
- 19. Mai: Ebrahim Raisi, iranischer Politiker und Staatspräsident Irans (* 1960)
- 20. Mai: Karl-Heinz Schnellinger, deutscher Fußballspieler (* 1939)
- 25. Mai: Richard Sherman, US-amerikanischer Komponist (* 1928)
- 29. Mai: Thomas Heise, deutscher Regisseur und Autor (* 1955)
- 29. Mai: Manfred Wolke, deutscher Boxer (* 1943)
- 31. Mai: Alexander Lang, deutscher Regisseur und Schauspieler (* 1941)

### Juni
- 01. Juni: Ruth Maria Kubitschek, deutsch-schweizerische Schauspielerin und Synchronsprecherin (* 1931)
- 03. Juni: Brigitte Bierlein, österreichische Juristin und Politikerin (* 1949)
- 07. Juni: William Anders, US-amerikanischer Astronaut (* 1933)
- 08. Juni: Klaus Töpfer, deutscher Politiker (* 1938)
- 10. Juni: Friedrich Wolff, deutscher Rechtsanwalt (* 1922)
- 11. Juni: Françoise Hardy, französische Sängerin (* 1944)
- 11. Juni: Enno Walter, deutscher Brigadegeneral (* 1930)
- 12. Juni: Jerry West, US-amerikanischer Basketballspieler, -trainer und -funktionär (* 1938)
- 13. Juni: Benji Gregory, US-amerikanischer Schauspieler (* 1978)
- 17. Juni: Dieter Zimmer, deutscher Fernsehjournalist und Schriftsteller (* 1939)
- 18. Juni: Anouk Aimée, französische Filmschauspielerin (* 1932)
- 18. Juni: Gerhard Klingenberg, österreichischer Regisseur und Schauspieler (* 1929)
- 18. Juni: Willie Mays, US-amerikanischer Baseballspieler (* 1931)
- 20. Juni: Gerhard Aigner, deutscher Fußballfunktionär und UEFA-Generalsekretär (* 1943)
- 20. Juni: Eberhard Hertel, deutscher Sänger volkstümlicher Musik (* 1938)
- 20. Juni: Donald Sutherland, kanadischer Schauspieler (* 1935)
- 23. Juni: Walter Beck, deutscher Regisseur (* 1929)
- 24. Juni: Shifty Shellshock, US-amerikanischer Musiker (* 1974)
- 25. Juni: Bill Cobbs, US-amerikanischer Schauspieler (* 1934)
- 25. Juni: Fredl Fesl, niederbayerischer Musiker und Sänger (* 1947)
- 27. Juni: Kinky Friedman, US-amerikanischer Countrymusiker, Autor und Politiker (* 1944)
- 27. Juni: Martin Mull, US-amerikanischer Schauspieler (* 1943)
- 29. Juni: Jürgen Busche, deutscher Journalist und Literaturkritiker (* 1944)
- 29. Juni: Lalla Latifa, marokkanische Königswitwe (* 1946)

### Juli
- 01. Juli: Ismail Kadare, albanischer Schriftsteller (* 1936)
- 02. Juli: Gerd Pieper, deutscher Unternehmer (* 1943)
- 03. Juli: Roland Dumas, französischer Politiker und Außenminister von Frankreich (* 1922)
- 05. Juli: Bengt Ingemar Samuelsson, schwedischer Biochemiker (* 1934)
- 09. Juli: Maxine Singer, US-amerikanische Biochemikerin und Molekularbiologin (* 1931)
- 11. Juli: Shelley Duvall, US-amerikanische Schauspielerin (* 1949)
- 12. Juli: Ruth Westheimer, deutsch-US-amerikanische Soziologin, Sexualtherapeutin und Sachbuchautorin (* 1928)
- 13. Juli: Shannen Doherty, US-amerikanische Schauspielerin (* 1971)
- 13. Juli: Ruth Hesse, deutsche Opernsängerin (* 1936)
- 15. Juli: Tomcraft, deutscher DJ und Musikproduzent (* 1975)
- 18. Juli: Bob Newhart, US-amerikanischer Schauspieler und Stand-Up-Comedian (* 1929)
- 19. Juli: Sheila Jackson Lee, US-amerikanische Politikerin (* 1950)
- 19. Juli: Nguyễn Phú Trọng, vietnamesischer Politiker (* 1944)
- 19. Juli: Ray Reardon, walisischer Snookerspieler (* 1932)
- 21. Juli: Evelyn Thomas, US-amerikanische Sängerin (* 1953)
- 22. Juli: John Mayall, britischer Musiker (* 1933)
- 23. Juli: John Robin Warren, australischer Pathologe (* 1937)
- 27. Juli: Edna O’Brien, irische Schriftstellerin (* 1930)
- 30. Juli: Hans Lenk, deutscher Philosoph und Ruderer (* 1935)
- 31. Juli: Ismail Haniyya, palästinensischer Politiker (* 1962 oder 1963)
- 31. Juli: Anton Steer, deutscher Generalmajor (* 1935)

### August
- 01. August: Rainer Brandt, deutscher Schauspieler, Synchronsprecher, Synchronregisseur und Dialogbuchautor (* 1936)
- 04. August: Tsung-Dao Lee, chinesisch-US-amerikanischer Physiker (* 1926)
- 09. August: Susan Wojcicki, US-amerikanische Managerin (* 1968)
- 09. August: Peter Zwegat, deutscher Schuldnerberater (* 1950)
- 11. August: Richard Rogler, deutscher Kabarettist (* 1949)
- 12. August: Willi Lemke, deutscher Politiker und Sportfunktionär (* 1946)
- 12. August: Richard Lugner, österreichischer Bauunternehmer (* 1932)
- 14. August: Gena Rowlands, US-amerikanische Schauspielerin (* 1930)
- 18. August: Alain Delon, französisch-schweizerischer Schauspieler (* 1935)
- 21. August: John Amos, US-amerikanischer Schauspieler und American-Football-Spieler (* 1939)
- 22. August: Detlev Redinger, deutscher Schauspieler und Synchronsprecher (* 1949)
- 24. August: Christoph Daum, deutscher Fußballspieler und -trainer (* 1953)
- 25. August: Selim al-Hoss, libanesischer Politiker (* 1929)
- 26. August: Nabil Elaraby, ägyptischer Jurist und Politiker (* 1935)
- 26. August: Sven-Göran Eriksson, schwedischer Fußballspieler und -trainer (* 1948)
- 29. August: Karl August Morisse, deutscher Politiker (* 1942)
- 30. August: Shridath Ramphal, guyanischer Politiker (* 1928)
- 30. August: Tuheitia Paki, maorischer König (* 1955)
- 31. August: Henri Leclerc, französischer Rechtsanwalt (* 1934)

### September
- 02. September: Alexander Medwed, sowjetischer Ringer und belarussischer Sportfunktionär (* 1937)
- 03. September: Horst Skerra, deutscher Offizier (* 1930)
- 04. September: Heinz Börner, deutscher Mediziner und Hochschullehrer (* 1935)
- 05. September: Jacques Breuer, österreichischer Schauspieler und Synchronsprecher (* 1956)
- 05. September: Herbie Flowers, britischer Rockmusiker (* 1938)
- 05. September: Sérgio Mendes, brasilianischer Pianist, Komponist und Arrangeur (* 1941)
- 06. September: Rebecca Horn, deutsche Bildhauerin, Aktionskünstlerin und Filmemacherin (* 1944)
- 06. September: Will Jennings, US-amerikanischer Songwriter (* 1944)
- 06. September: Joachim Kuntzsch, deutscher Komponist, Pianist und Sänger (* 1944)
- 09. September: James Earl Jones, US-amerikanischer Schauspieler (* 1931)
- 09. September: Friedrich Schorlemmer, deutscher, evangelischer Theologe und Bürgerrechtler (* 1944)
- 09. September: Caterina Valente, italienische Sängerin, Tänzerin, Gitarristin, Schauspielerin und Entertainerin (* 1931)
- 11. September: Alberto Fujimori, peruanischer Politiker (* 1938)
- 13. September: Frank Engelhardt, deutscher Synchronsprecher (* 1946)
- 13. September: Wolfgang Gerhardt, deutscher Politiker (* 1943)
- 15. September: Tito Jackson, US-amerikanischer Sänger (* 1953)
- 18. September: Nick Gravenites, US-amerikanischer Sänger, Songschreiber und Produzent (* 1938)
- 18. September: Salvatore „Totò“ Schillaci, italienischer Fußballspieler (* 1964)
- 18. September: Rolf Wolfshohl, deutscher Radrennfahrer (* 1938)
- 19. September: Bruno Sacco, italienisch-deutscher Automobildesigner (* 1933)
- 21. September: Benny Golson, US-amerikanischer Tenorsaxophonist, Komponist und Arrangeur (* 1929)
- 22. September: Fredric Jameson, US-amerikanischer Philosoph und Literaturtheoretiker (* 1934)
- 24. September: Amadou-Mahtar M'Bow, senegalesischer Politiker (* 1921)
- 26. September: John Ashton, US-amerikanischer Schauspieler (* 1948)
- 27. September: Klaus Manchen, deutscher Schauspieler und Hörspielsprecher (* 1936)
- 27. September: Hassan Nasrallah, libanesischer schiitischer Kleriker und Politiker (* 1960)
- 27. September: Maggie Smith, britische Schauspielerin (* 1934)
- 28. September: Alexandre do Nascimento, angolanischer Kardinal (* 1925)
- 28. September: Kris Kristofferson, US-amerikanischer Country-Sänger und Schauspieler (* 1936)
- 30. September: Dikembe Mutombo, kongolesisch-US-amerikanischer Basketballspieler (* 1966)
- 30. September: Humberto Ortega, nicaraguanischer Guerillero, Politiker und Militär (* 1947)
- 30. September: Pete Rose, US-amerikanischer Baseballspieler und -manager (* 1941)
- 30. September: Ken Page, US-amerikanischer Schauspieler und Sänger (* 1954)
- 30. September: Robert Watts, britischer Filmproduzent (* 1938)

### Oktober
- 02. Oktober: Emily Richard, britische Schauspielerin
- 05. Oktober: Bruce Ames, US-amerikanischer Biochemiker und Molekularbiologe (* 1928)
- 06. Oktober: Johan Neeskens, niederländischer Fußballspieler und -trainer (* 1951)
- 07. Oktober: Nicholas Pryor, US-amerikanischer Schauspieler (* 1935)
- 08. Oktober: Wu Bangguo, chinesischer Politiker (* 1941)
- 09. Oktober: Dieter Burdenski, deutscher Fußballspieler (* 1950)
- 09. Oktober: Ratan Tata, indischer Unternehmer (* 1937)
- 10. Oktober: Ethel Kennedy, US-amerikanische Menschenrechtsaktivistin (* 1928)
- 12. Oktober: Alex Salmond, schottischer Politiker (* 1954)
- 12. Oktober: Rainer Prachtl, deutscher Wirtschaftswissenschaftler und Politiker (* 1950)
- 13. Oktober: Brunhilde Hanke, deutsche Politikerin (* 1930)
- 14. Oktober: Umberto Grano, italienischer Autorennfahrer (* 1940)
- 14. Oktober: Philip Zimbardo, US-amerikanischer Psychologe (* 1933)
- 15. Oktober: Ottilie Scholz, deutsche Kommunalpolitikerin (* 1948)
- 16. Oktober: Liam Payne, britischer Sänger (* 1993)
- 16. Oktober: Yahya Sinwar, palästinensischer Terrorist und Politiker (* 1962)
- 17. Oktober: Andrew Victor Schally, polnisch-US-amerikanischer Physiologe (* 1926)
- 20. Oktober: Fethullah Gülen, türkischer Geistlicher (* 1941)
- 20. Oktober: Willi A. Kalender, deutscher Physiker (* 1949)
- 21. Oktober: Paul Di’Anno, britischer Heavy-Metal-Musiker (* 1958)
- 22. Oktober: Annelie Ehrhardt, deutsche Leichtathletin (* 1950)
- 23. Oktober: Leon Neil Cooper, US-amerikanischer Physiker (* 1930)
- 27. Oktober: Edzard Reuter, deutscher Manager (* 1928)

### November
- 03. November: Quincy Jones, US-amerikanischer Musikproduzent (* 1933)
- 06. November: Walter Heynowski, deutscher Dokumentarfilm-Regisseur (* 1927)
- 06. November: Tony Todd, US-amerikanischer Schauspieler (* 1954)
- 09. November: Dieter Adler, deutscher Sportjournalist (* 1936)
- 11. November: Peter Nidetzky, österreichischer Fernsehmoderator (* 1940)
- 12. November: Joanne Chory, US-amerikanische Pflanzenbiologin (* 1955)
- 12. November: Michael Hübner, deutscher Radsportler (* 1959)
- 14. November: Wadim Wladimirowitsch Browzew, russisch-südossetischer Politiker (* 1969)
- 15. November: Ahmed Mohammed Mahamoud Silanyo, somalischer Politiker (* 1938)
- 20. November: Ursula Haverbeck, deutsche nationalsozialistische Aktivistin (* 1928)
- 21. November: Jürgen Thormann, deutscher Schauspieler und Synchronsprecher (* 1928)
- 26. November: Karin Baal, deutsche Schauspielerin (* 1940)
- 30. November: Christian Dräger, deutscher Unternehmer und Mäzen (* 1934)

### Dezember
- 01. Dezember: Niels Arestrup, französischer Schauspieler und Regisseur (* 1949)
- 01. Dezember: Terry Griffiths, walisischer Snookerspieler (* 1947)
- 01. Dezember: Ilke Wyludda, deutsche Diskuswerferin (* 1969)
- 02. Dezember: Helmut Duckadam, rumänischer Fußballtorwart und -funktionär (* 1959)
- 04. Dezember: Matthias Ponnier, deutscher Schauspieler und Hörspielsprecher (* 1940)
- 05. Dezember: Christel Bodenstein, deutsche Schauspielerin (* 1938)
- 12. Dezember: Wolfgang Becker, deutscher Regisseur (* 1954)
- 12. Dezember: Wolfgang Steiert, deutscher Skispringer und -trainer (* 1963)
- 16. Dezember: Anita Bryant, US-amerikanische Sängerin (* 1940)
- 16. Dezember: Wittekind zu Waldeck und Pyrmont, Oberhaupt des Fürstenhauses Waldeck-Pyrmont (* 1936)
- 17. Dezember: Marisa Paredes, spanische Schauspielerin (* 1946)
- 17. Dezember: Igor Anatoljewitsch Kirillow, russischer Generalleutnant (* 1970)
- 18. Dezember: Hermes Phettberg, österreichischer Schauspieler, Aktionskünstler und Talkshow-Moderator (* 1952)
- 18. Dezember: Klaus Wolfermann, deutscher Speerwerfer (* 1946)
- 19. Dezember: Federico Mayor Zaragoza, spanischer Biologe und Politiker (* 1934)
- 21. Dezember: Hannelore Hoger, deutsche Schauspielerin, Theaterregisseurin sowie Hörbuch- und Hörspielsprecherin (* 1939)
- 22. Dezember: Dieter Lindner, deutscher Fußballspieler und -funktionär (* 1939)
- 23. Dezember: Desi Bouterse, surinamischer Politiker und Krimineller (* 1945)
- 23. Dezember: Helmut Schlesinger, deutscher Bankier (* 1924)
- 26. Dezember: Manmohan Singh, indischer Politiker (* 1932)
- 28. Dezember: Martin Karplus, US-amerikanischer Chemiker; Nobelpreisträger (* 1930)
- 29. Dezember: Jimmy Carter,  39. Präsident der Vereinigten Staaten (* 1924)
- 30. Dezember: Dschamschid ibn Abdullah, letzter Sultan von Sansibar (* 1929)
- 30. Dezember: Fraser Stoddart, britisch-US-amerikanischer Chemiker; Nobelpreisträger (* 1942)
- 30. Dezember: Wolfgang de Beer, deutscher Fußballspieler (* 1964)
- 31. Dezember: Andreas Laun, österreichischer Bischof (* 1942)
- 31. Dezember: Angelo Amato, italienischer Kardinal (* 1938)
- 31. Dezember: Arnold Rüütel, estnischer Politiker (* 1928)

### Galerie der Verstorbenen

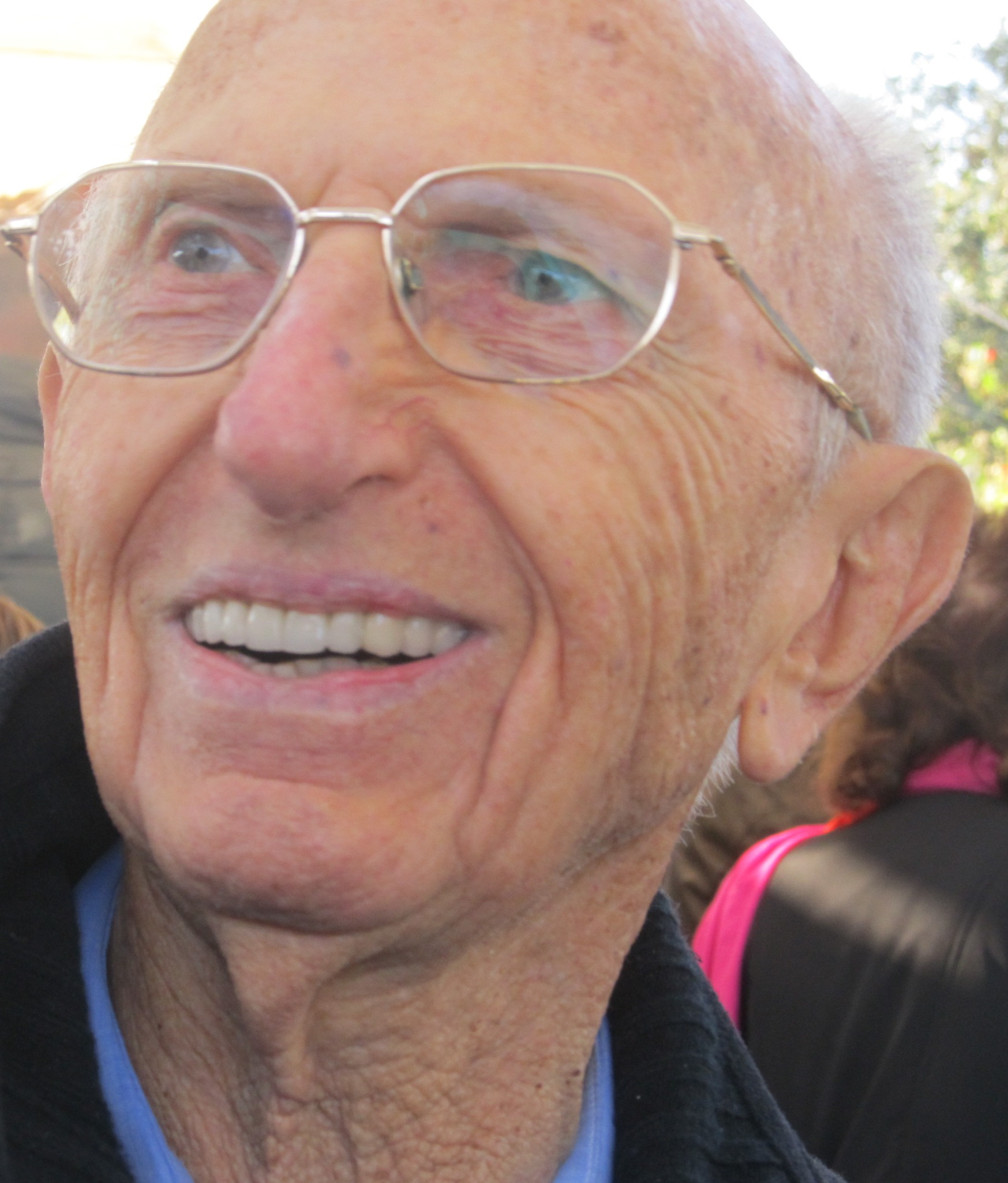
2. Januar: Zvi Zamir (2014) (98)
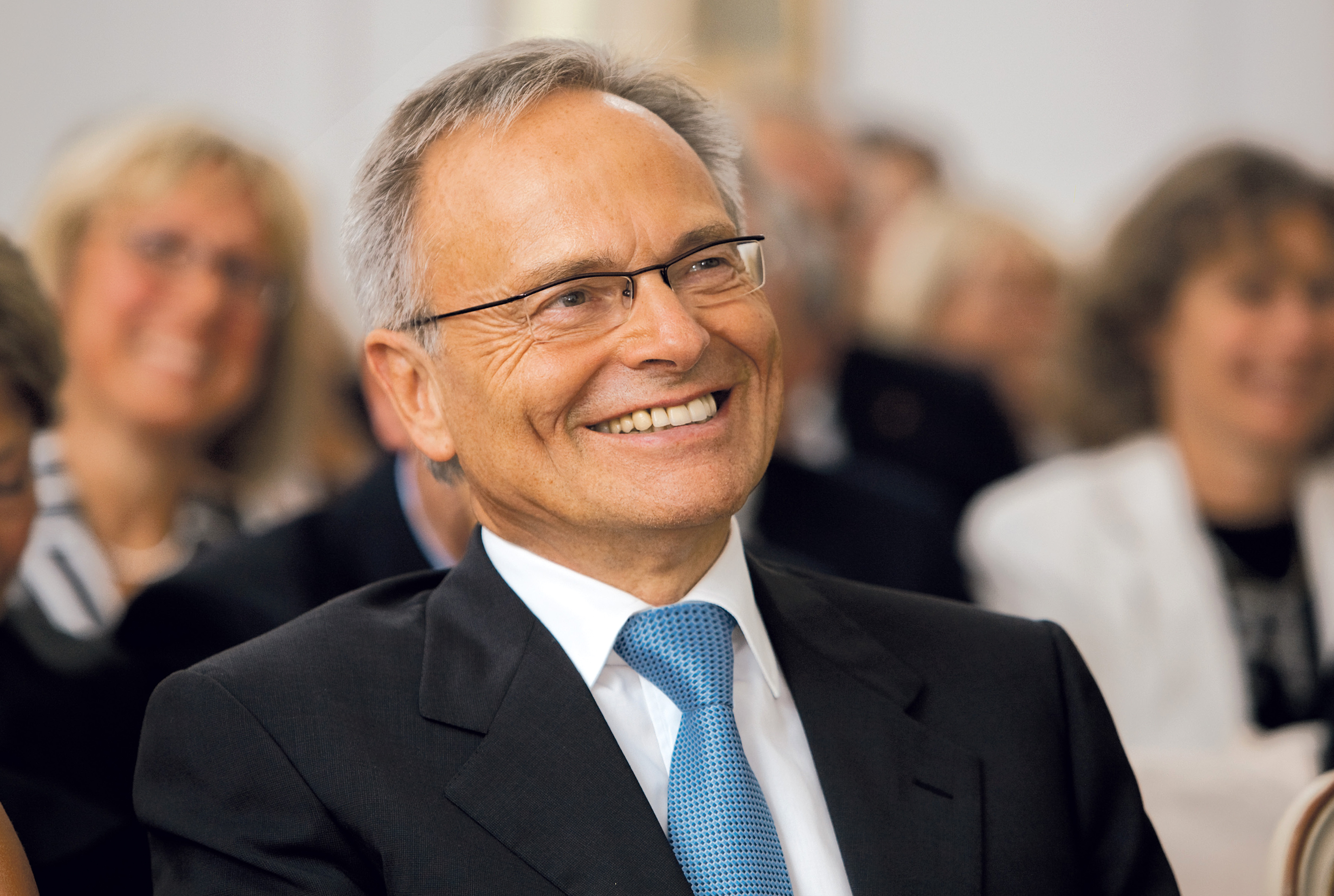
3. Januar: Günther Fielmann (2009) (84)
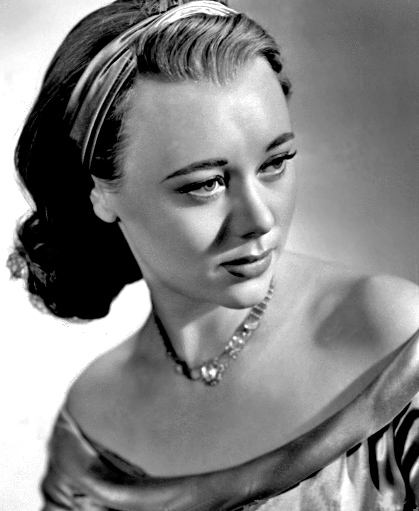
4. Januar: Glynis Johns (1952) (100)
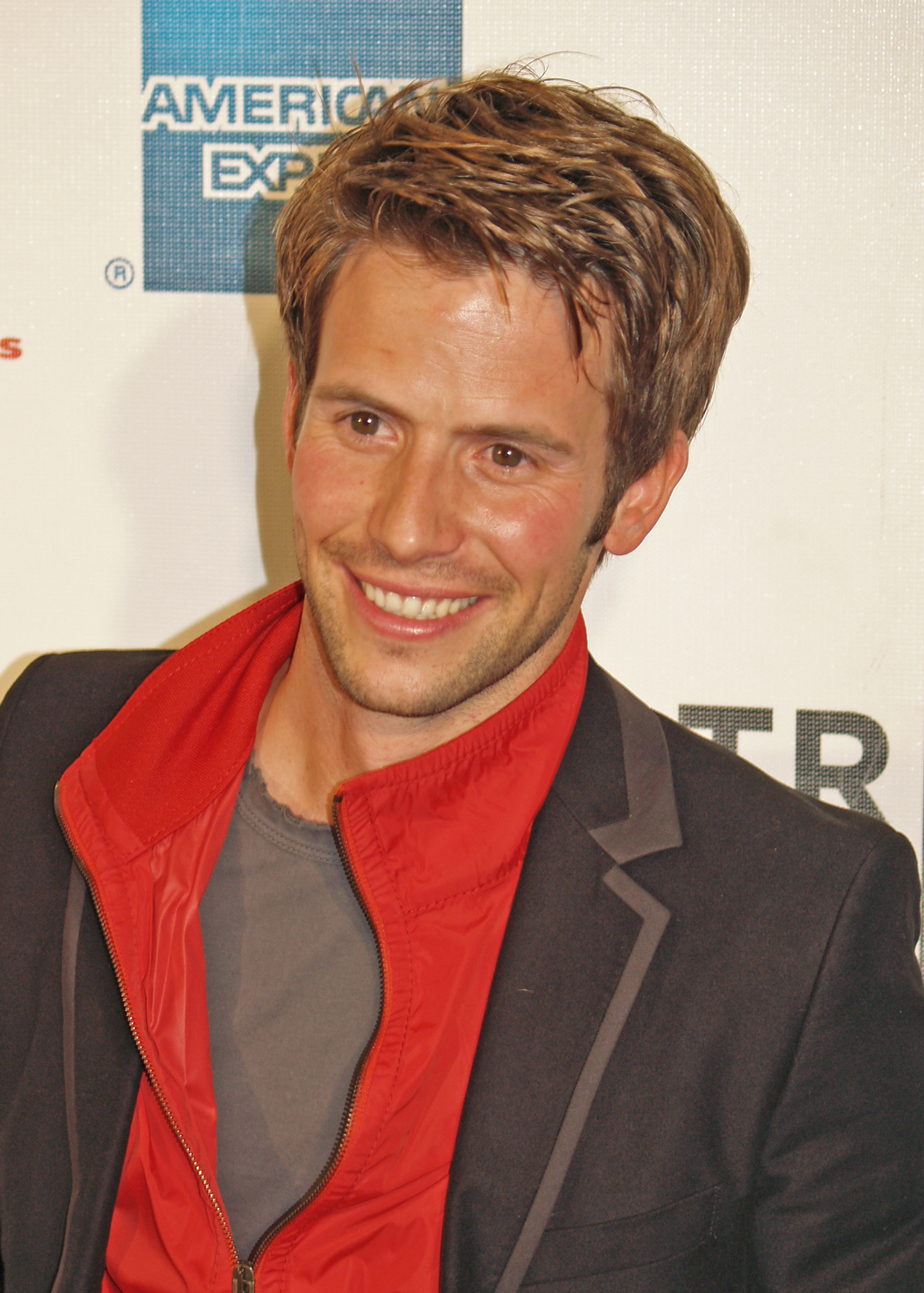
4. Januar: Christian Oliver (2008) (51)
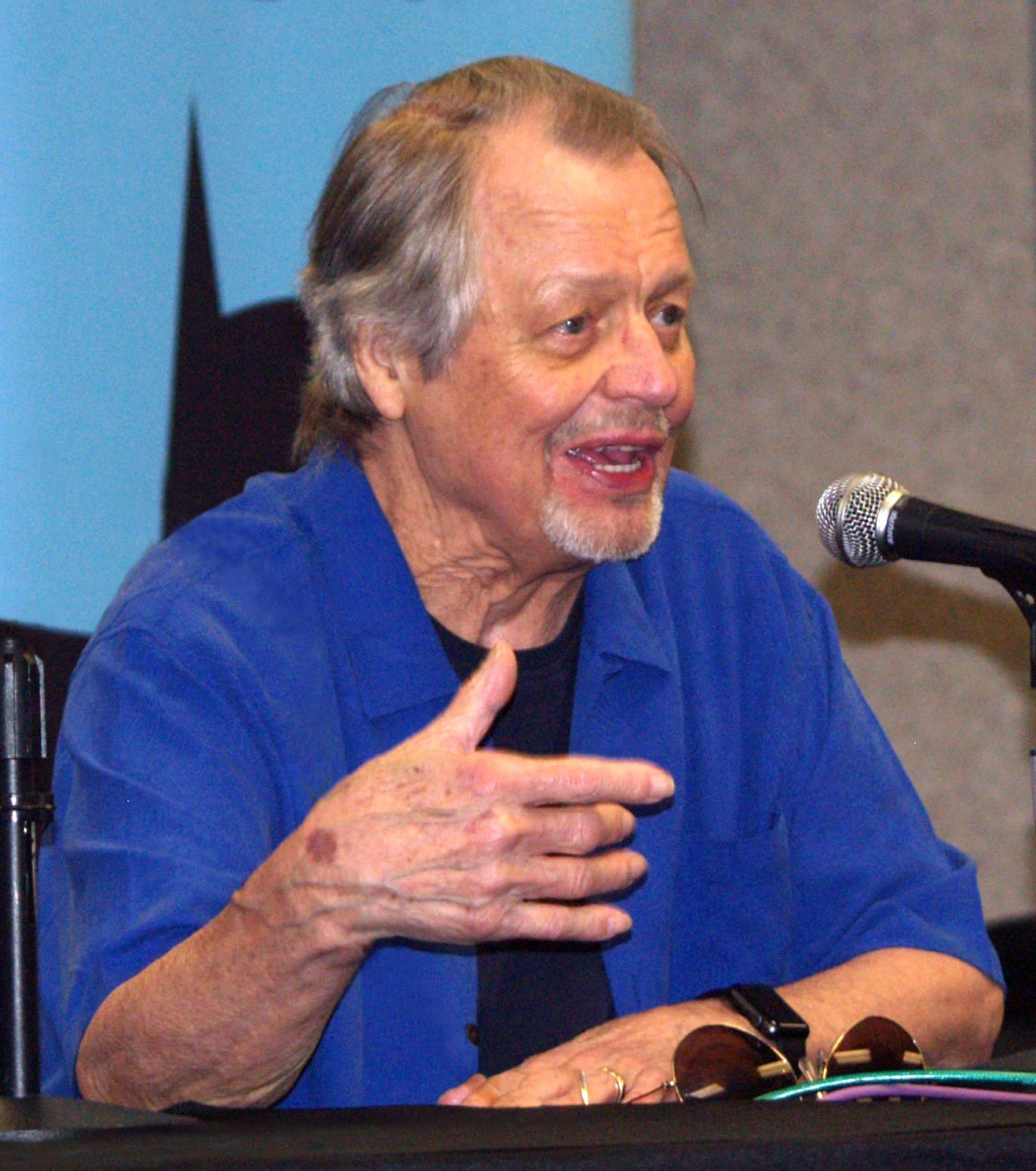
4. Januar: David Soul (2018) (80)
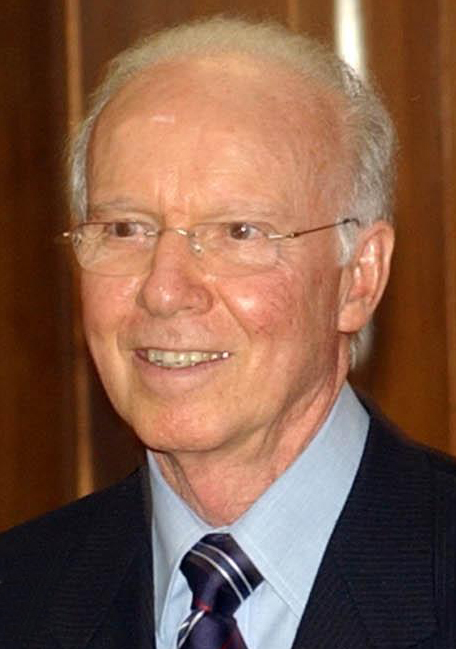
5. Januar: Mário Zagallo (2004) (92)
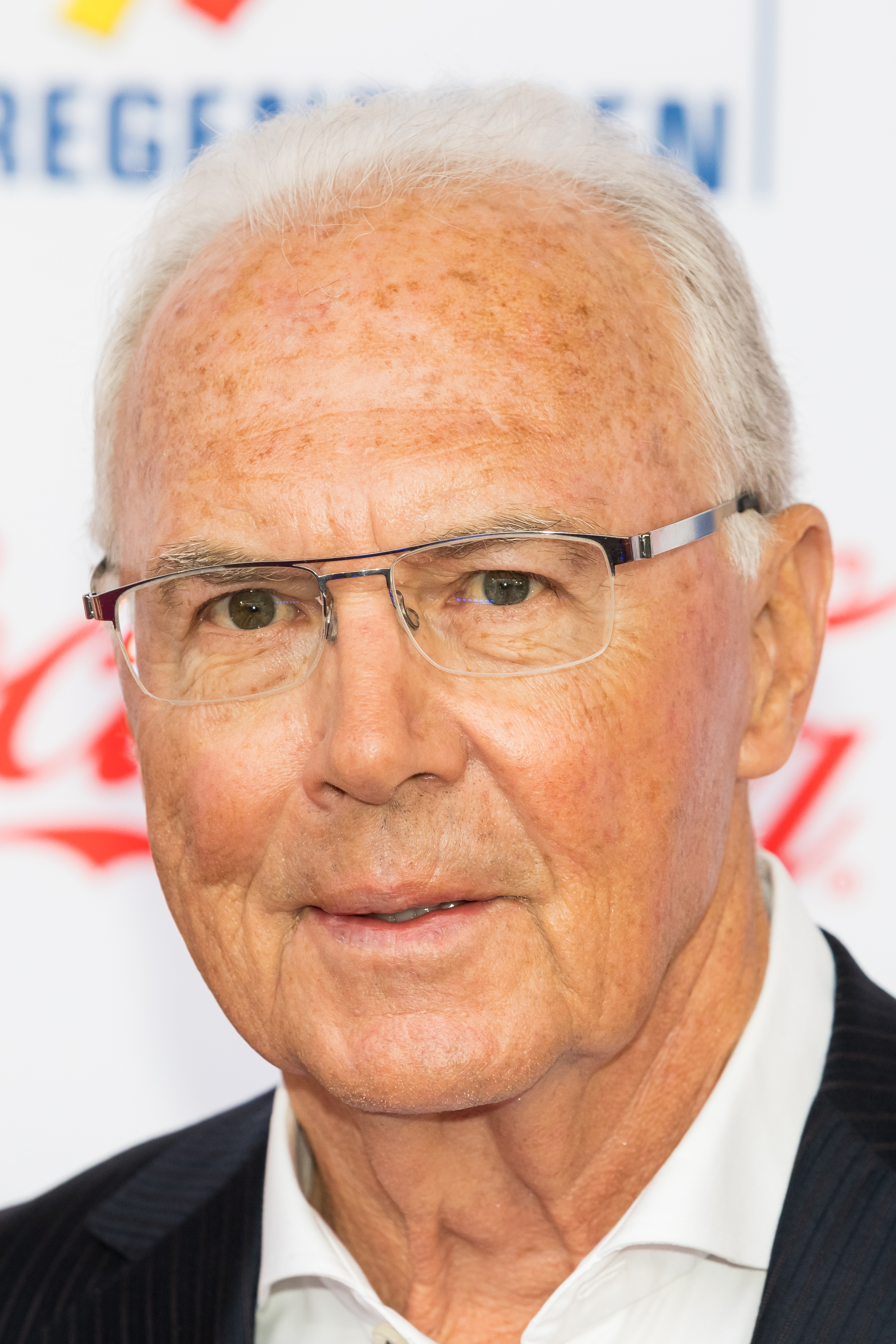
7. Januar: Franz Beckenbauer (2019) (78)
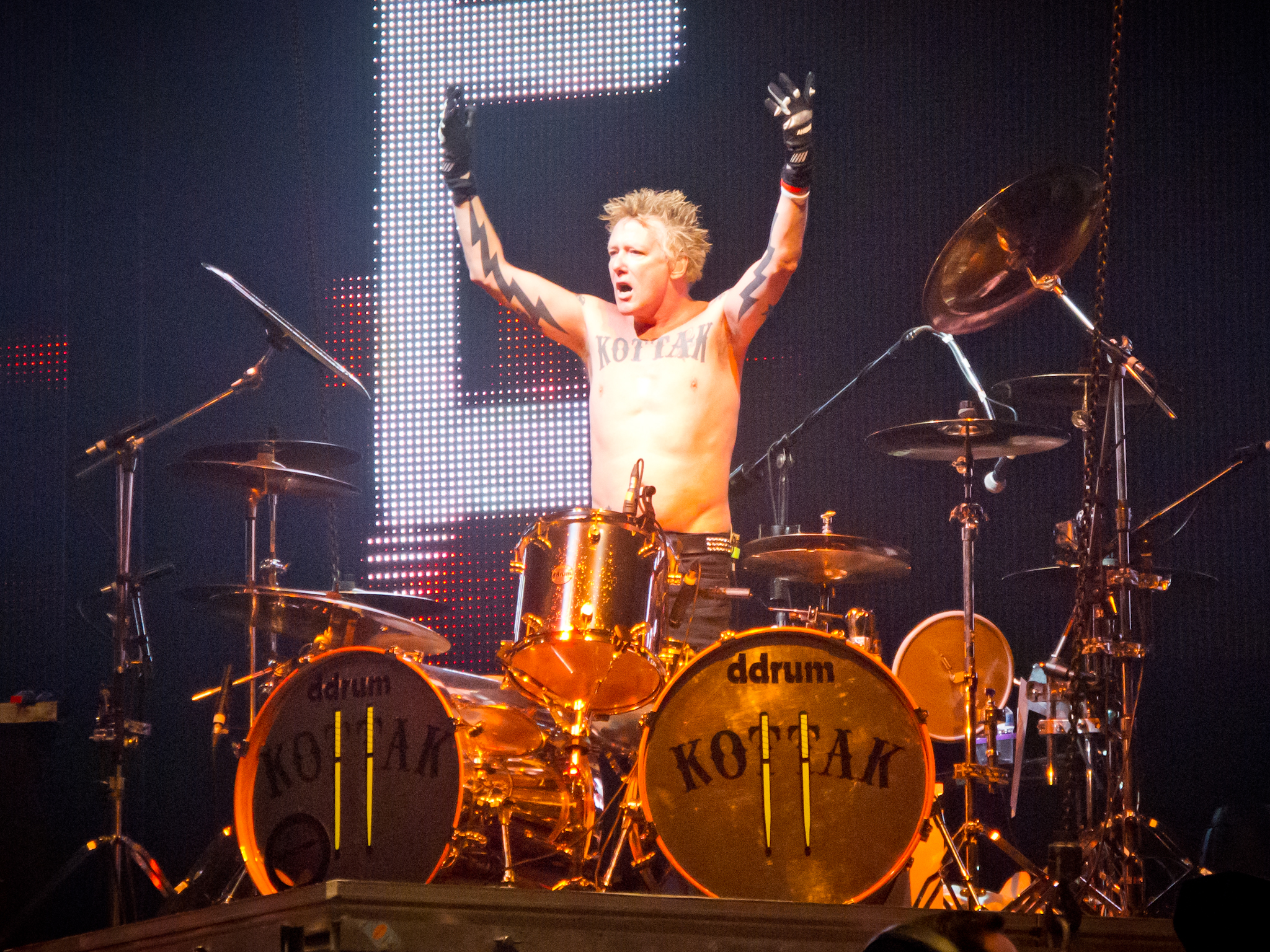
9. Januar: James Kottak (2014) (61)
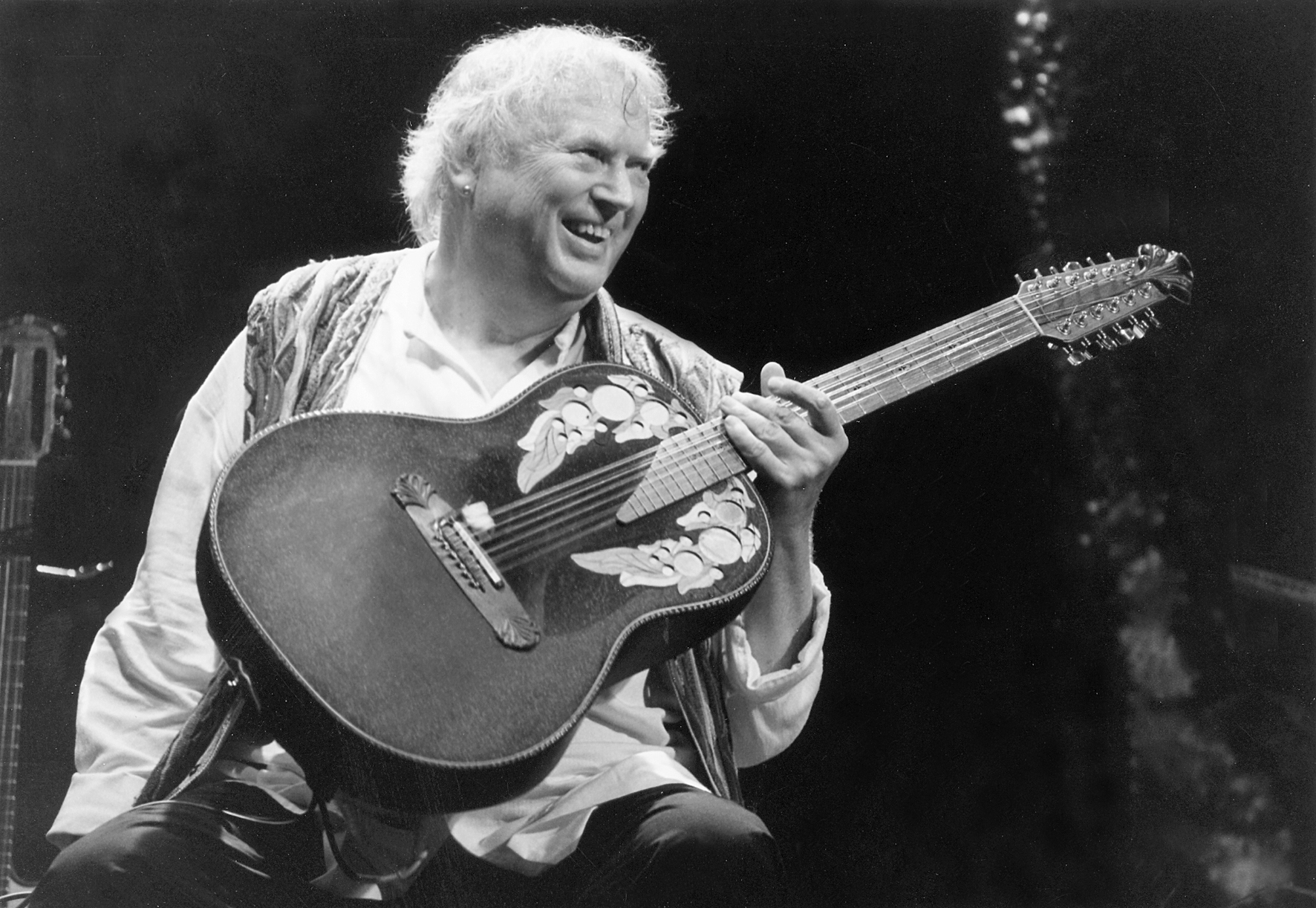
11. Januar: Sigi Schwab (2010) (83)
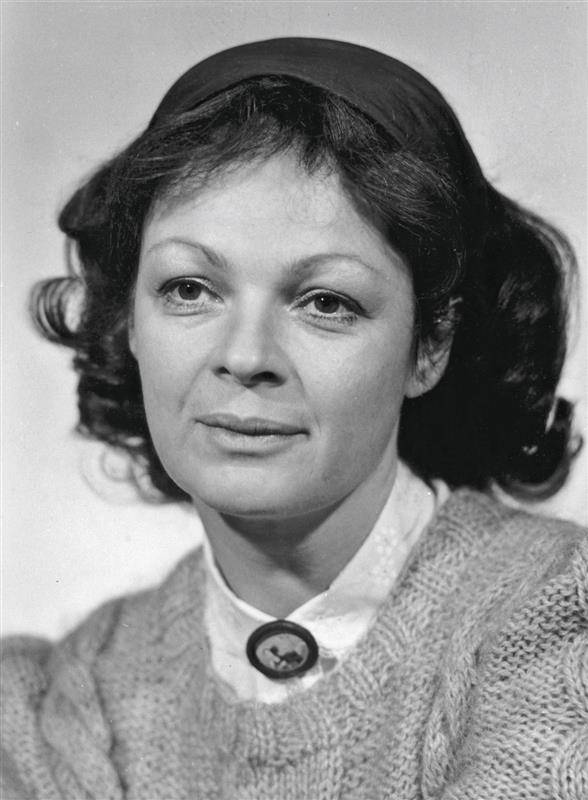
13. Januar: Jana Hlaváčová (1980er) (85)
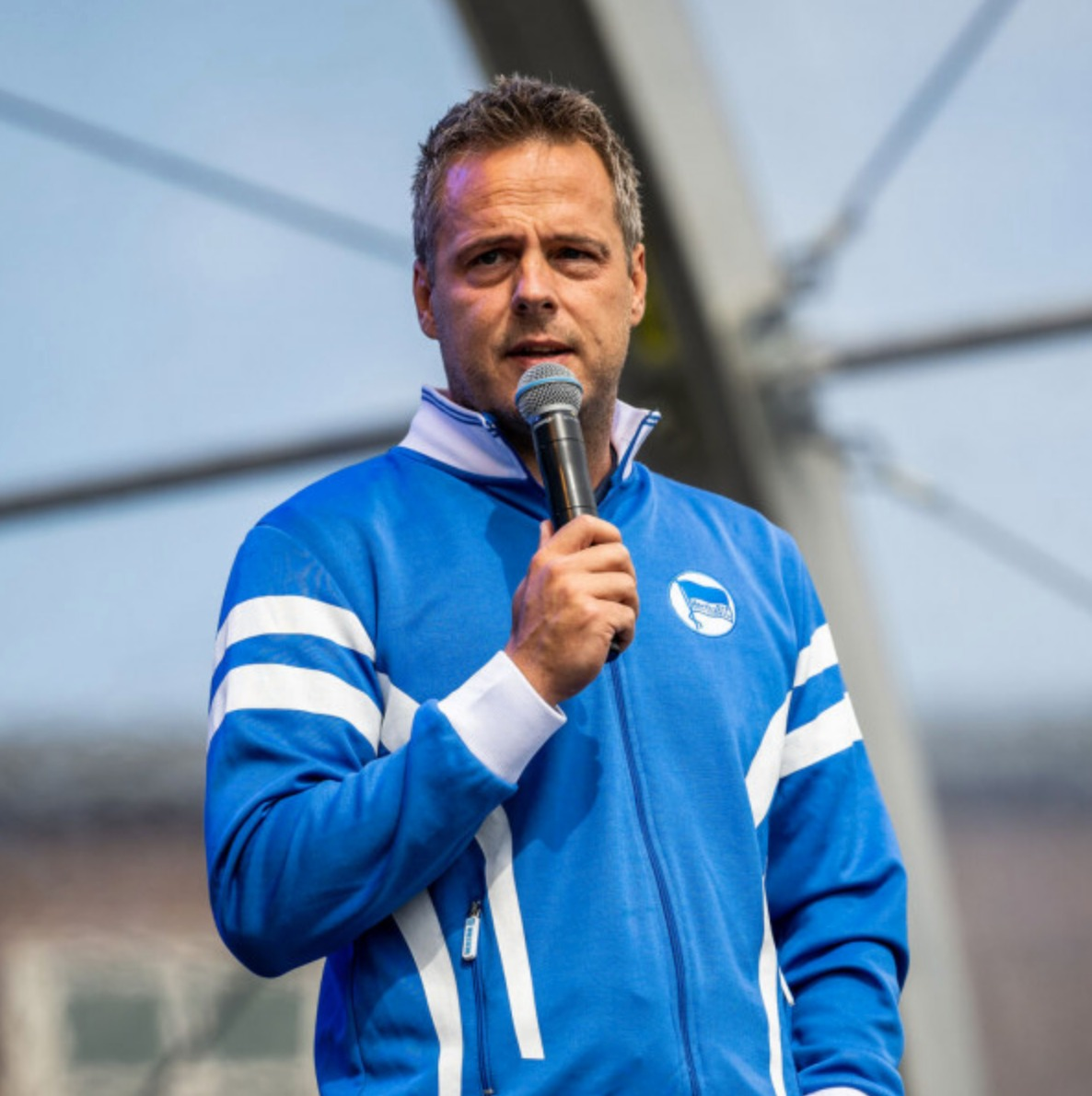
16. Januar: Kay Bernstein (2022) (43)
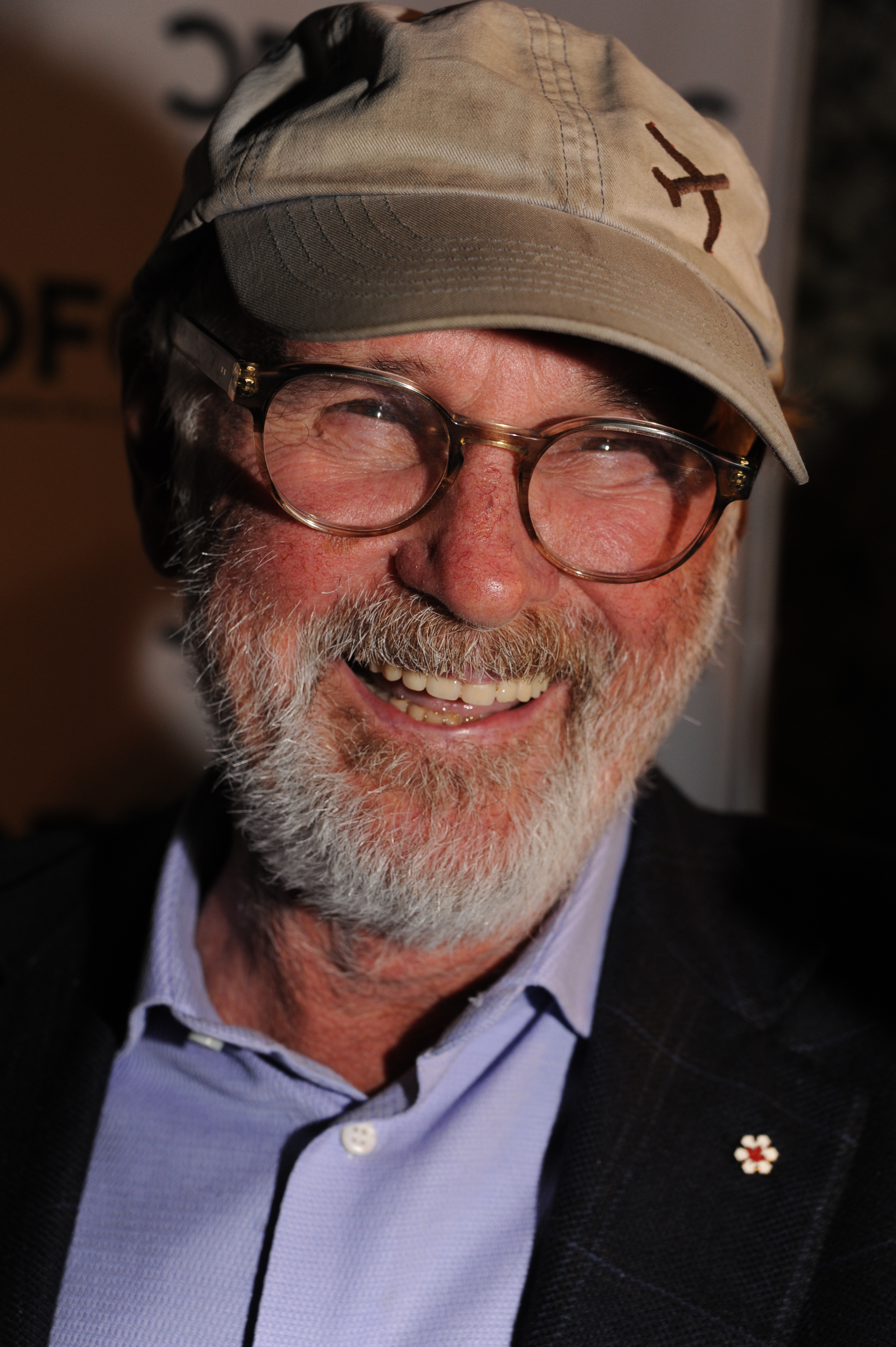
20. Januar: Norman Jewison (2012) (97)
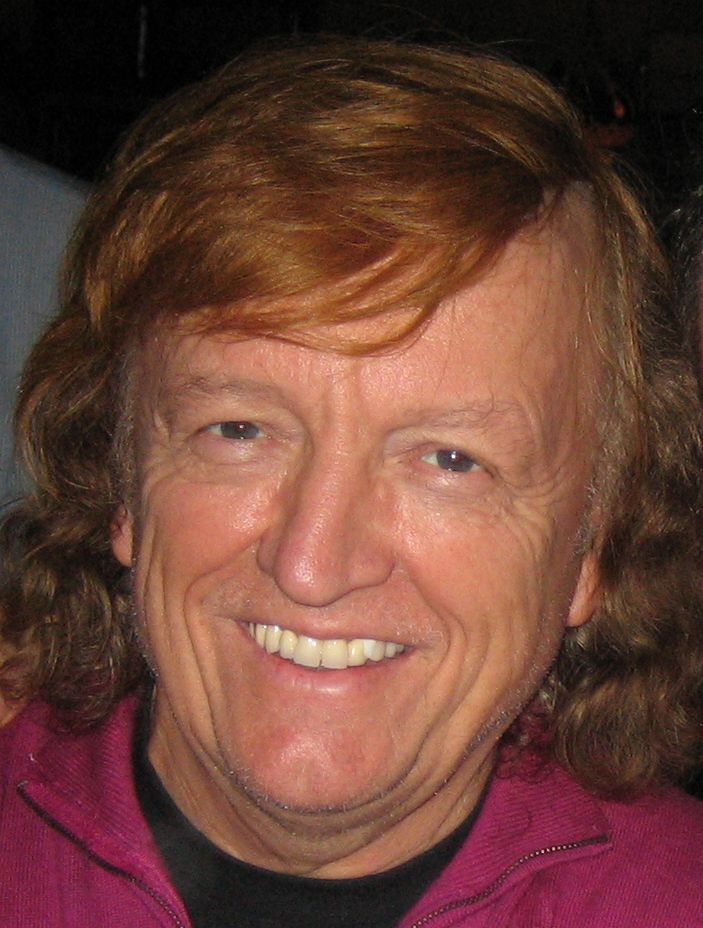
23. Januar: Frank Farian (2008) (82)
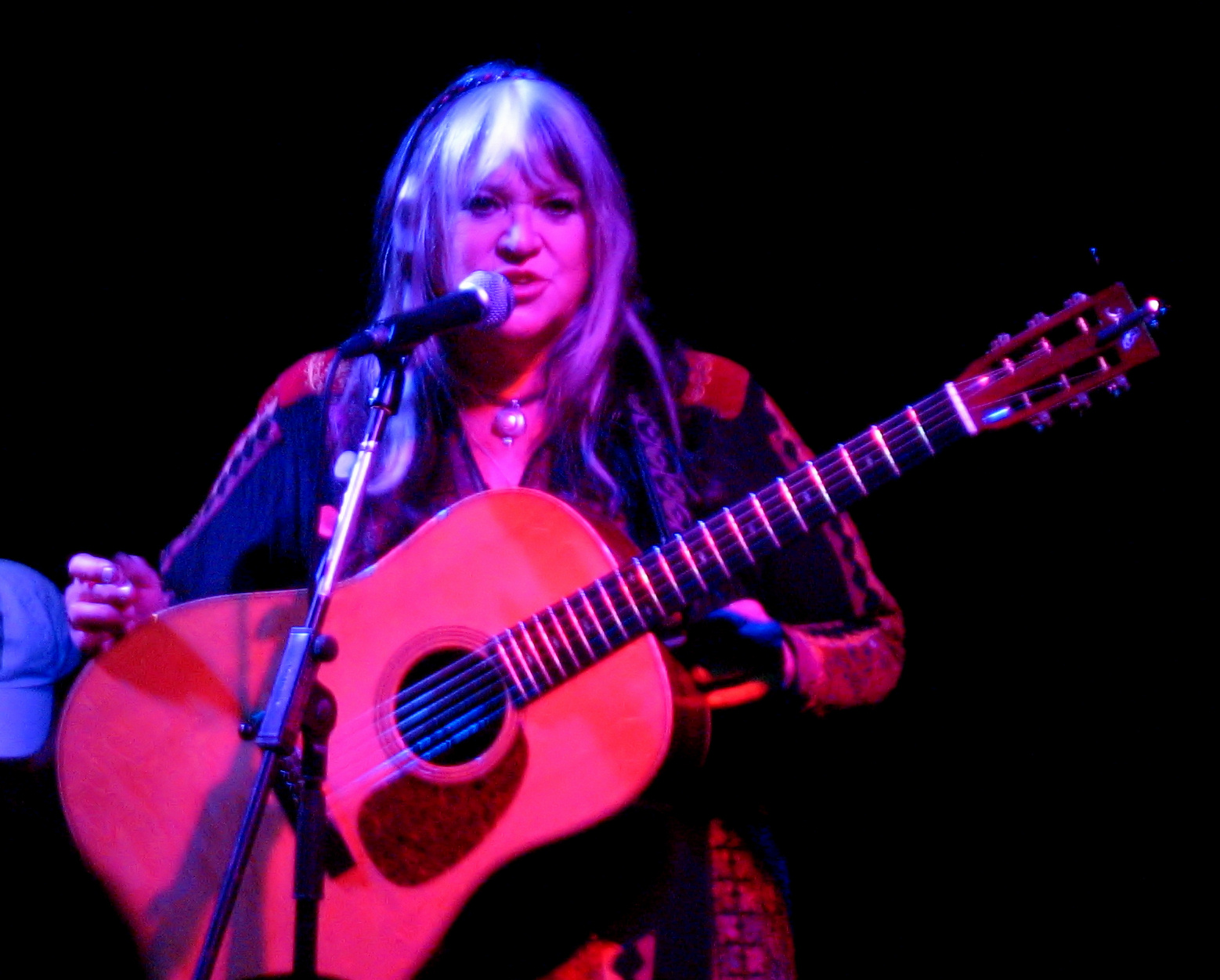
23. Januar: Melanie (2009) (76)
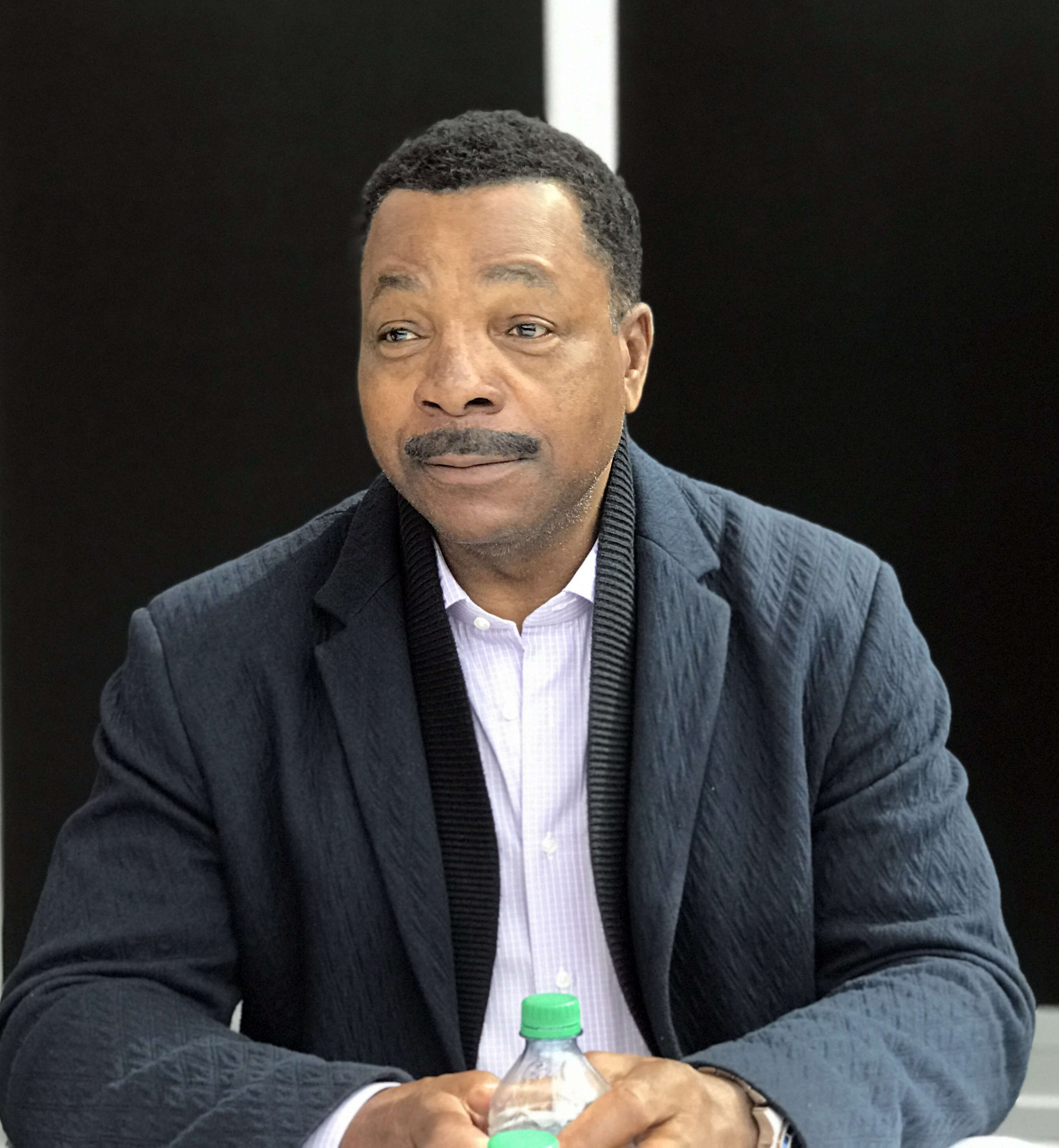
1. Februar: Carl Weathers (2017) (76)
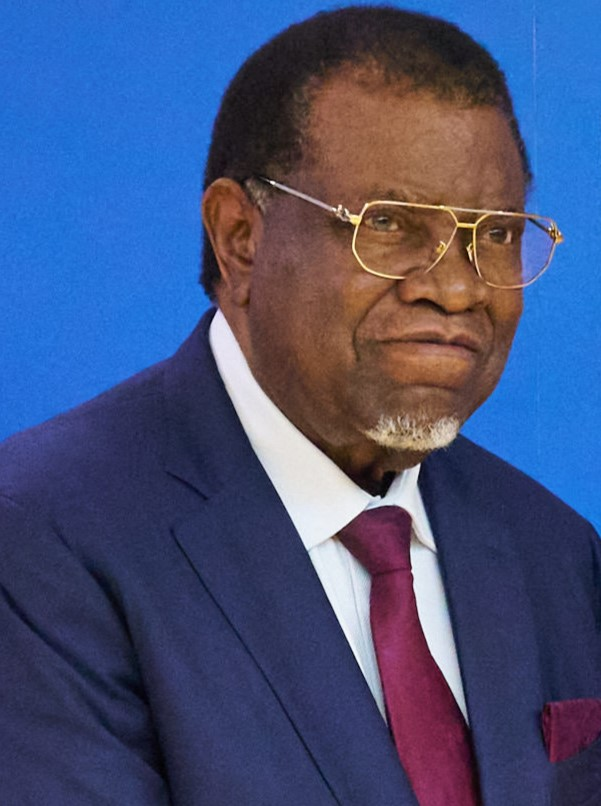
4. Februar: Hage Geingob (2023) (82)
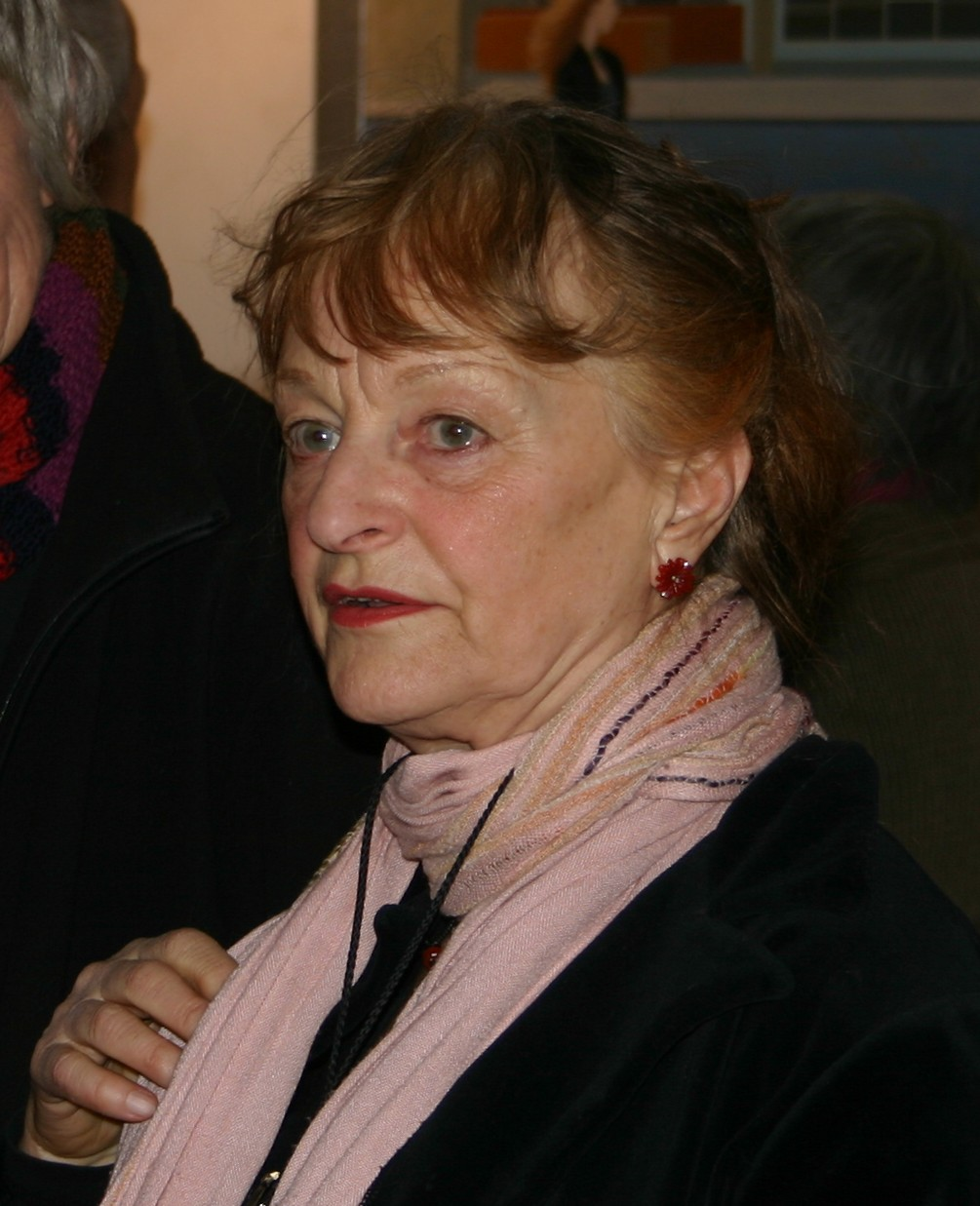
5. Februar: Helga Paris (2012) (85)
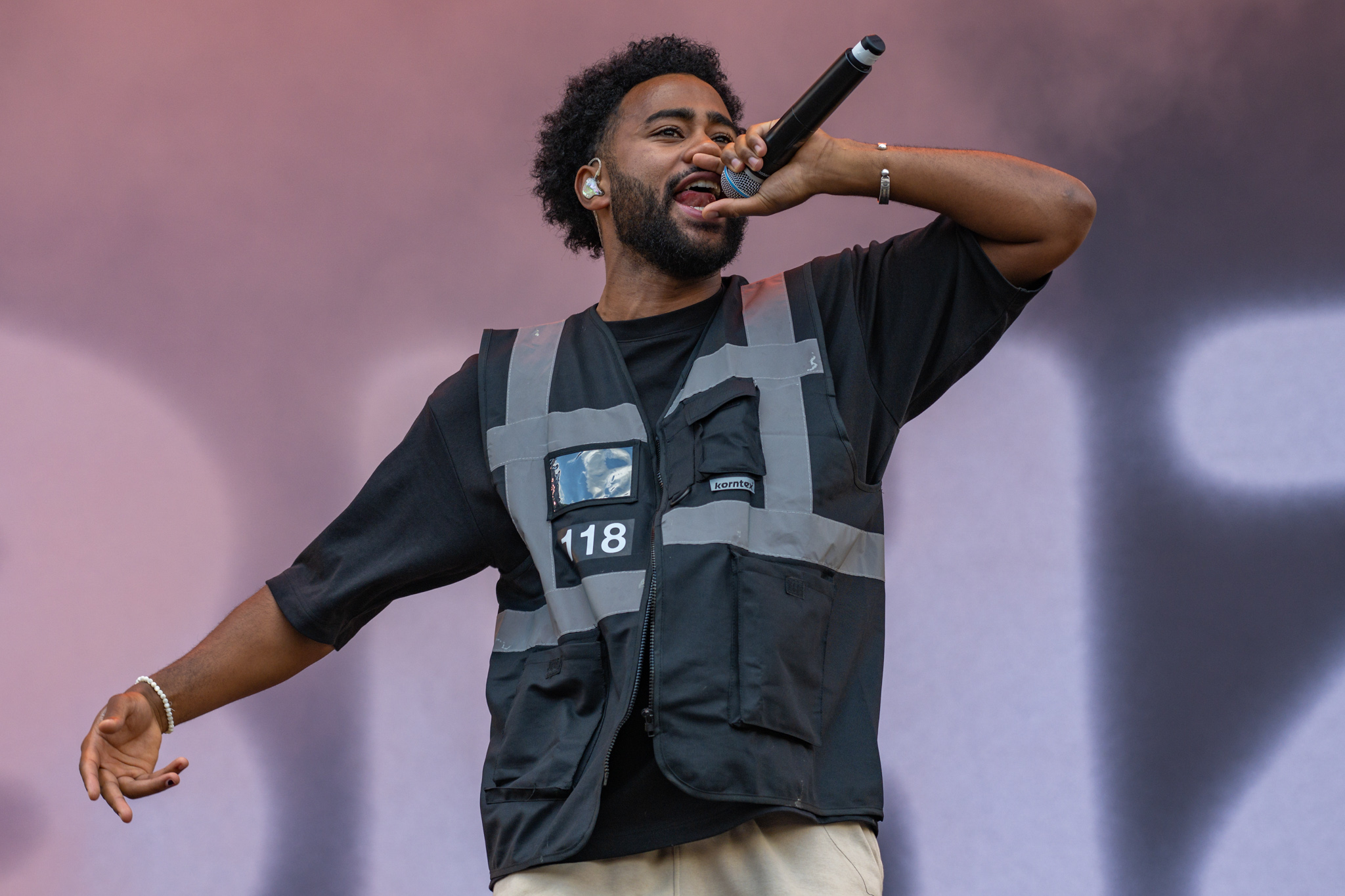
6. Februar: Pablo Grant (2022) (26)
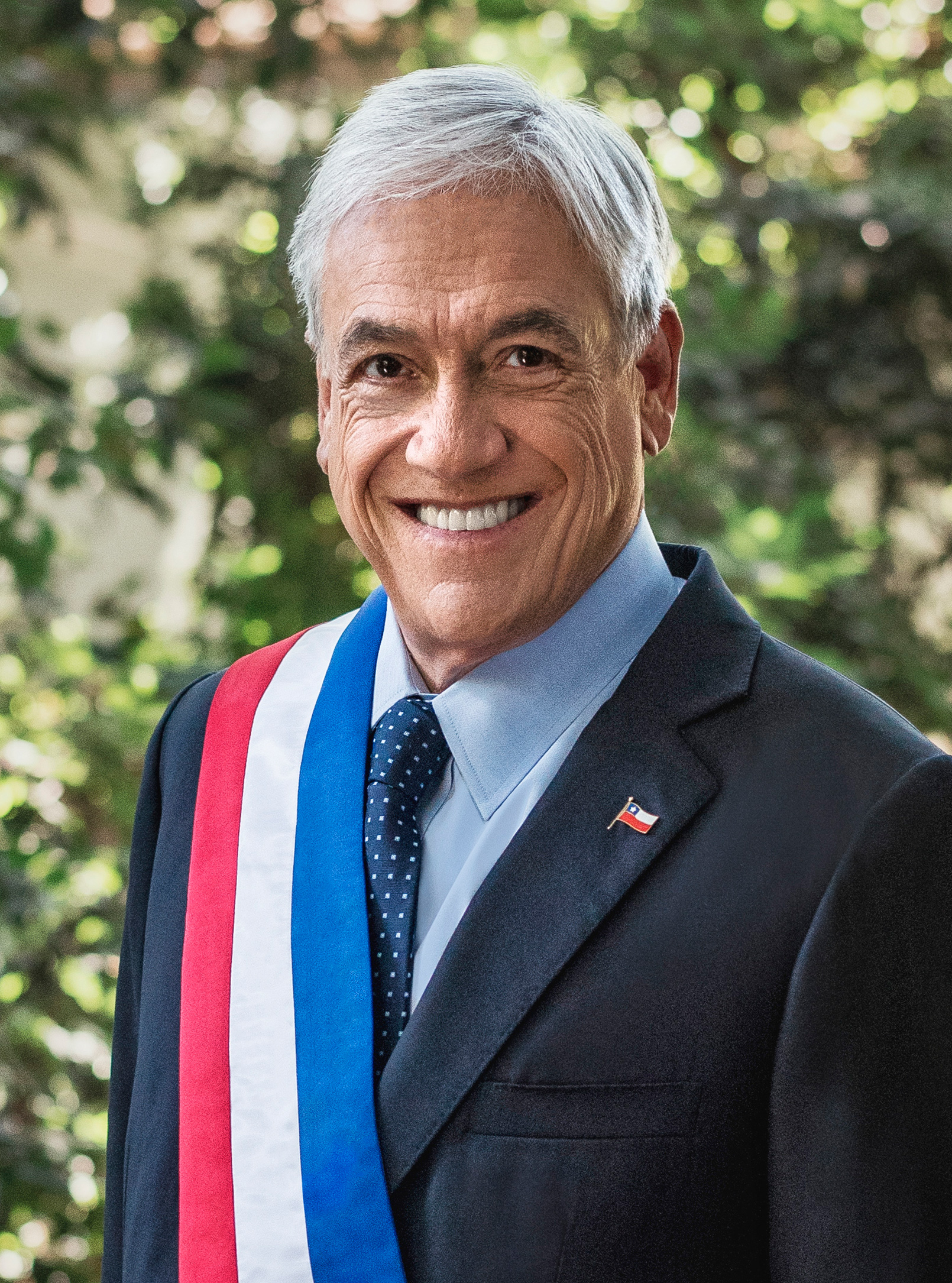
6. Februar: Sebastián Piñera (2018) (74)
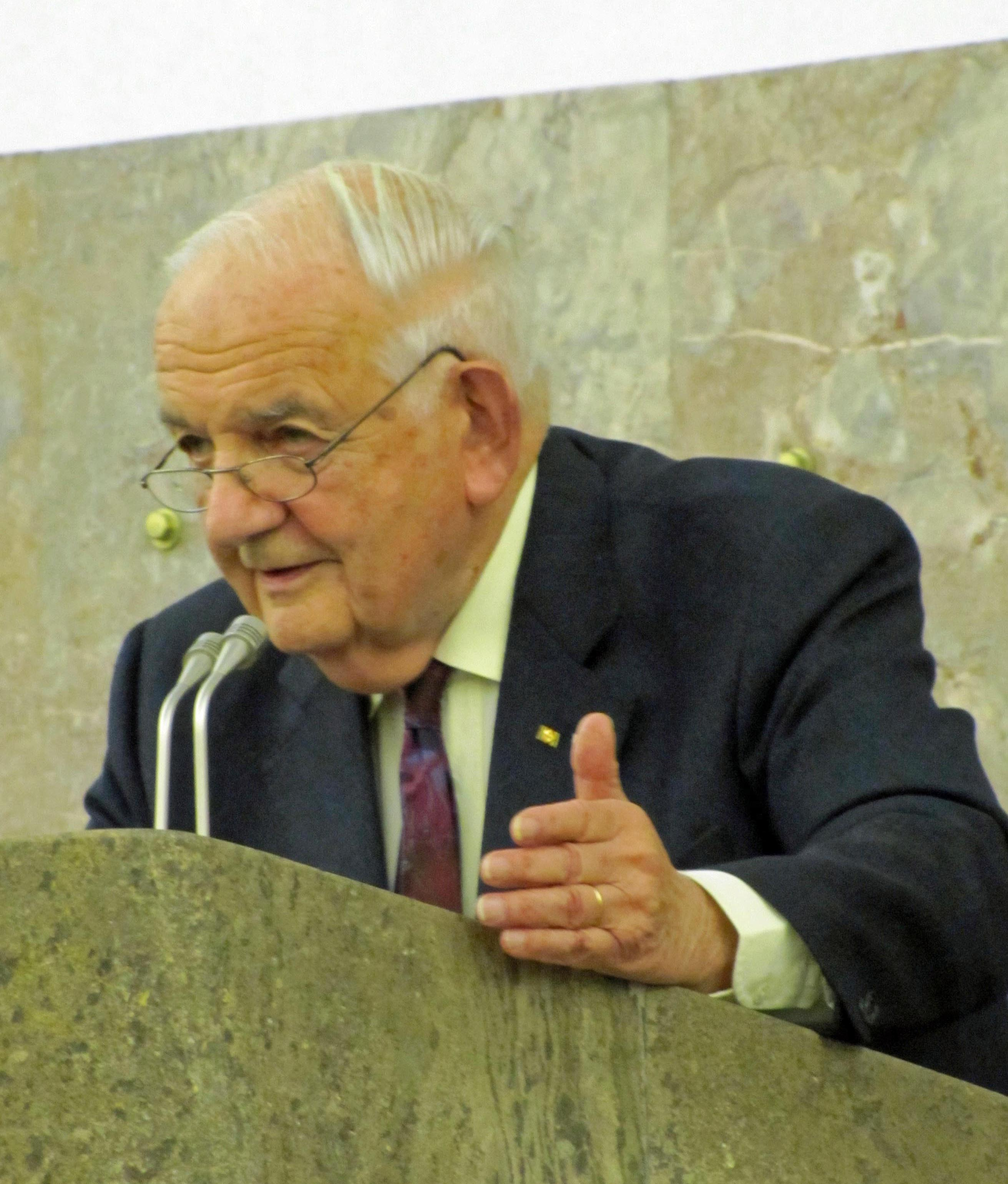
7. Februar: Alfred Grosser (2010) (99)
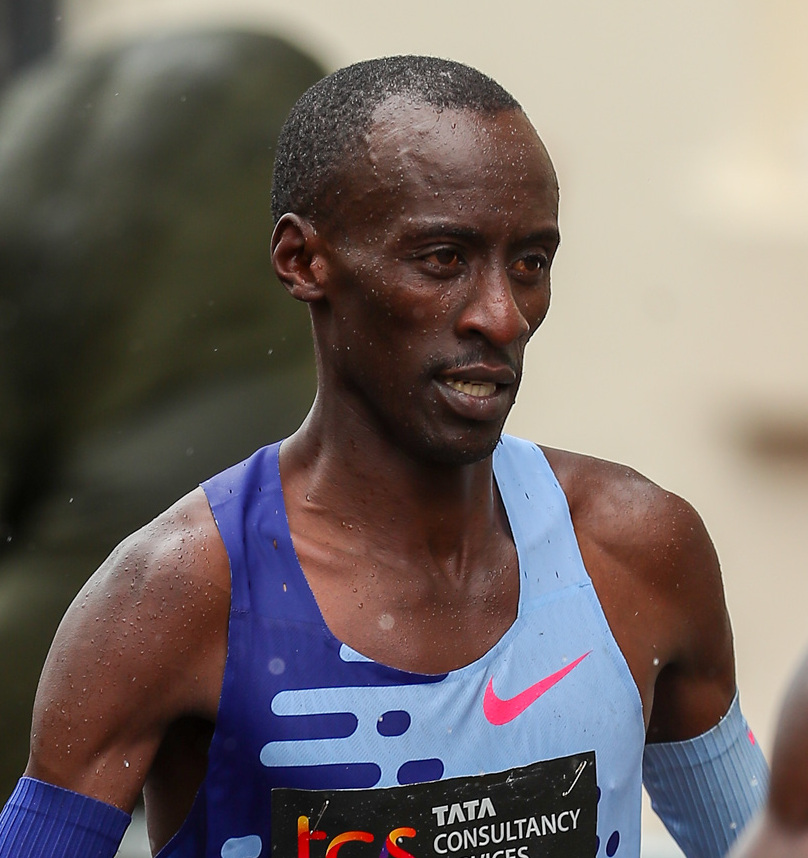
11. Februar: Kelvin Kiptum (2023) (24)
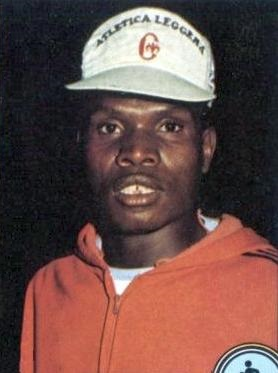
15. Februar: Henry Rono (1978) (72)
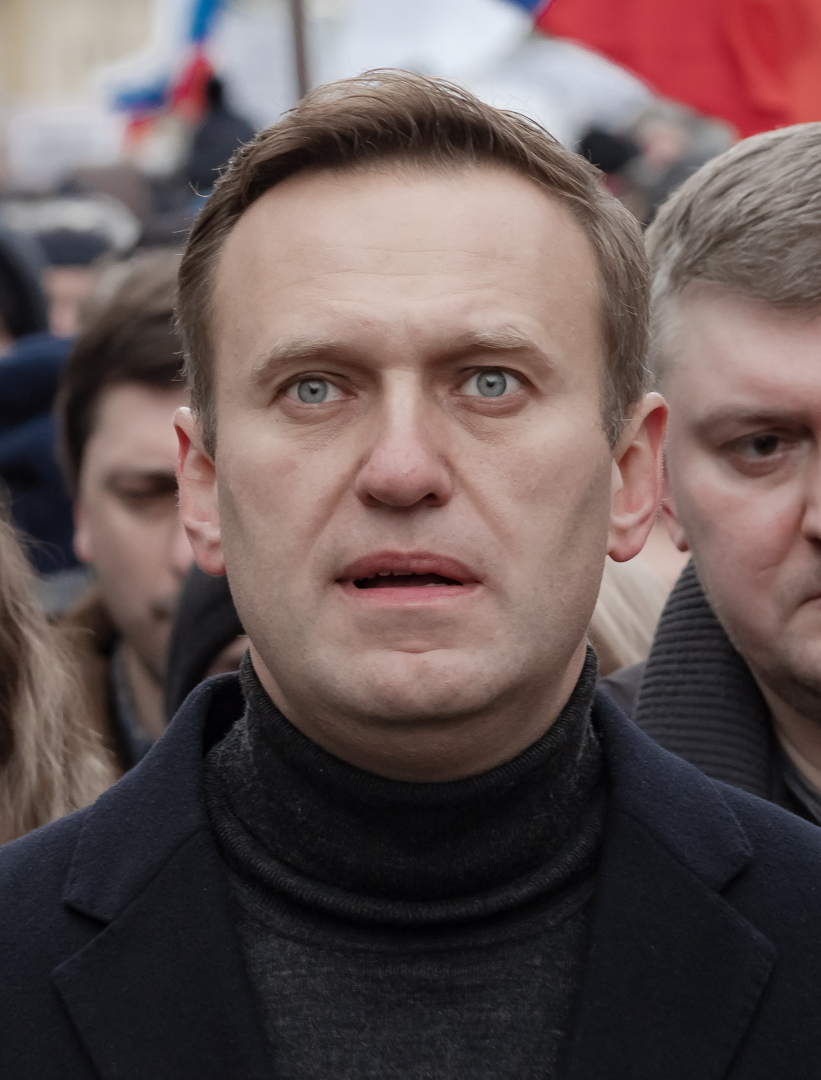
16. Februar: Alexei Nawalny (2020) (47)
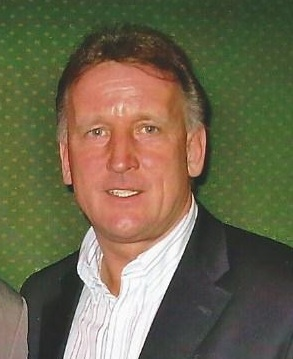
20. Februar: Andreas Brehme (2008) (63)
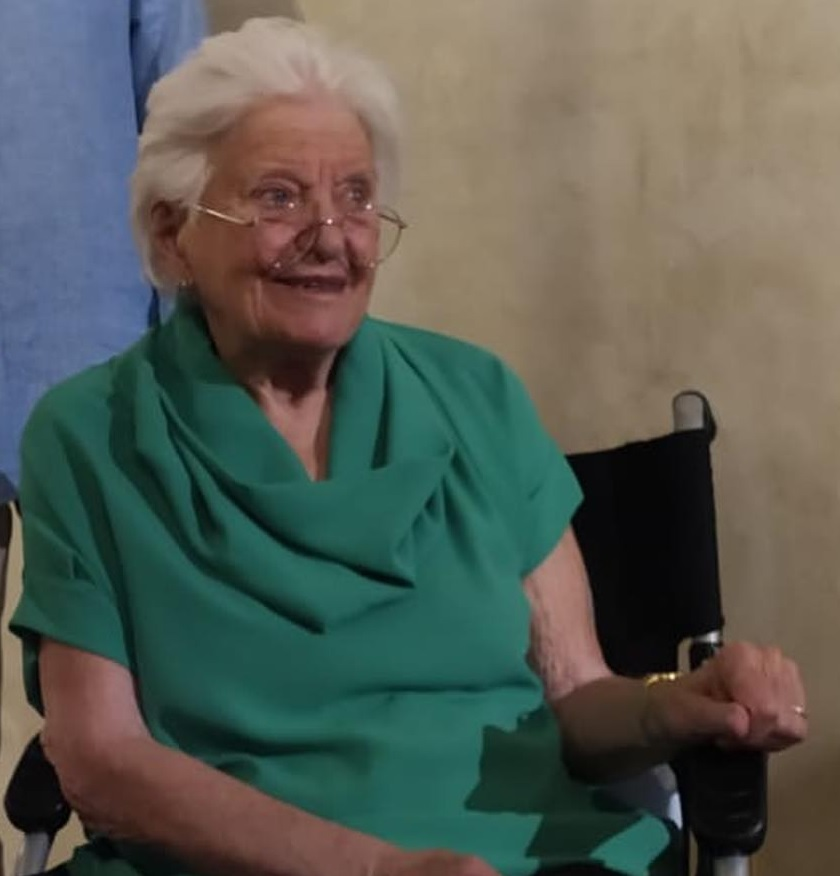
23. Februar: Irene Camber (2021) (98)
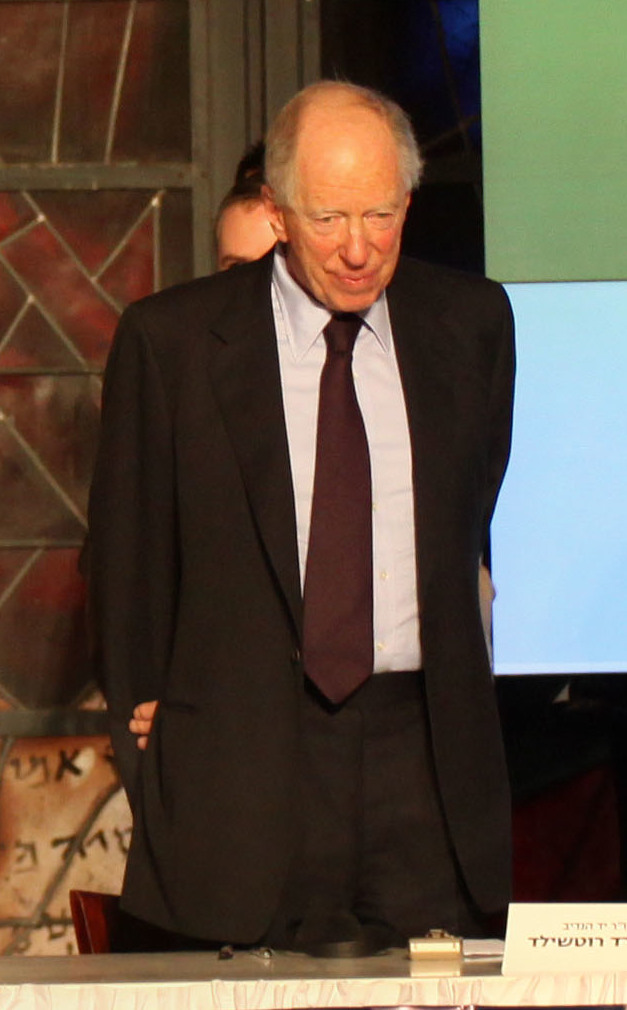
26. Februar: Jacob Rothschild (2008) (87)
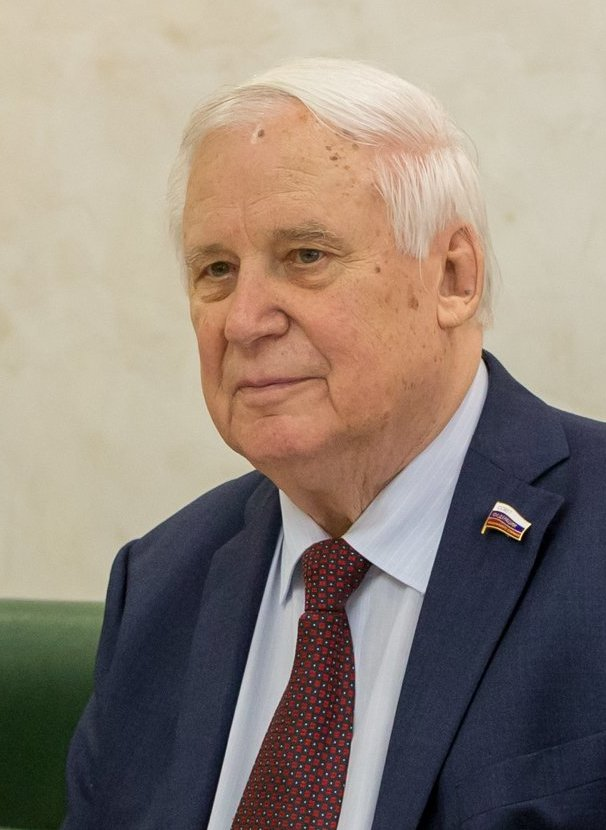
28. Februar: Nikolai Ryschkow (2019) (94)
29. Februar: Brian Mulroney (1984) (84)
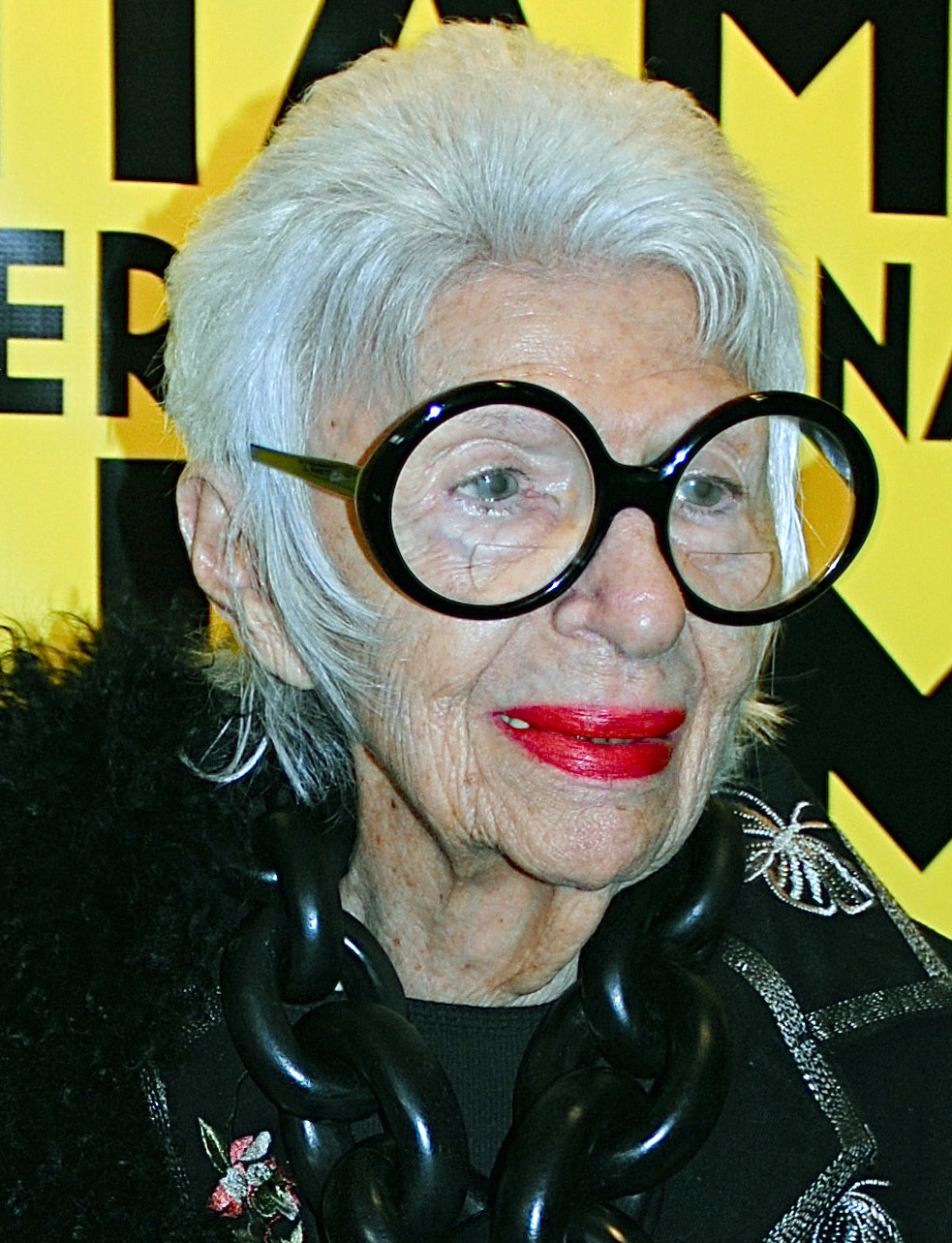
1. März: Iris Apfel (2015) (102)
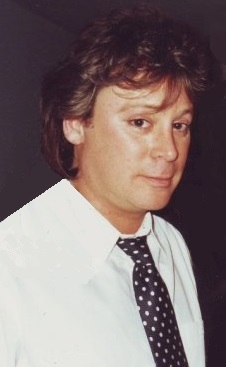
9. oder 10. März: Eric Carmen (1987) (74)
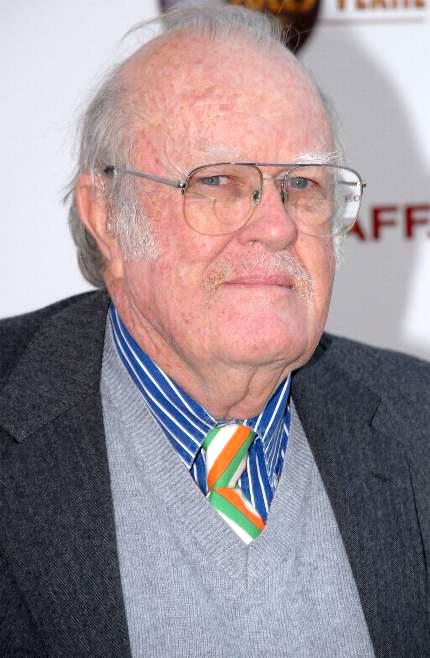
19. März: M. Emmet Walsh (2007) (88)
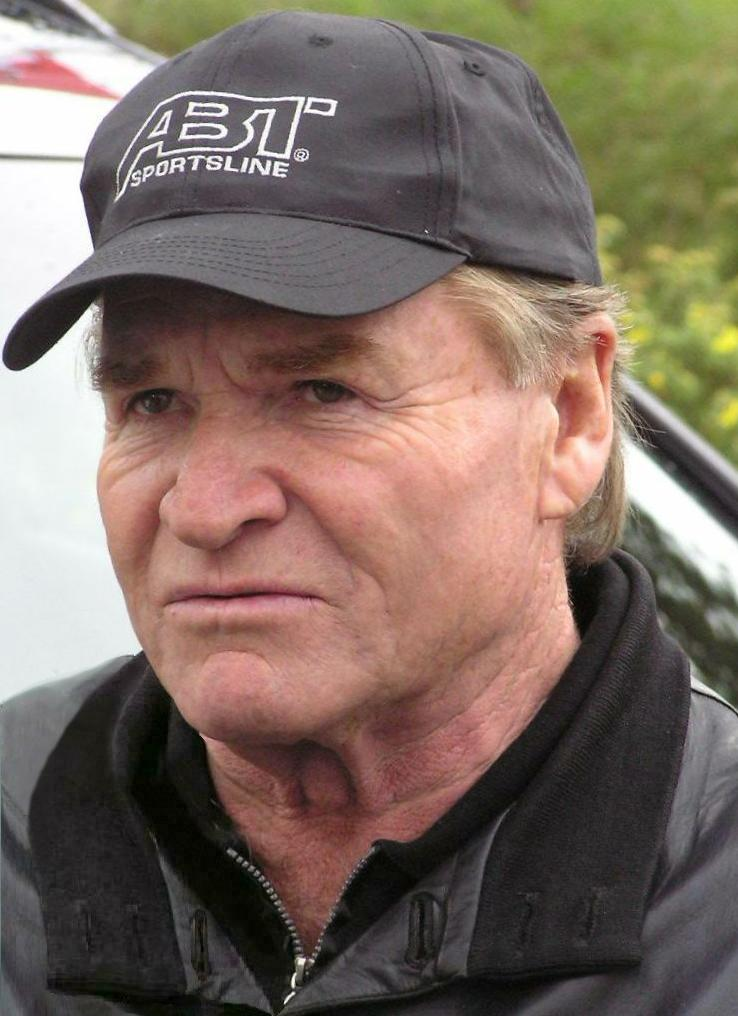
25. März: Fritz Wepper (2006) (82)
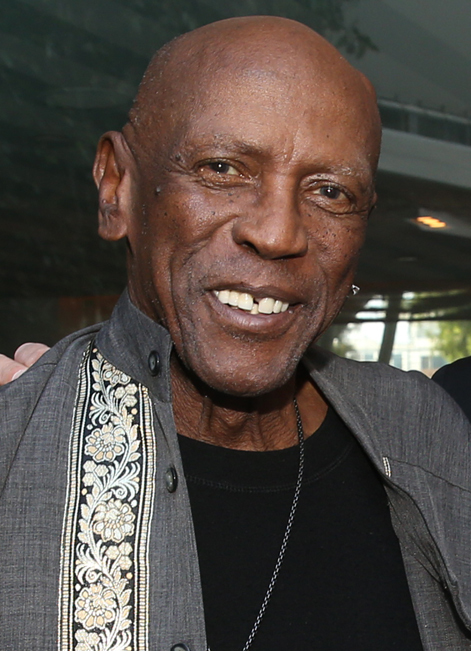
29. März: Louis Gossett Jr. (2017) (87)
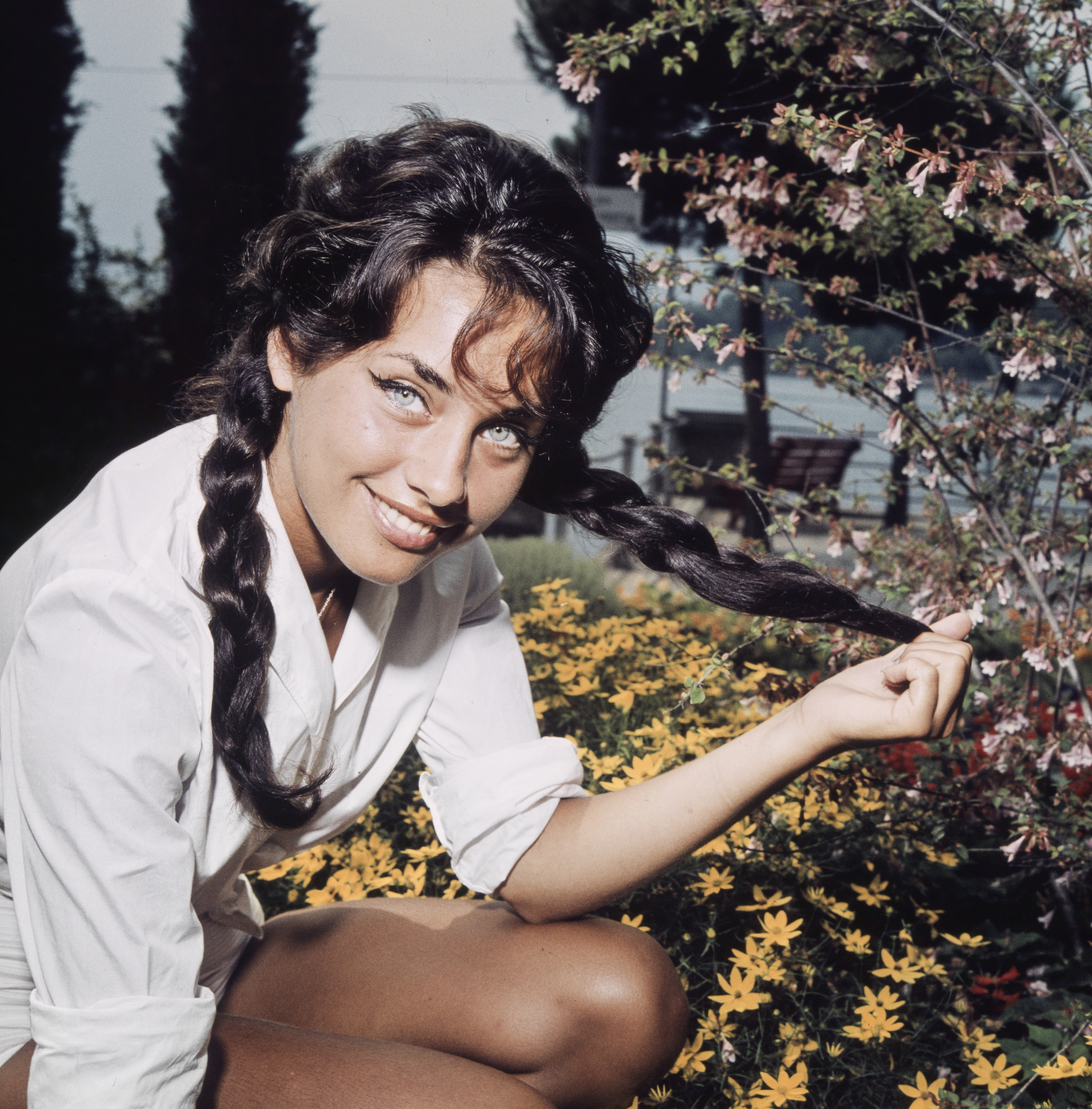
3. April: Vera Tschechowa (ca. 1959) (83)
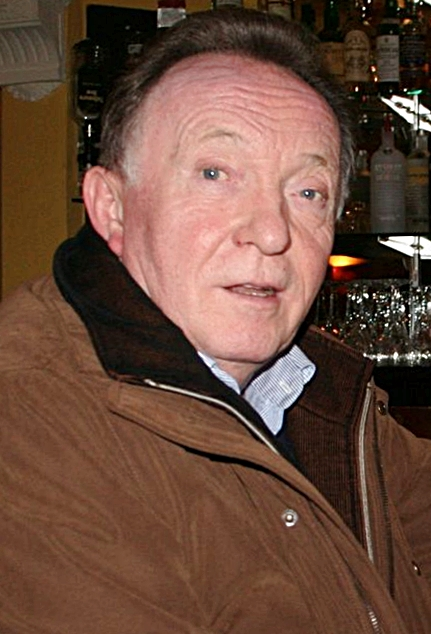
5. April: Peter Sodann (2009) (87)
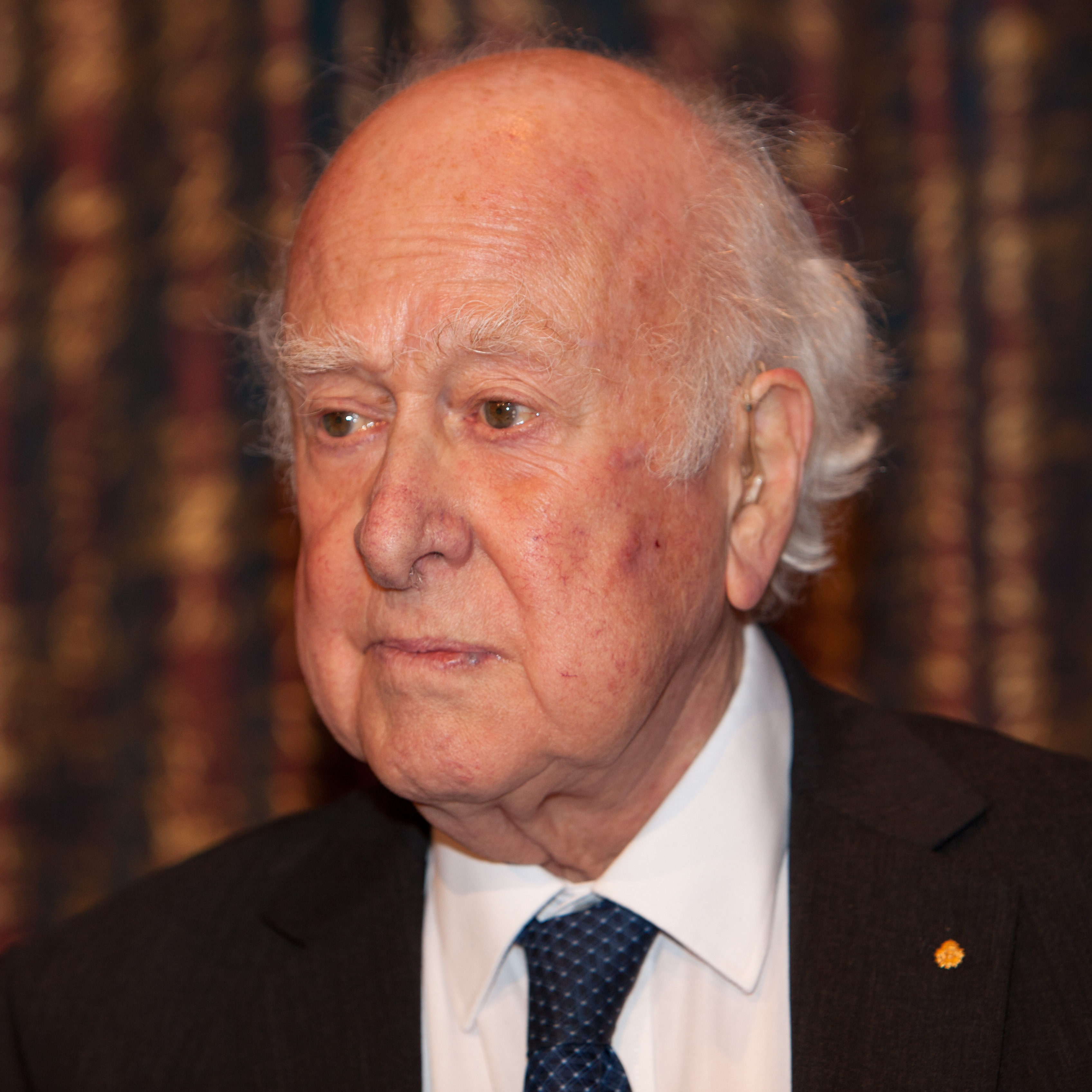
8. April: Peter Higgs (2013) (94)
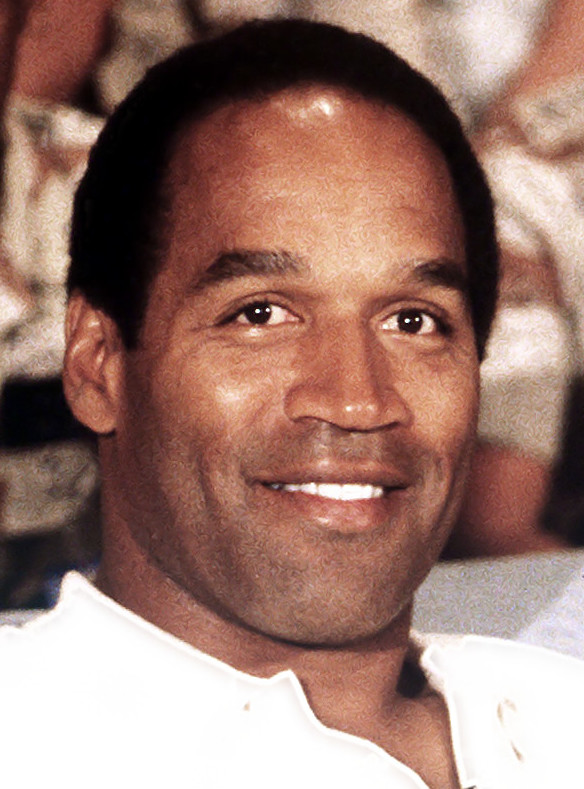
10. April: O. J. Simpson (1990) (76)
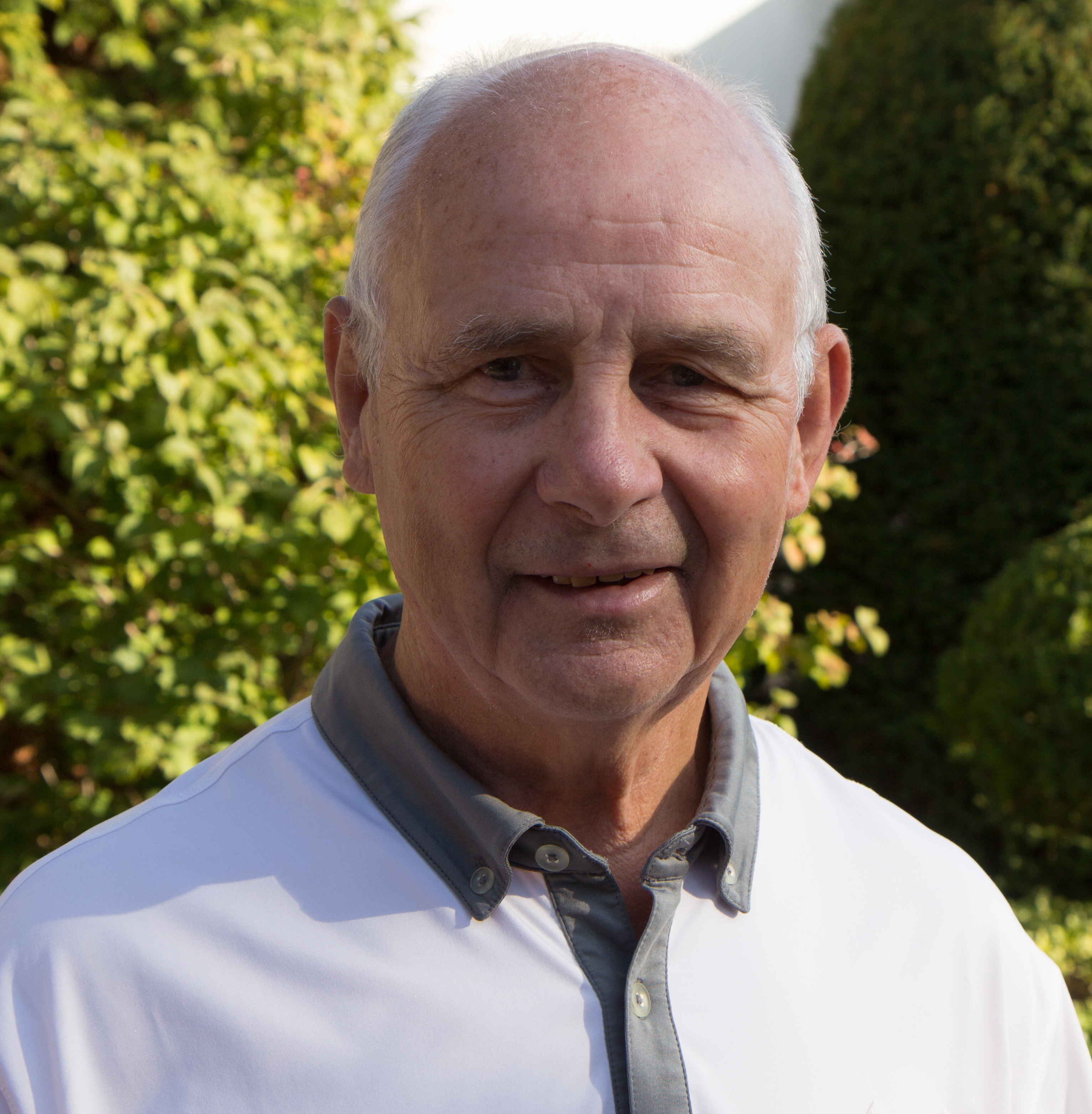
15. April: Bernd Hölzenbein (2018) (78)
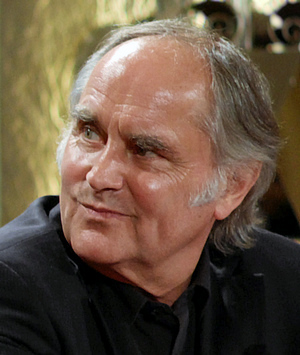
22. April: Michael Verhoeven (2009) (85)
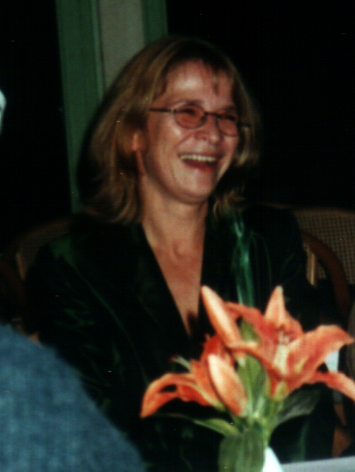
29. April: Arianne Borbach (2001) (61)
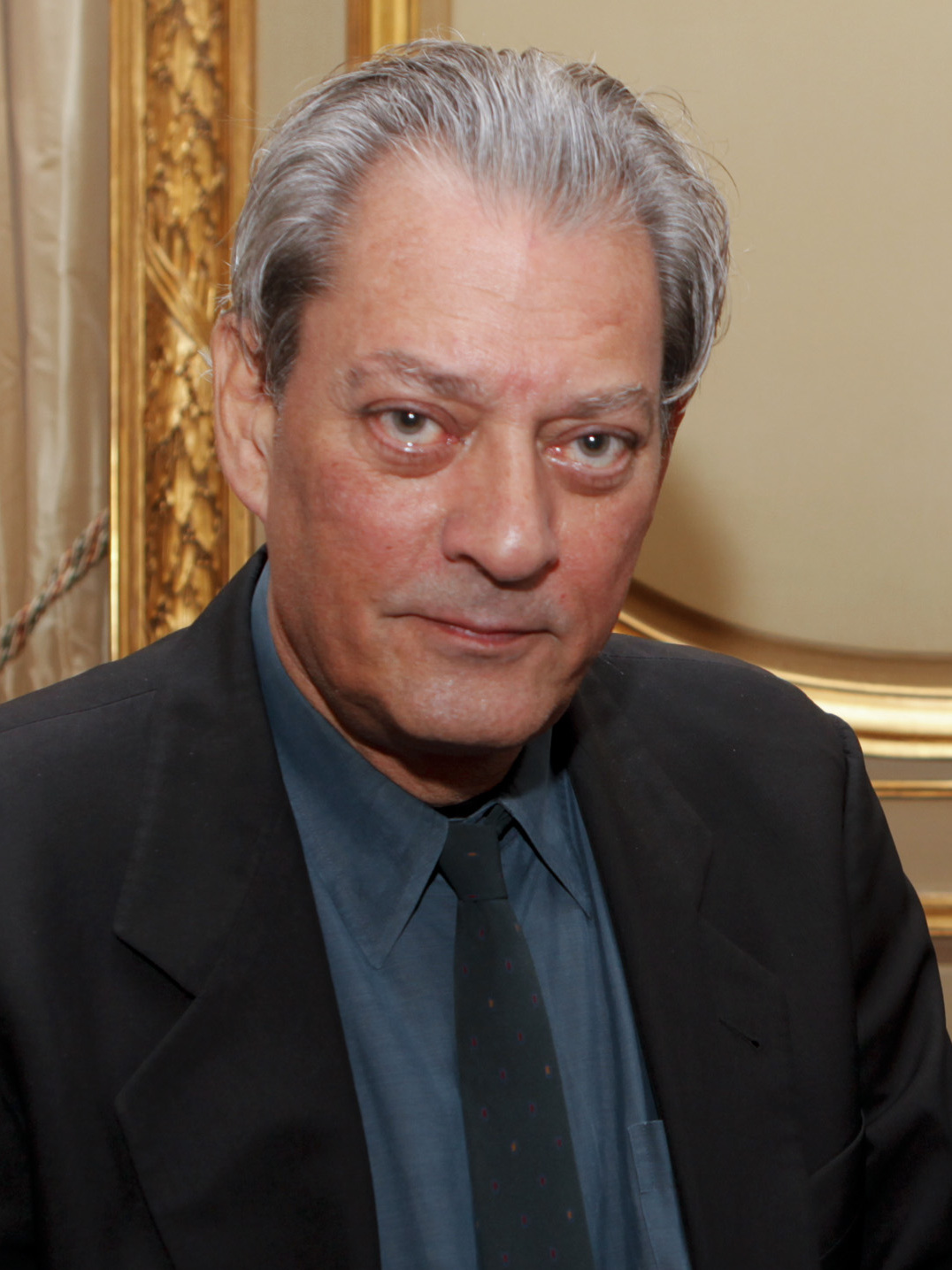
30. April: Paul Auster (2014) (77)
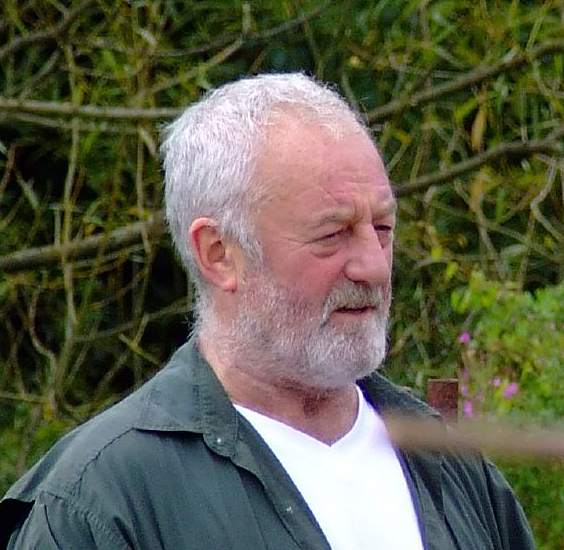
5. Mai: Bernard Hill (2007) (79)
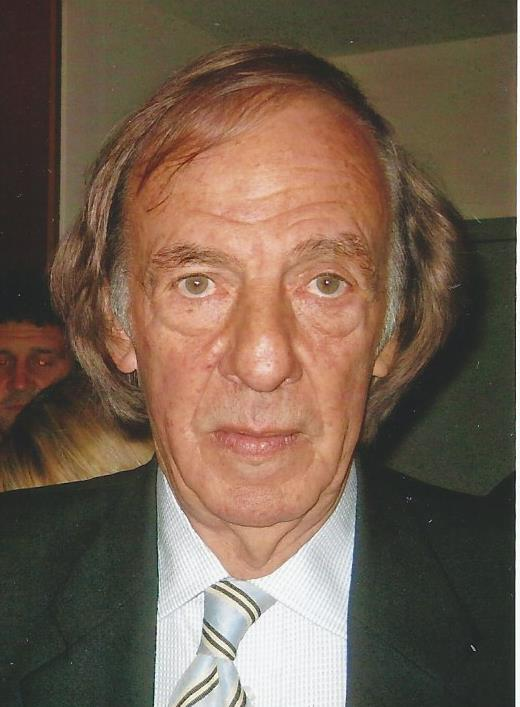
5. Mai: César Luis Menotti (2009) (85)
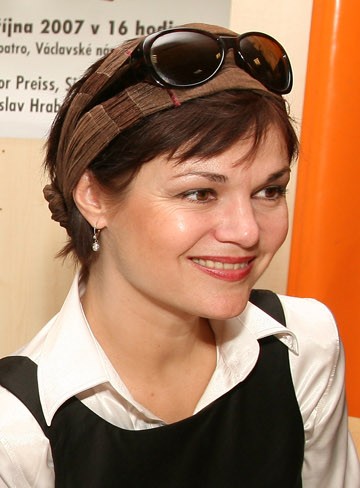
5. Mai: Simona Postlerová (2007) (59)
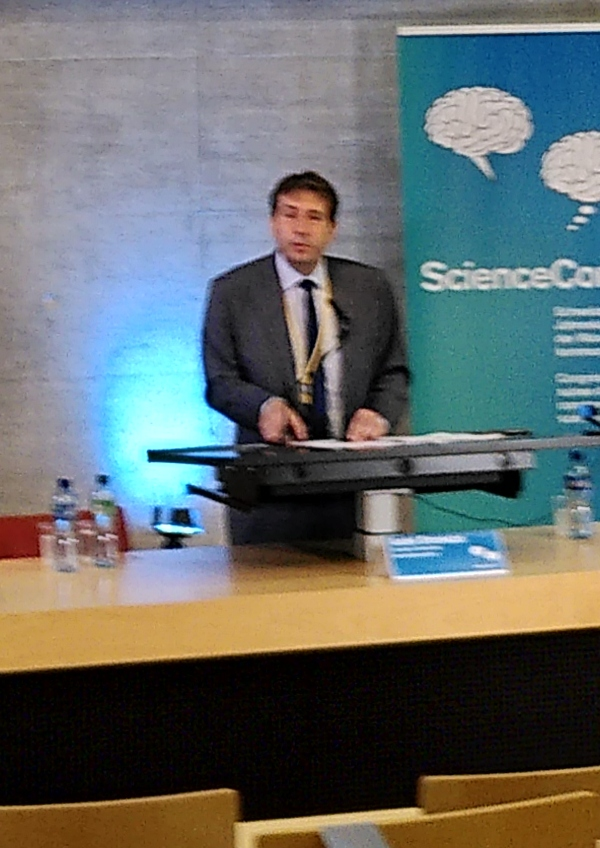
10. Mai: André Simonazzi (2021) (55)
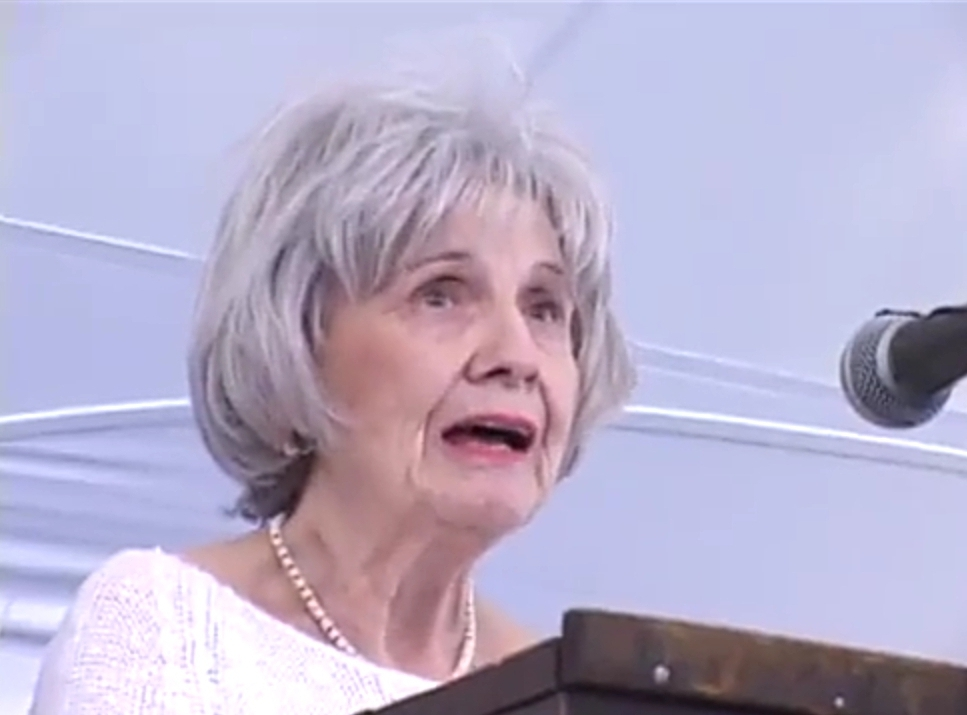
13. Mai: Alice Munro (2006) (92)
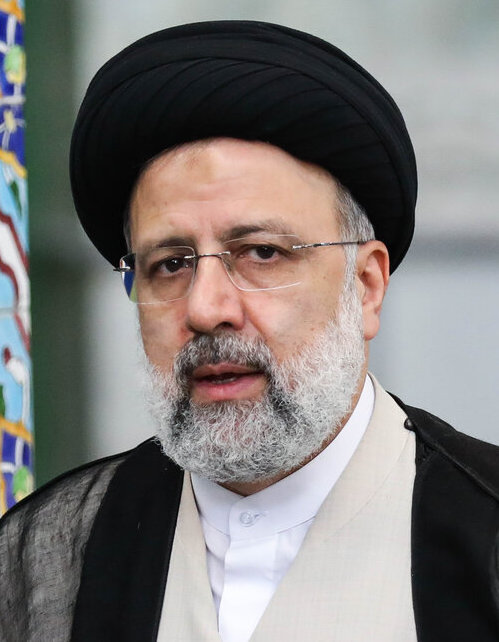
19. Mai: Ebrahim Raisi (2021) (63)
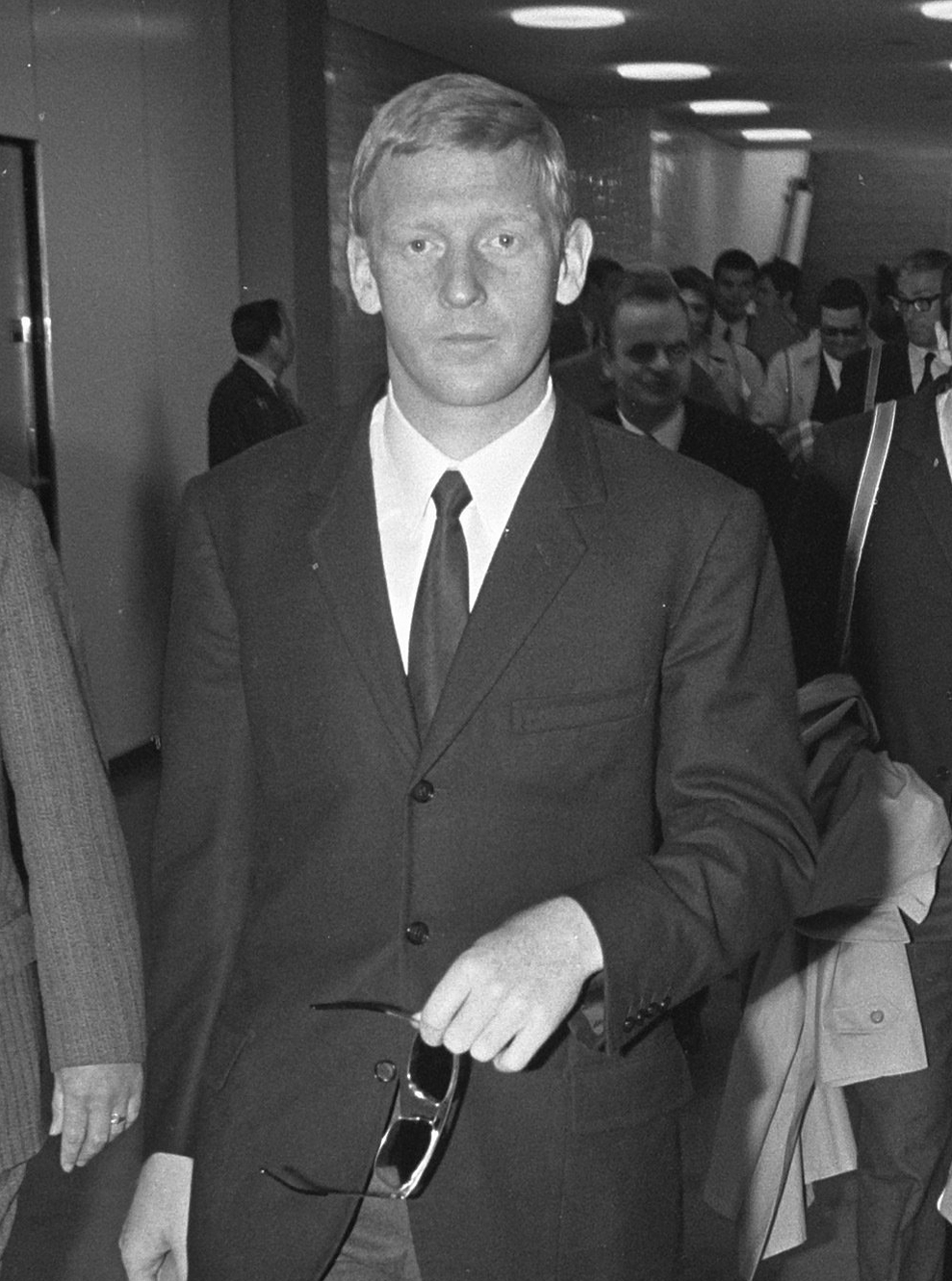
20. Mai: Karl-Heinz Schnellinger (1968) (85)
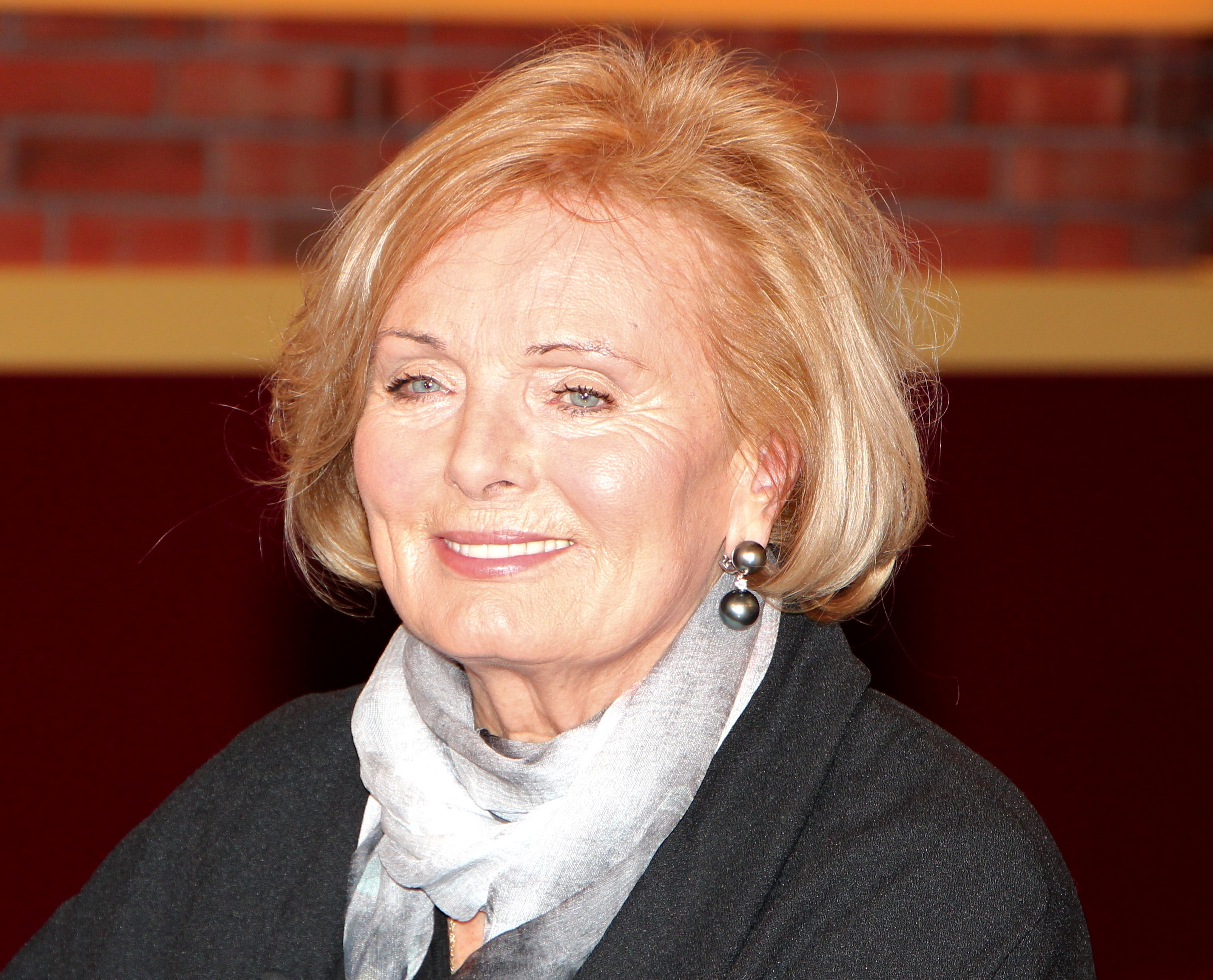
1. Juni: Ruth Maria Kubitschek (2011) (92)
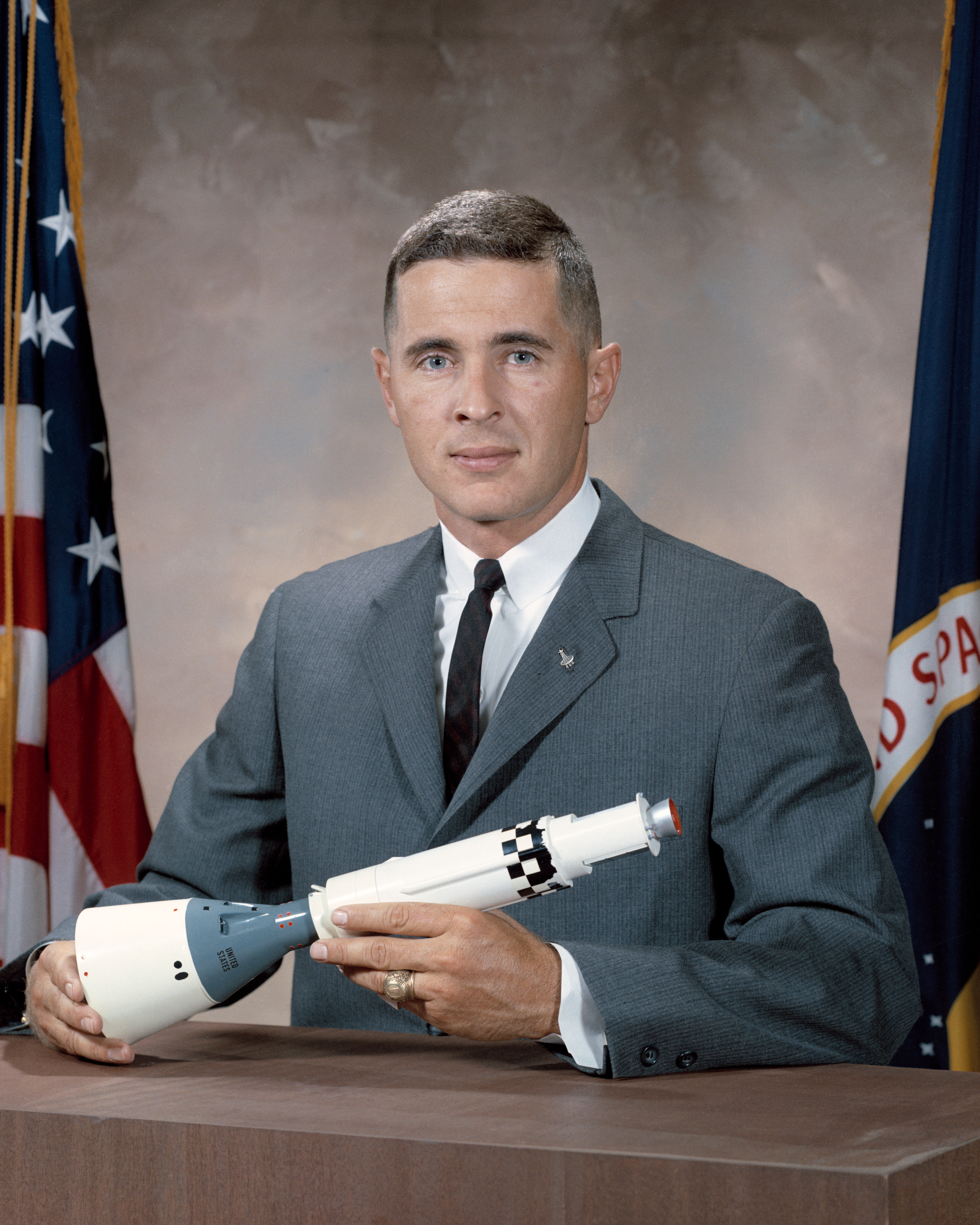
7. Juni: William Anders (1964) (90)
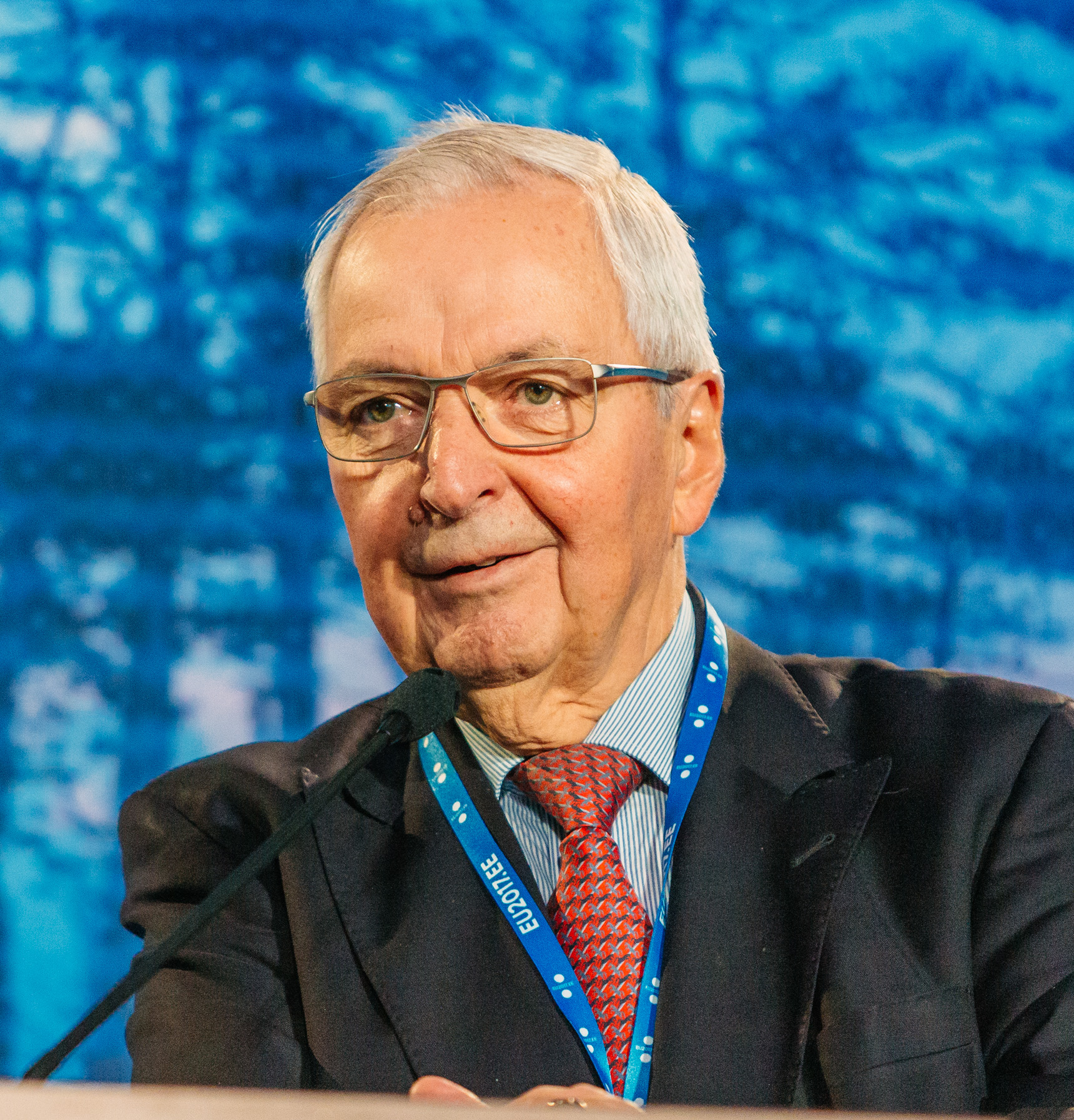
8. Juni: Klaus Töpfer (2017) (85)
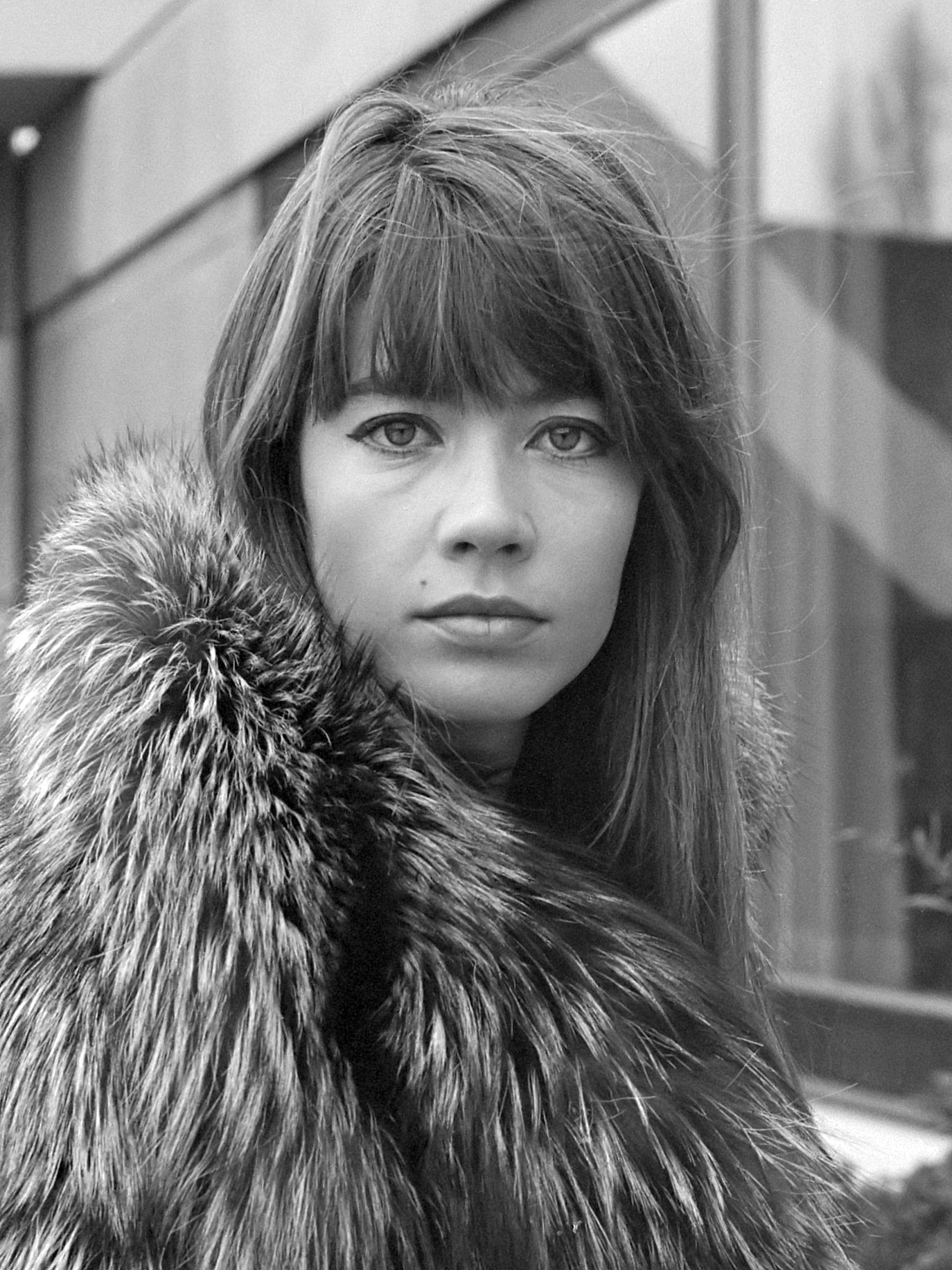
11. Juni: Françoise Hardy (1969) (80)
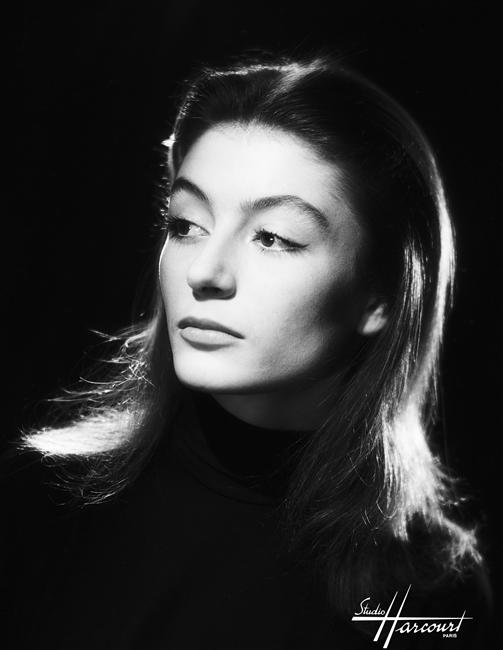
18. Juni: Anouk Aimée (1952) (92)
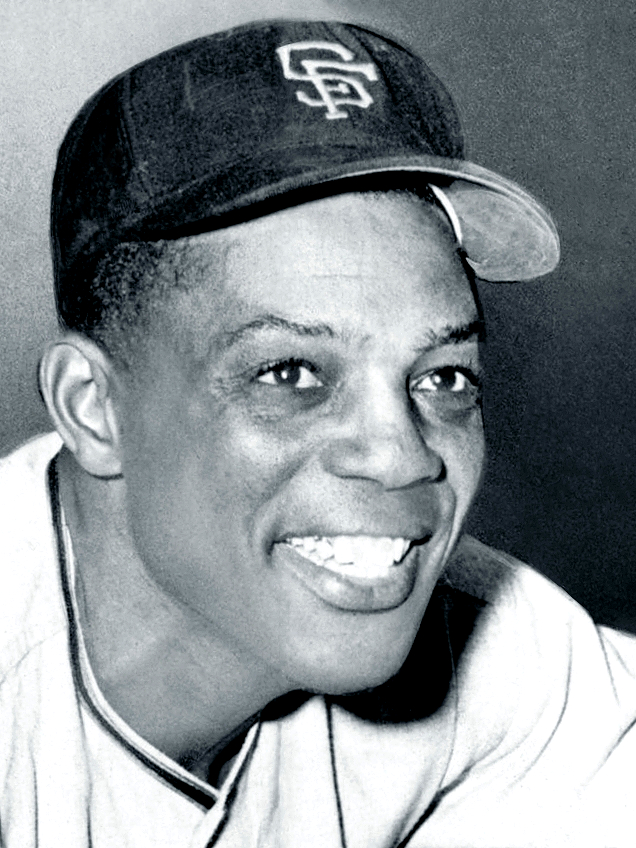
18. Juni: Willie Mays (1961) (93)
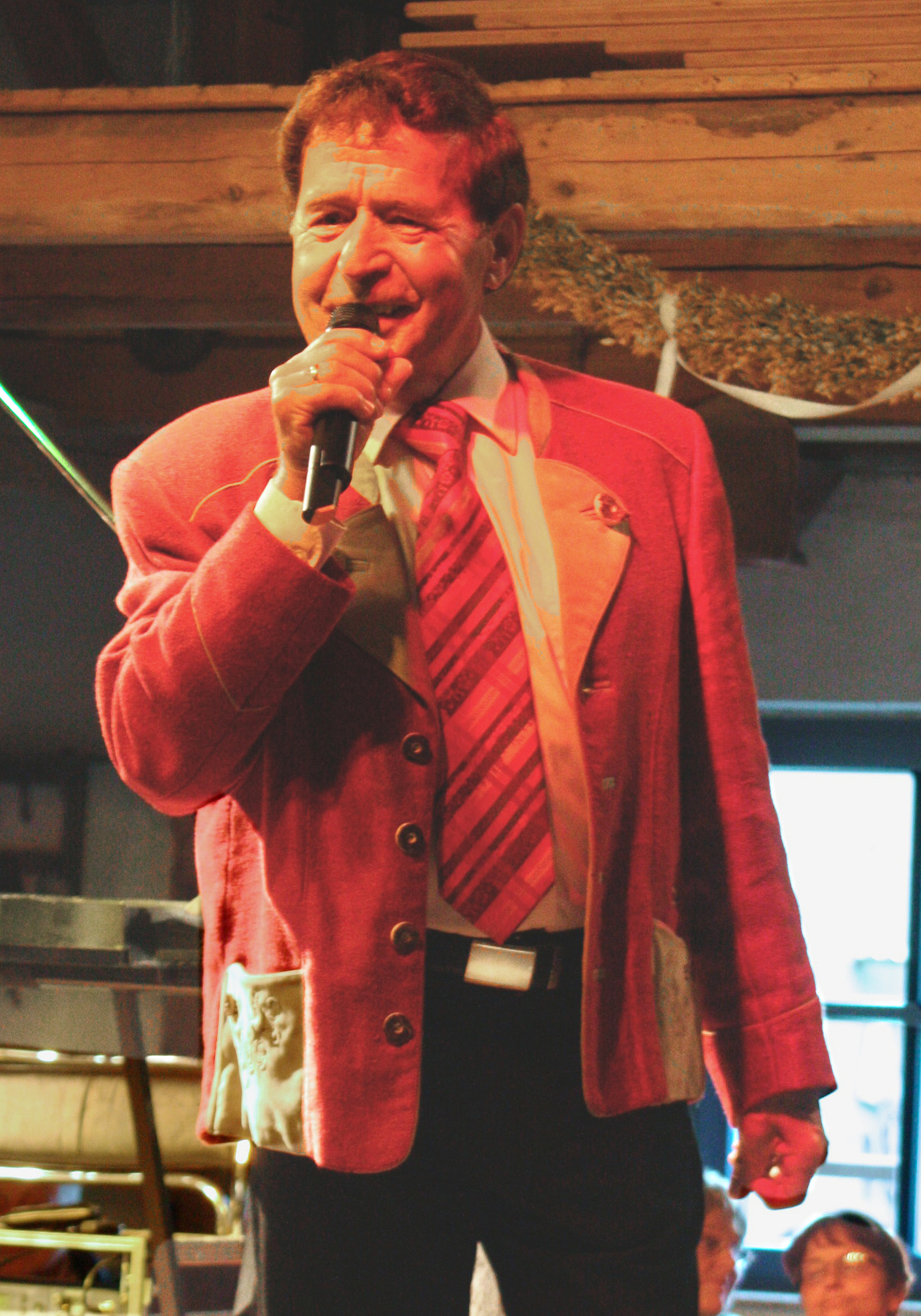
20. Juni: Eberhard Hertel (2012) (85)
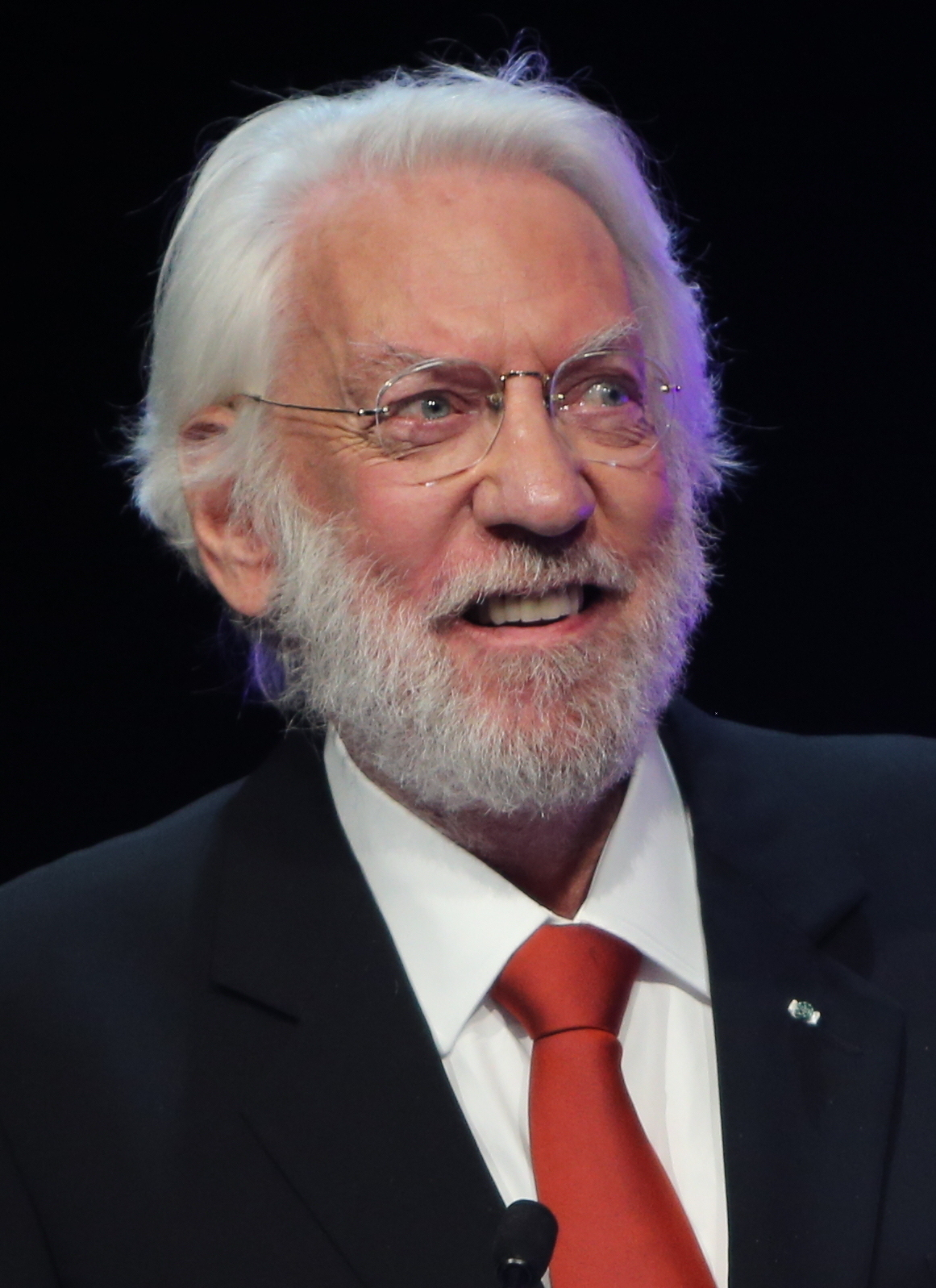
20. Juni: Donald Sutherland (2013) (88)
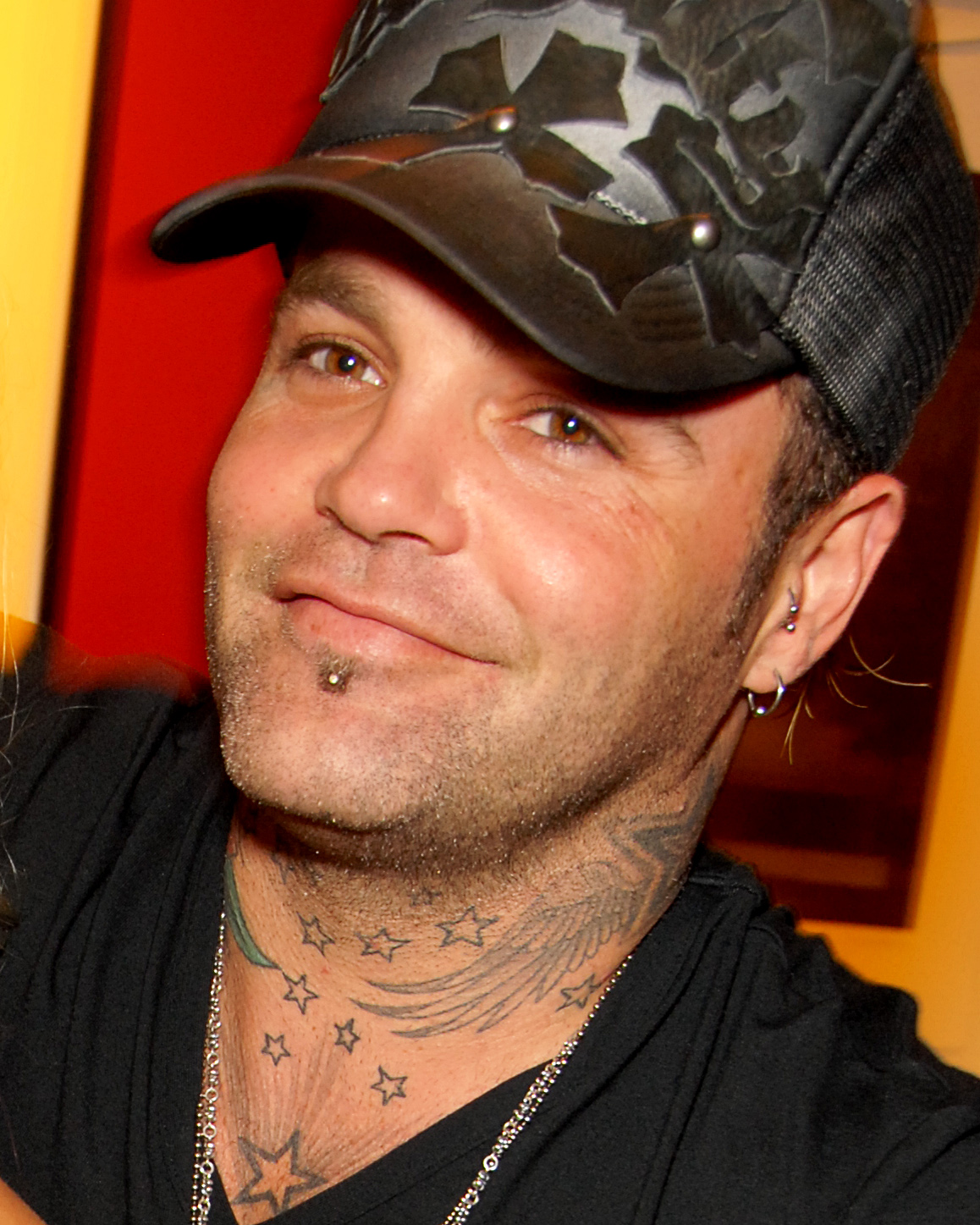
24. Juni: Shifty Shellshock (2009) (49)
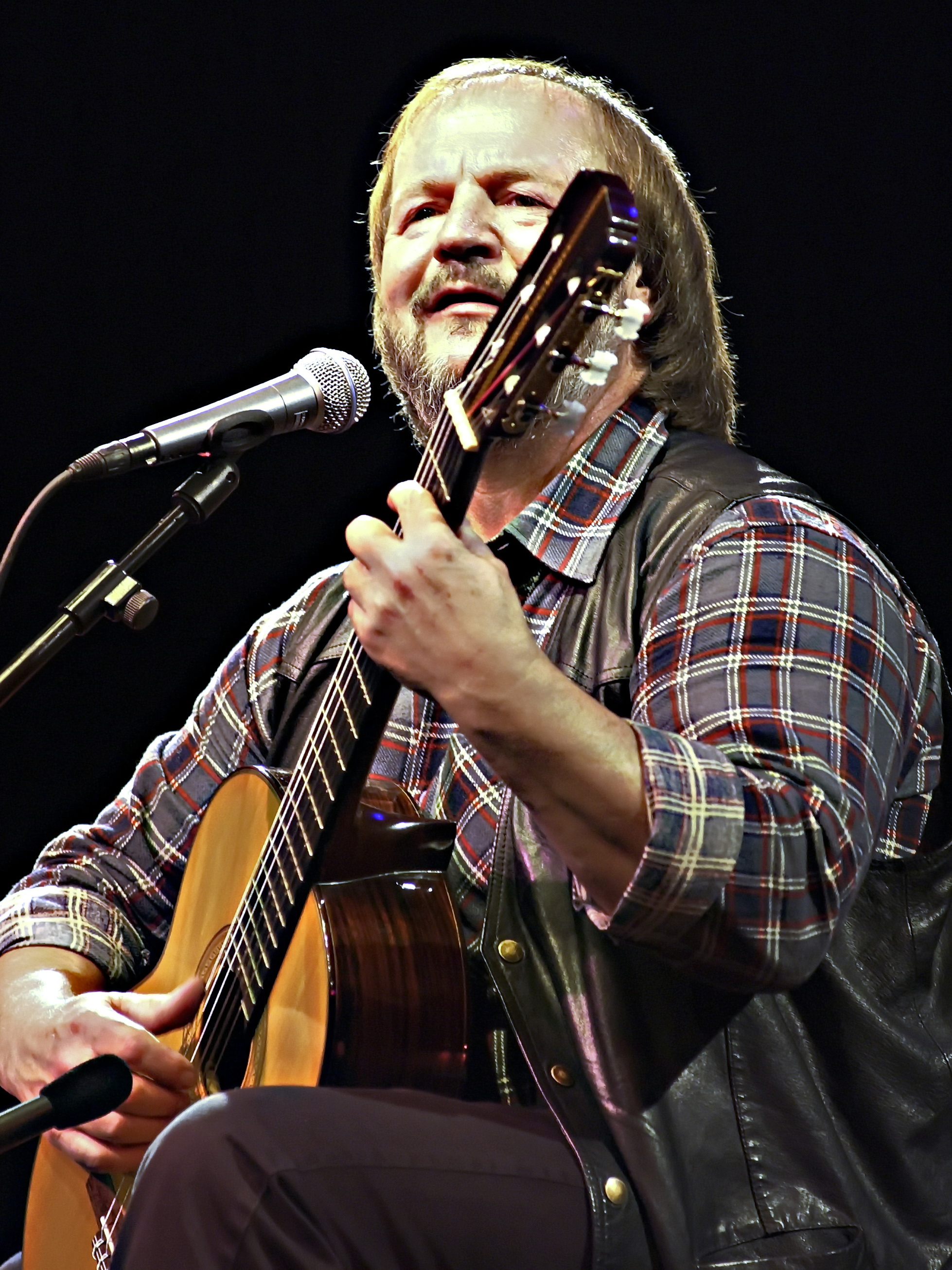
25. Juni: Fredl Fesl (2005) (76)
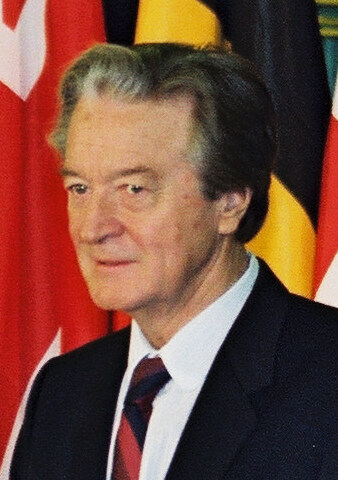
3. Juli: Roland Dumas (1989) (101)
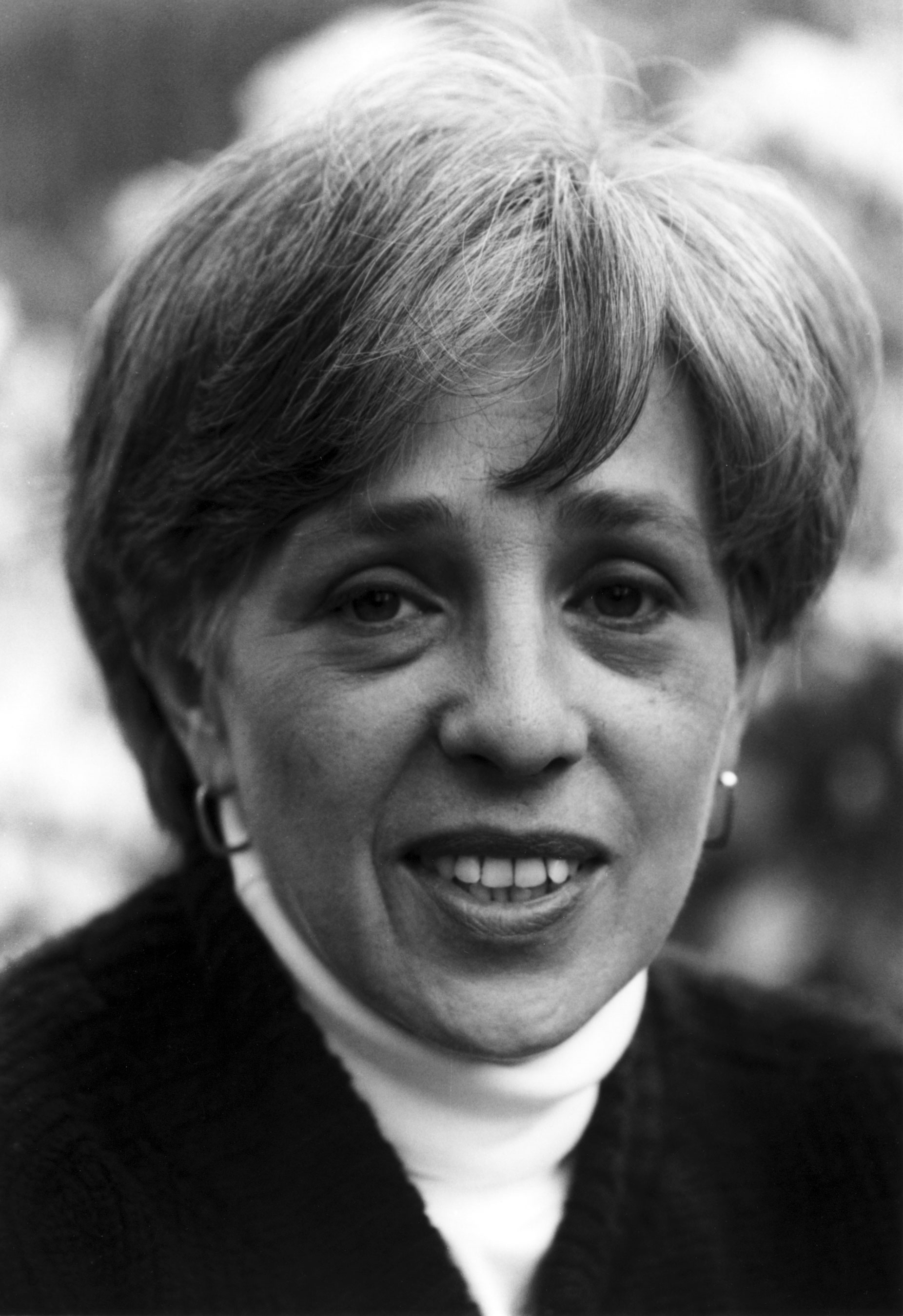
9. Juli: Maxine Singer (Jahr unbek.) (93)
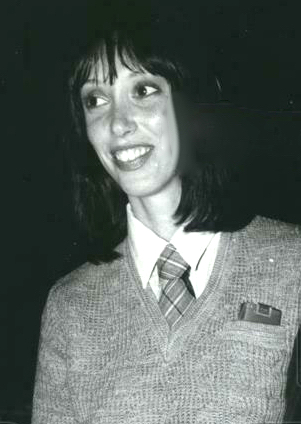
11. Juli: Shelley Duvall (1977) (75)
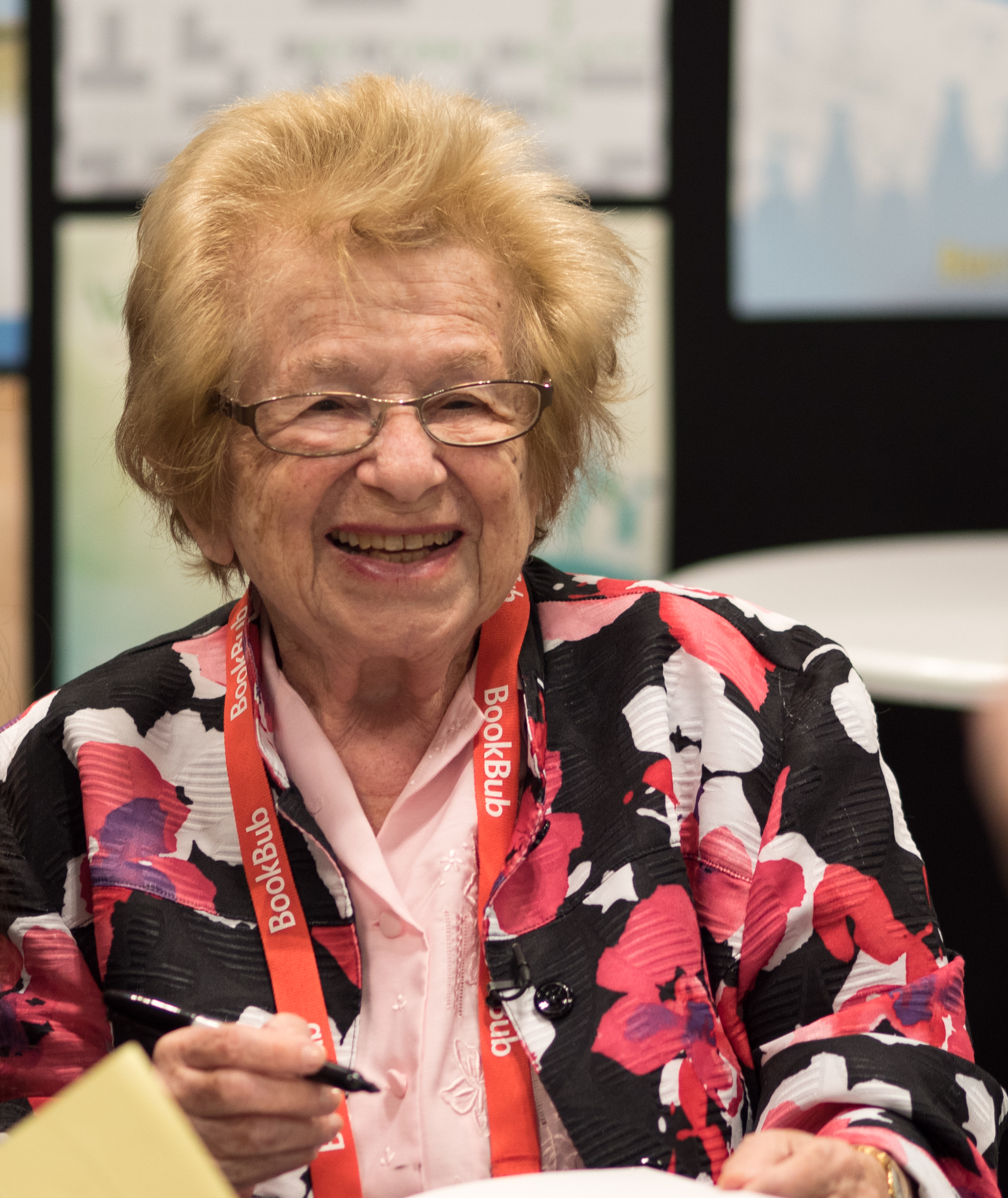
12. Juli: Ruth Westheimer (2018) (96)
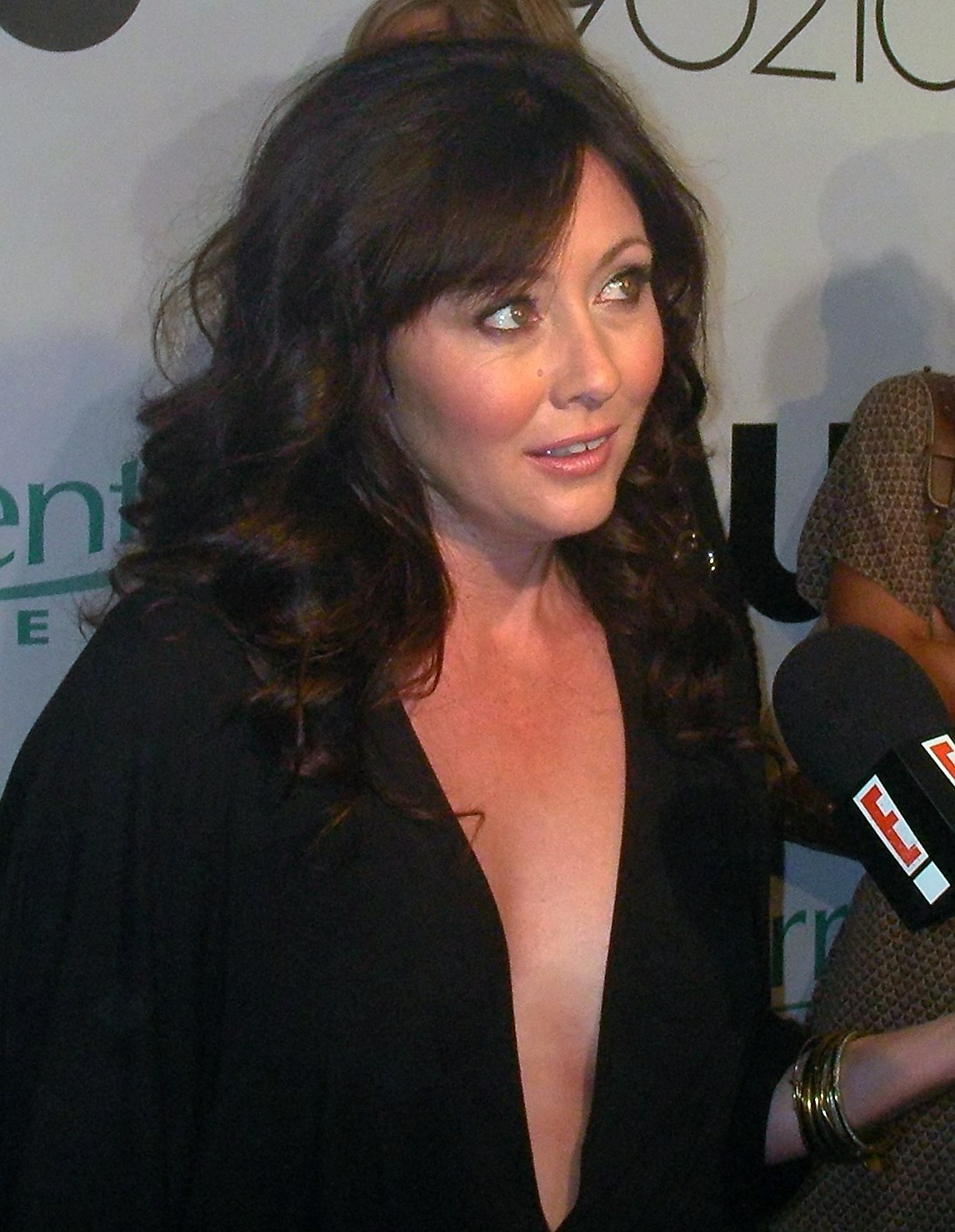
13. Juli: Shannen Doherty (2008) (53)
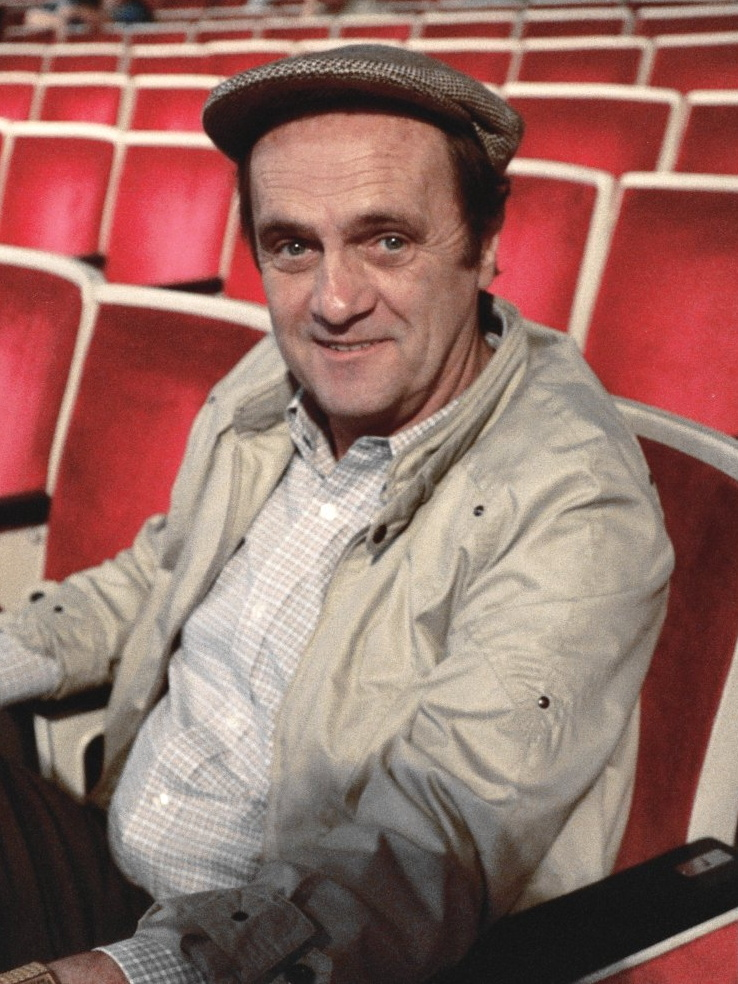
18. Juli: Bob Newhart (1987) (94)
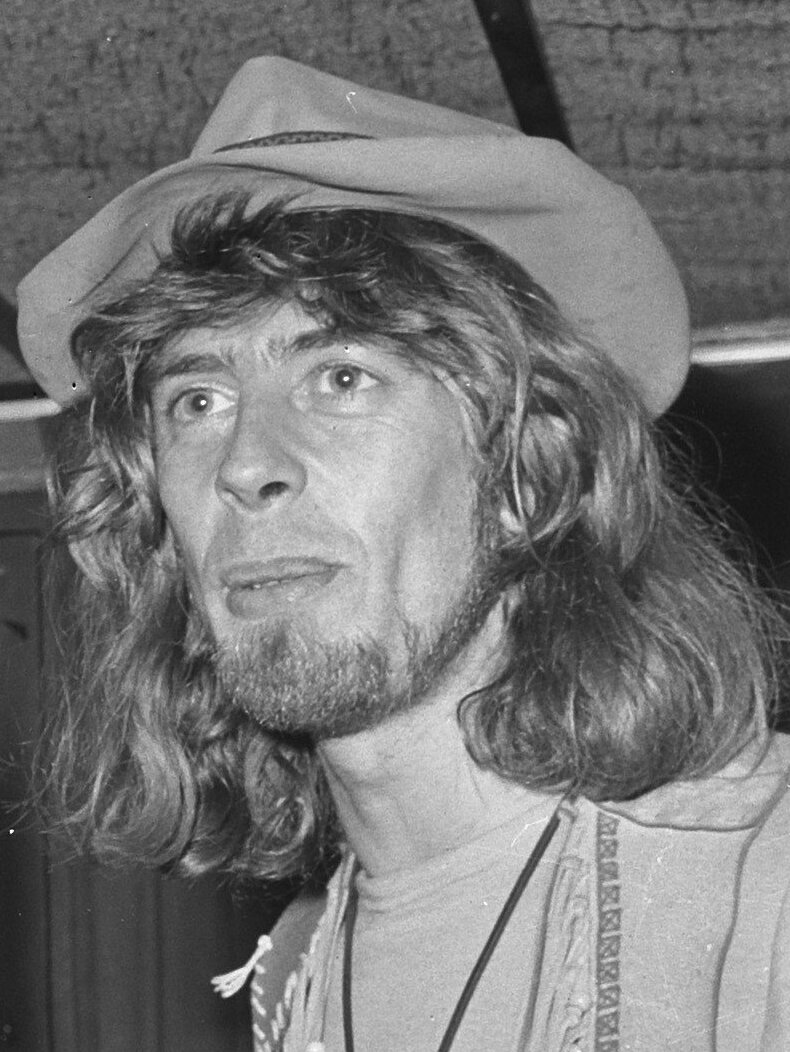
22. Juli: John Mayall (1968) (90)
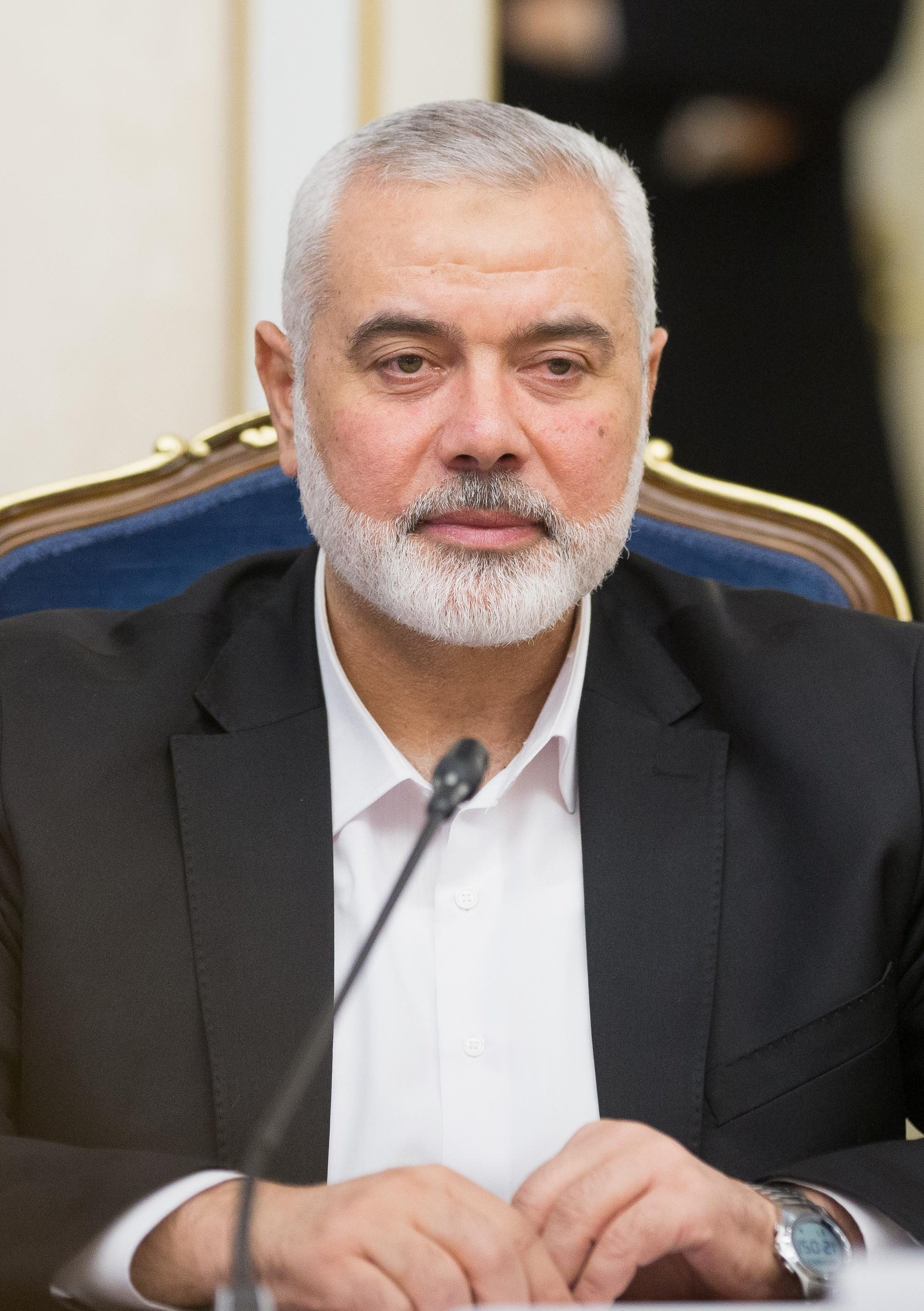
31. Juli: Ismail Haniyya (2020) (62)
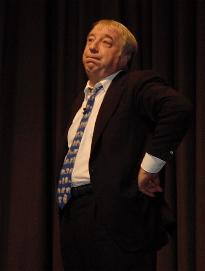
11. August: Richard Rogler (2001) (74)
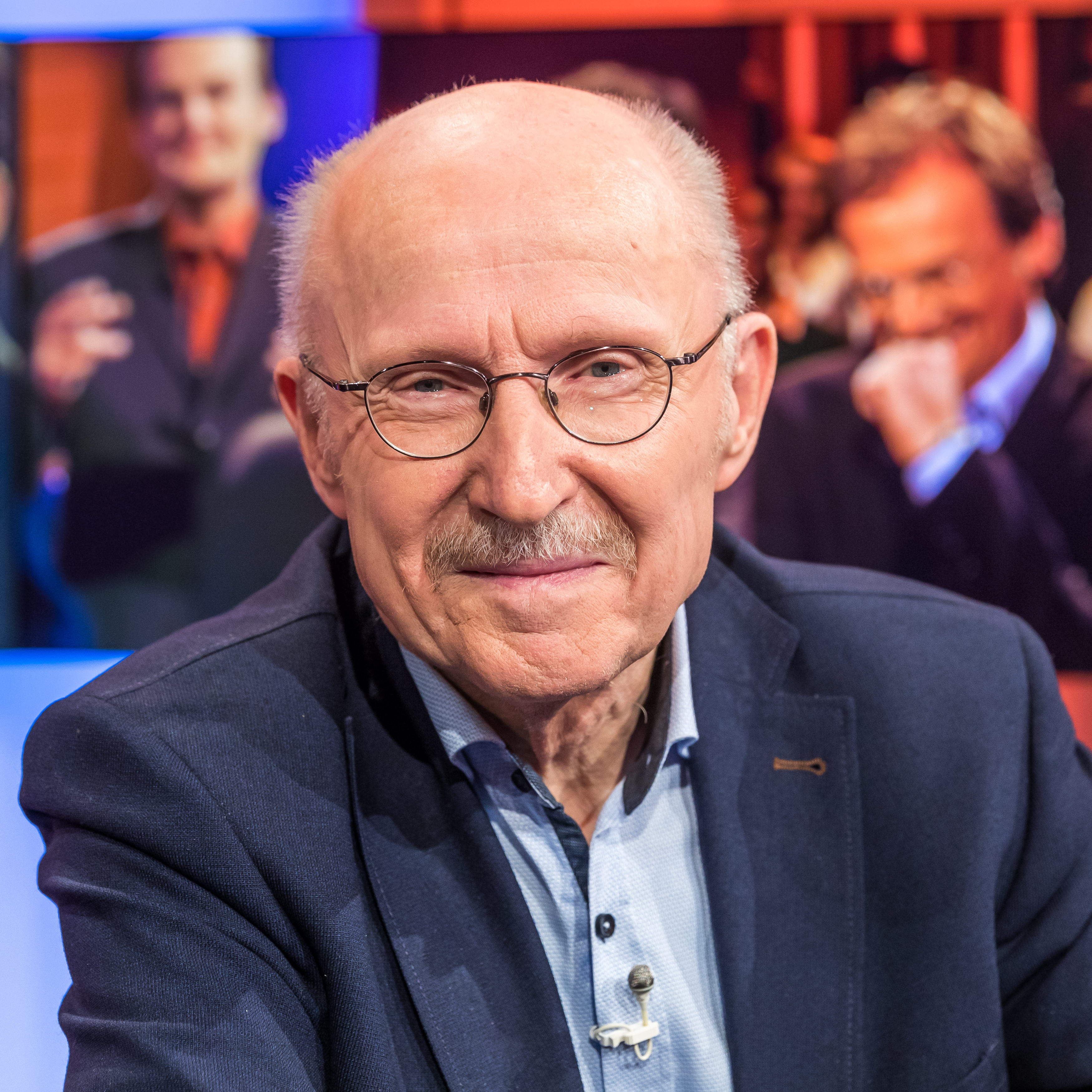
12. August: Willi Lemke (2022) (77)
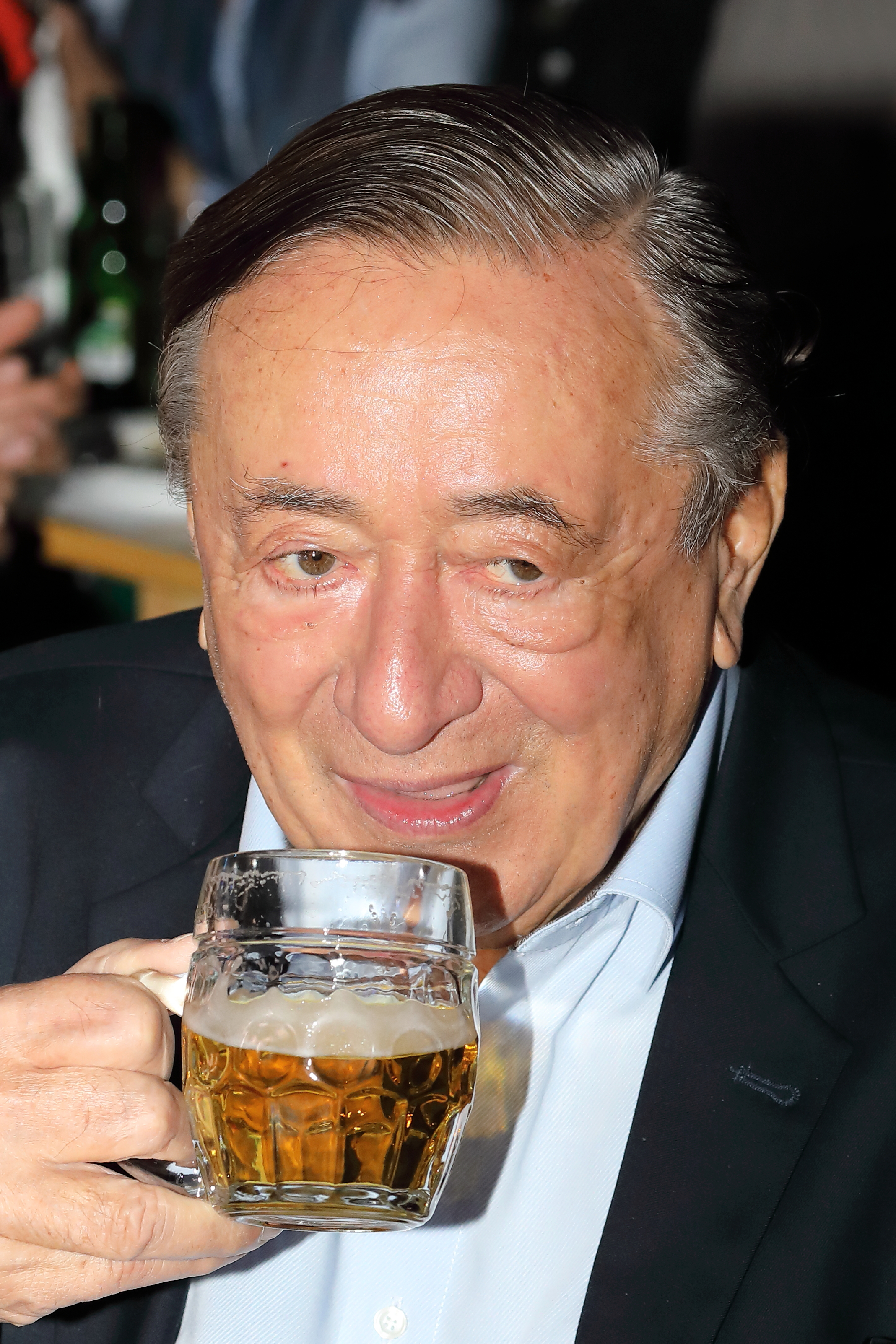
12. August: Richard Lugner (2019) (91)
14. August: Gena Rowlands (1964) (94)
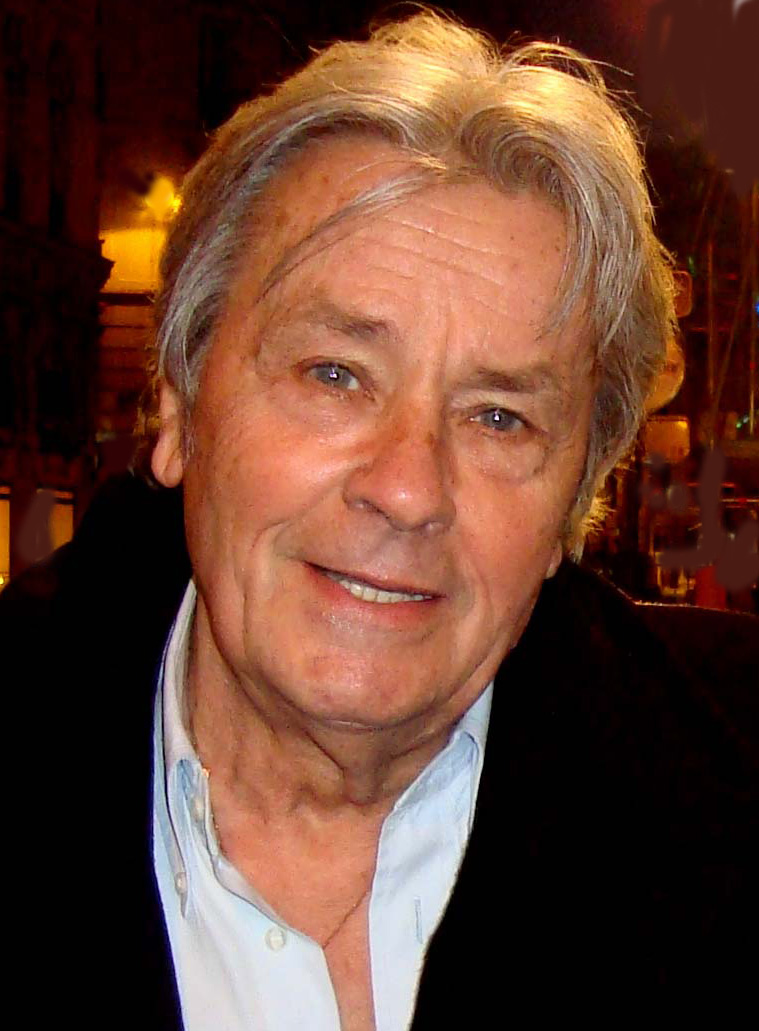
18. August: Alain Delon (2011) (88)
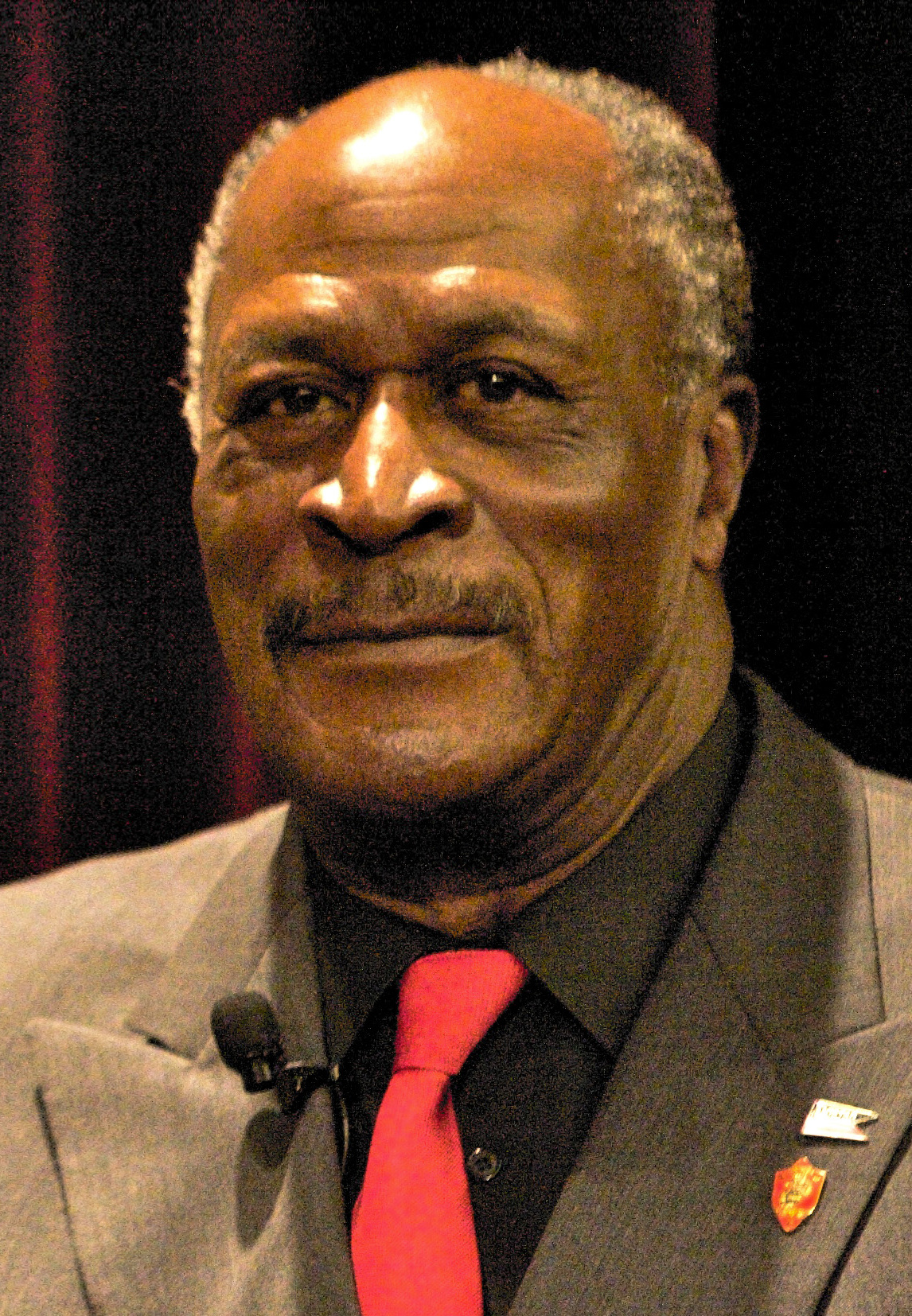
21. August: John Amos (2011) (84)
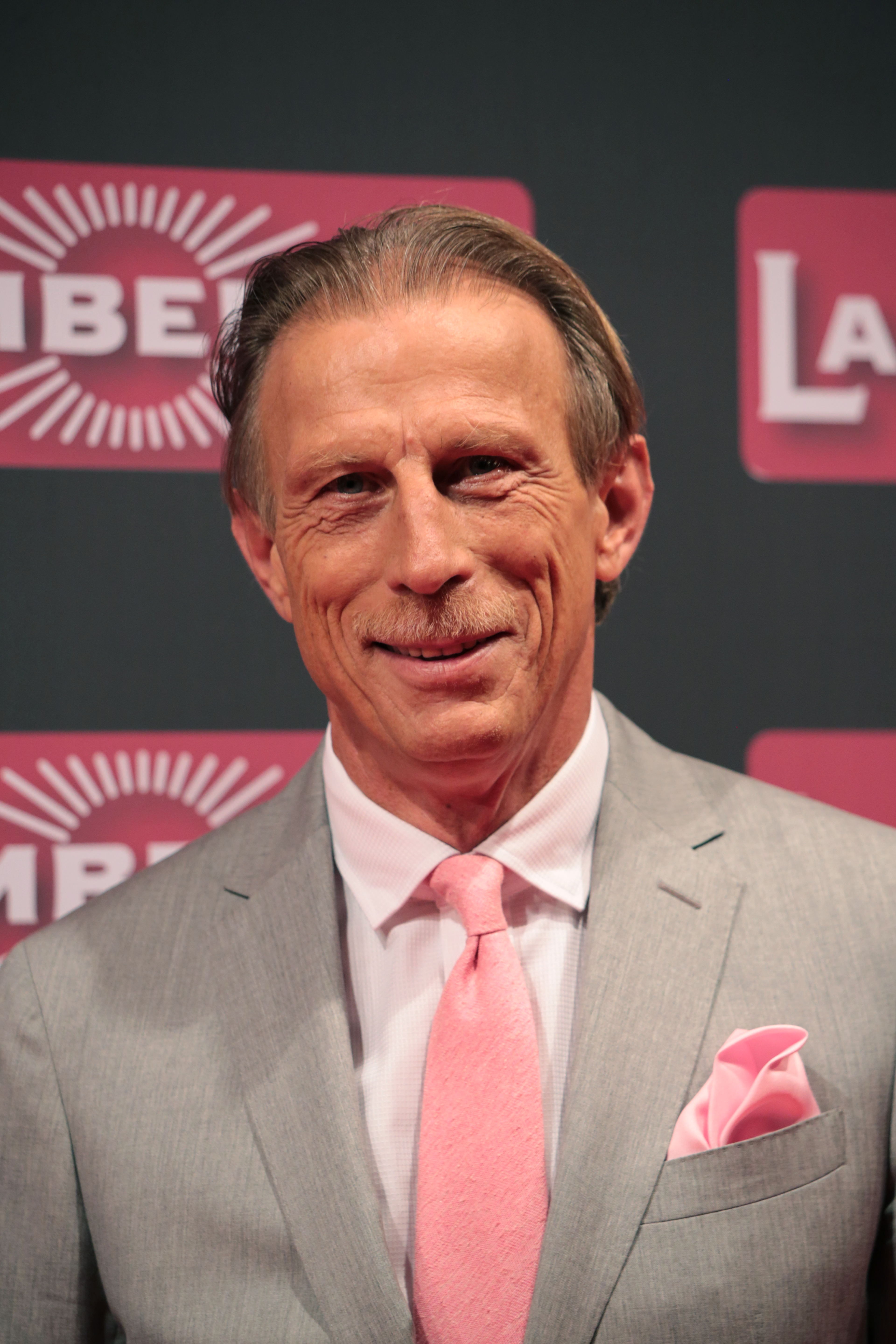
24. August: Christoph Daum (2018) (70)
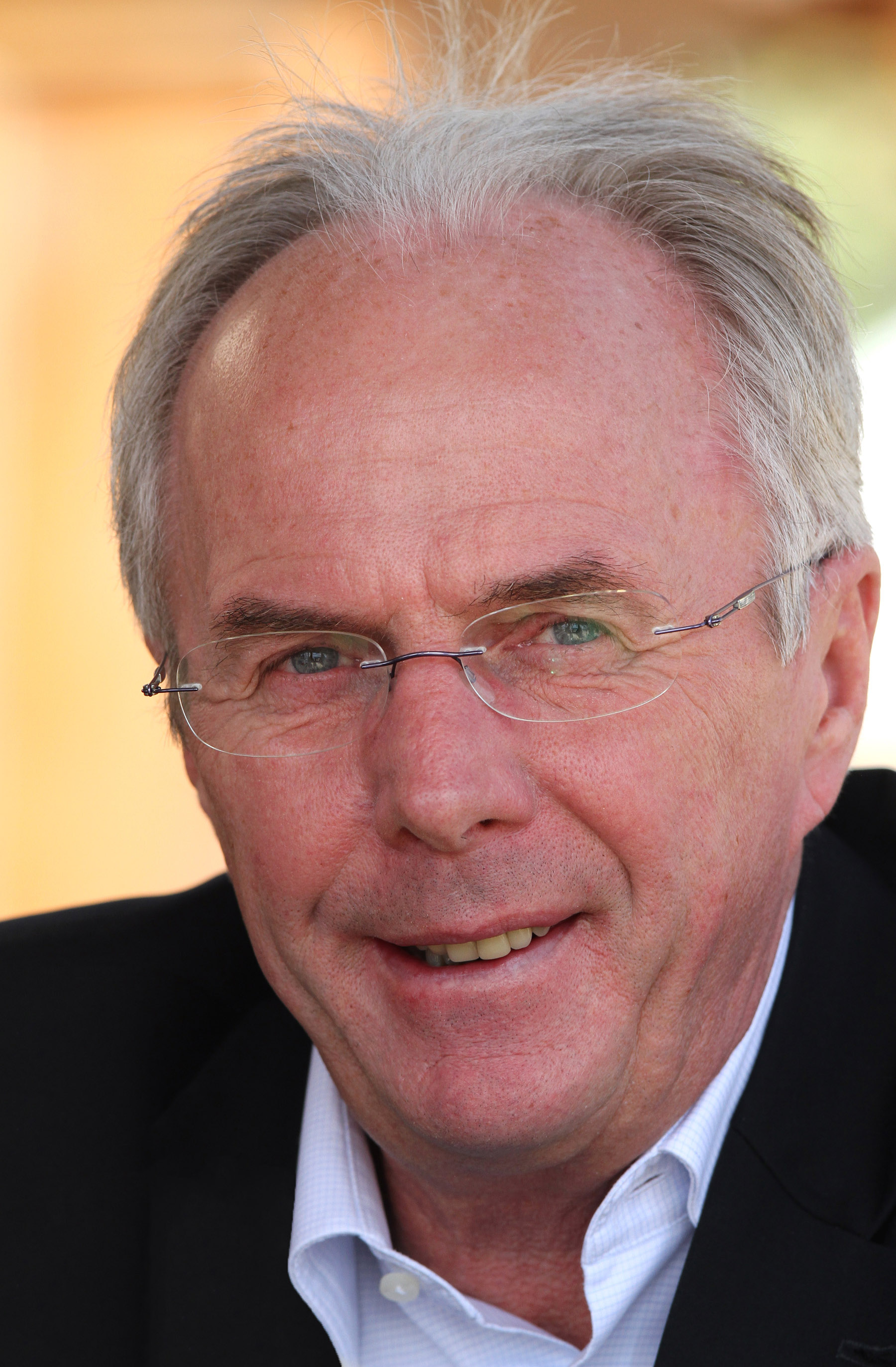
26. August: Sven-Göran Eriksson (2012) (76)
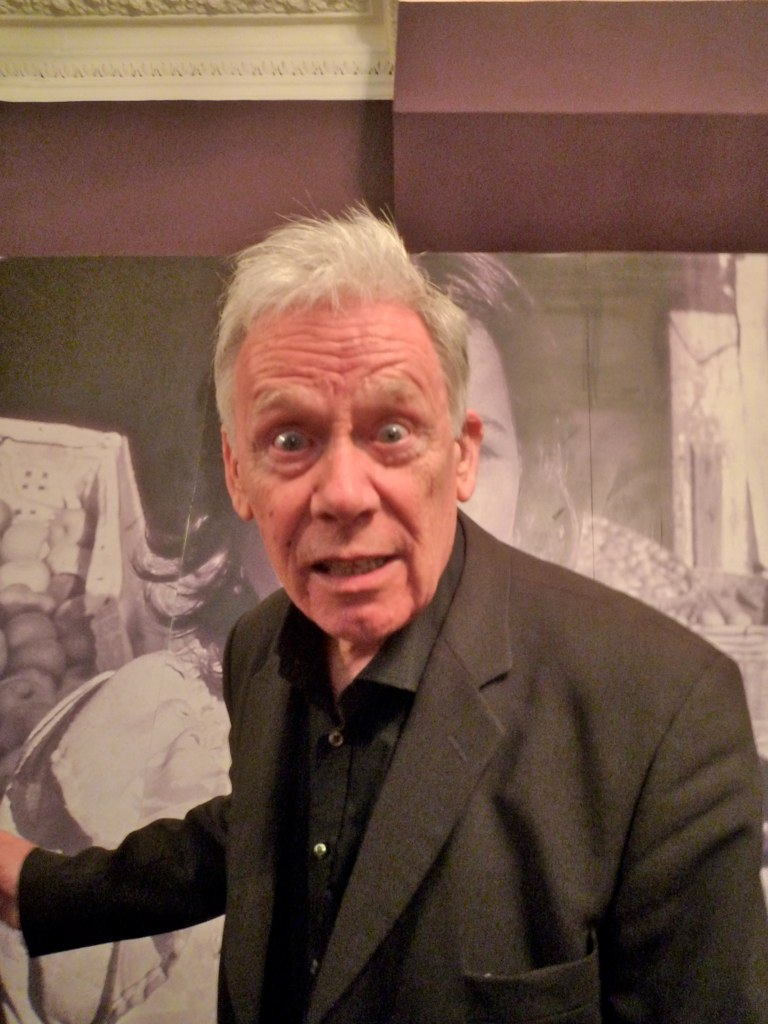
5. September: Herbie Flowers (2013) (86)
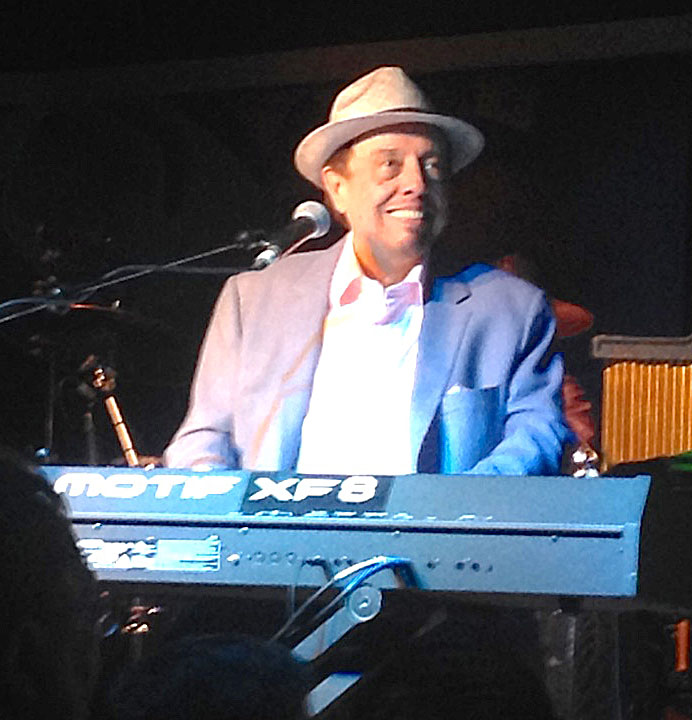
5. September: Sérgio Mendes (2016) (83)
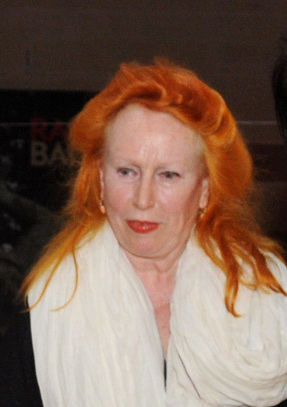
6. September: Rebecca Horn (2012) (80)
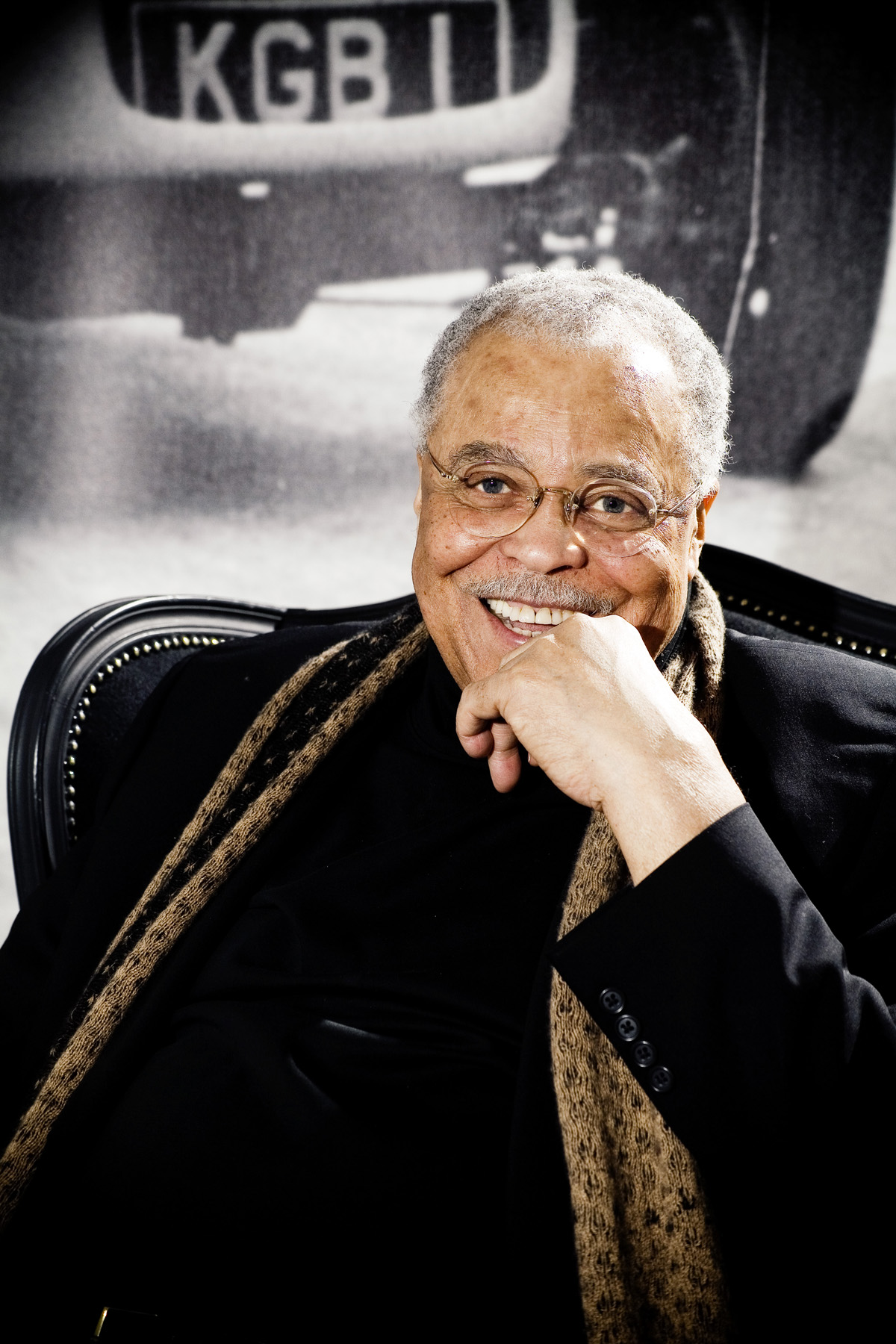
9. September: James Earl Jones (2010) (93)
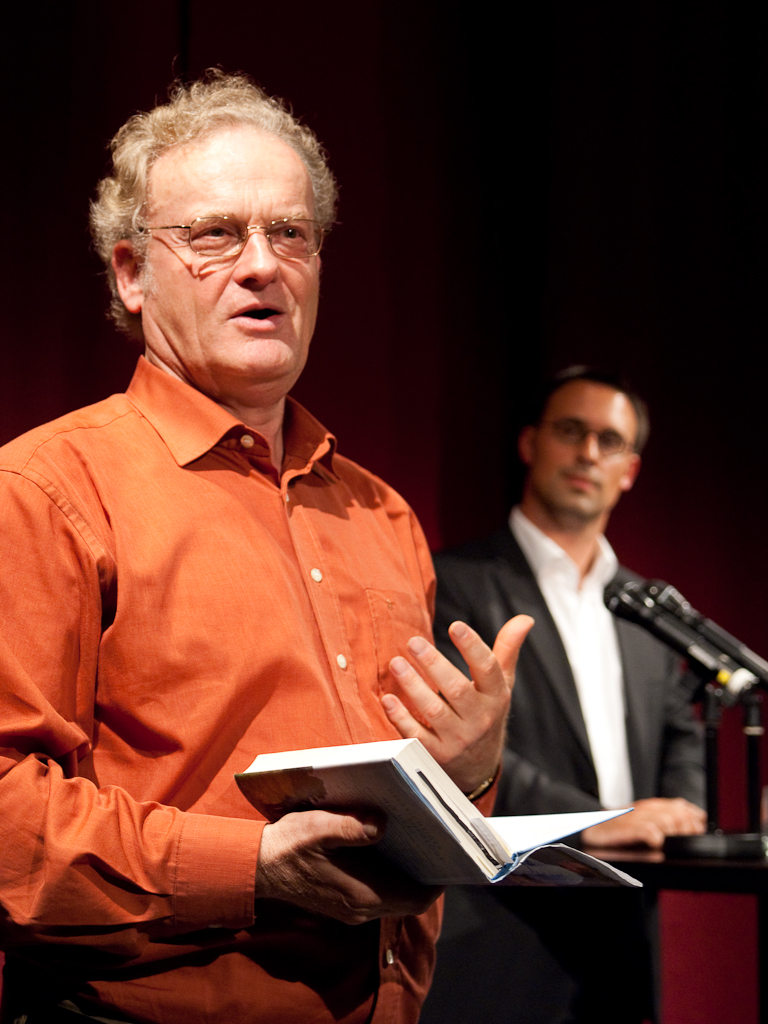
9. September: Friedrich Schorlemmer (2009) (80)
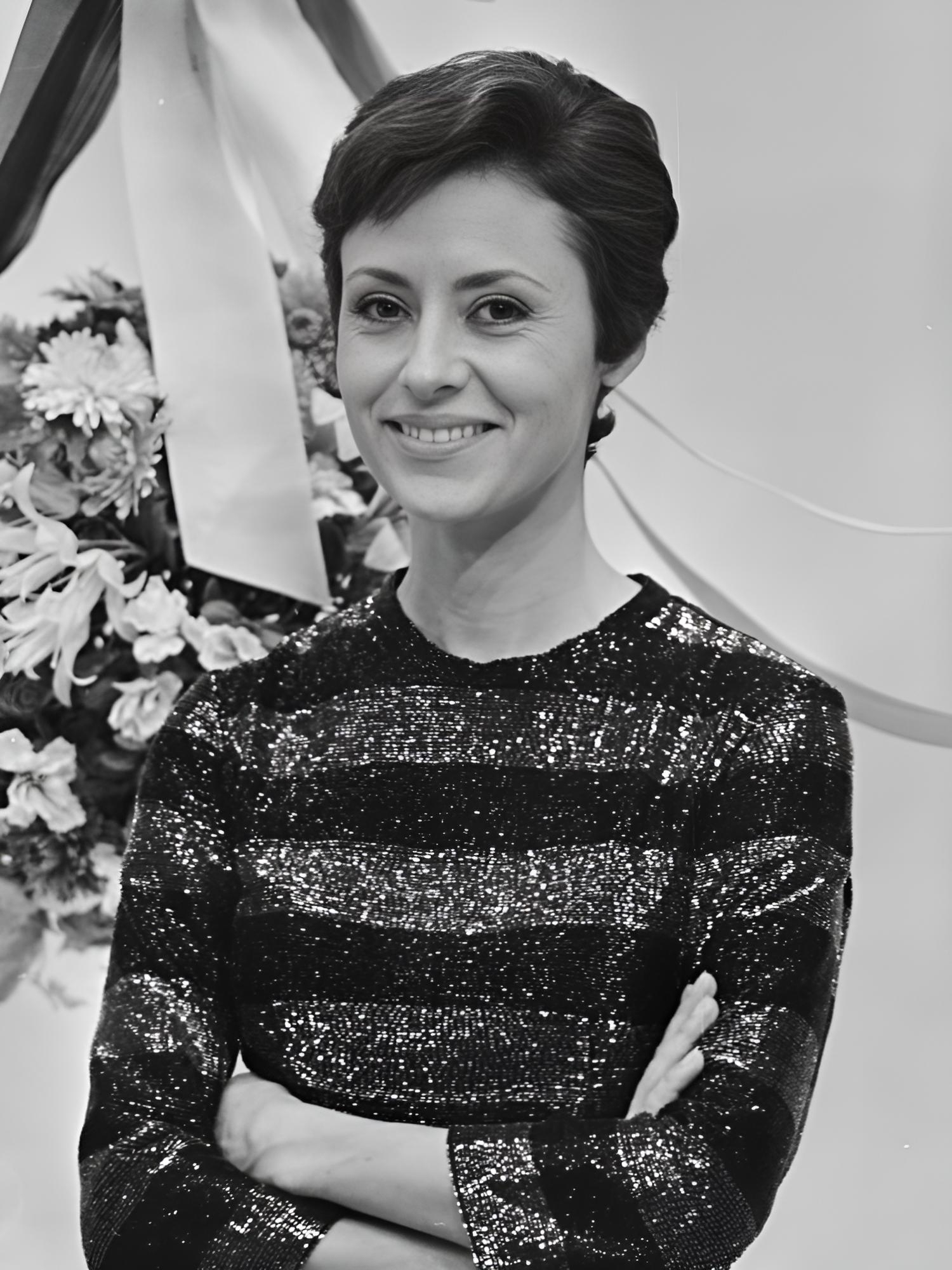
9. September: Caterina Valente (1966) (93)
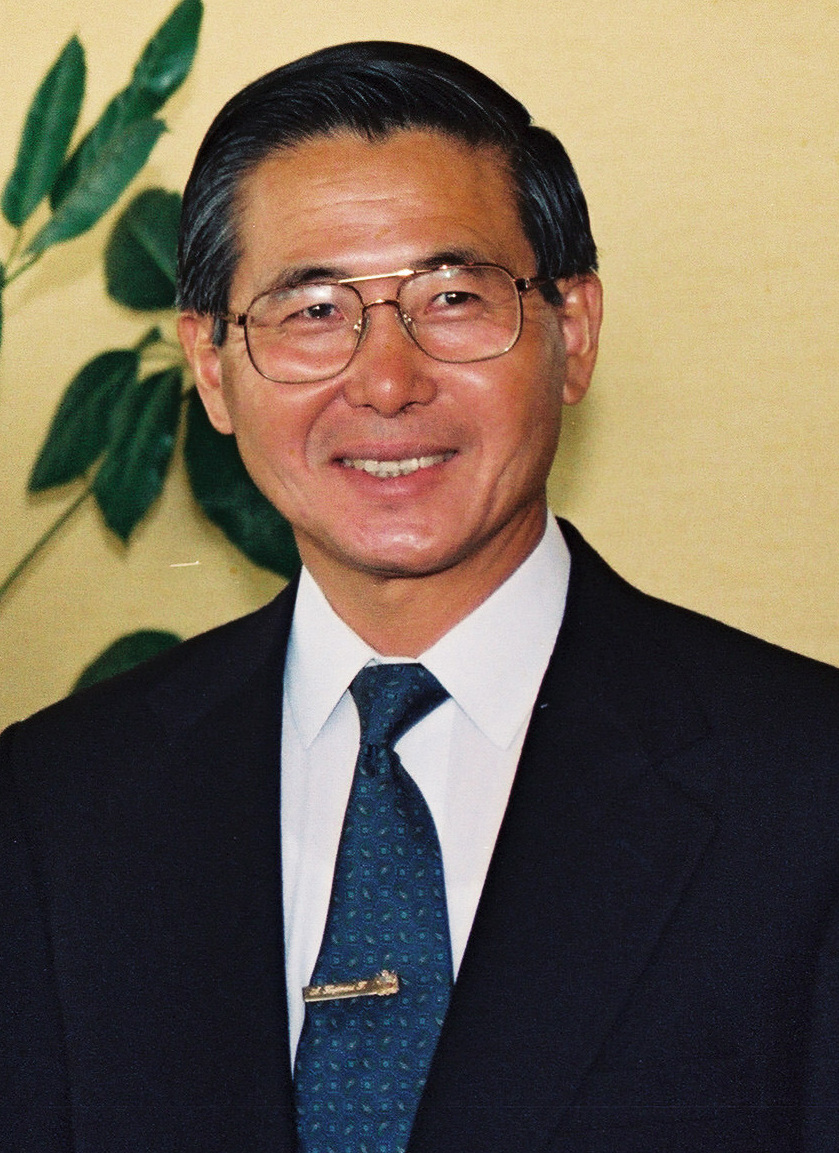
11. September: Alberto Fujimori (1991) (86)
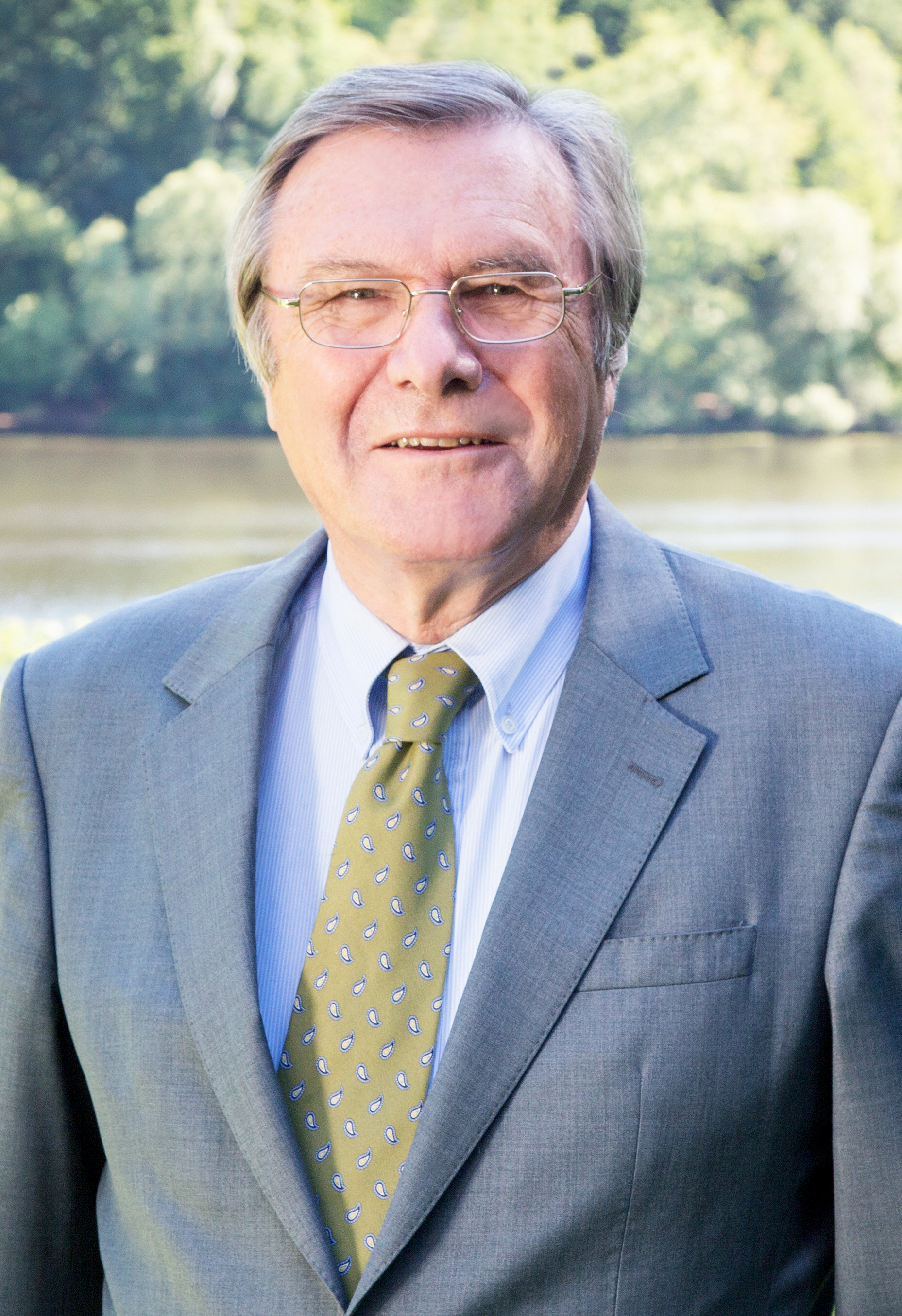
13. September: Wolfgang Gerhardt (2016) (80)
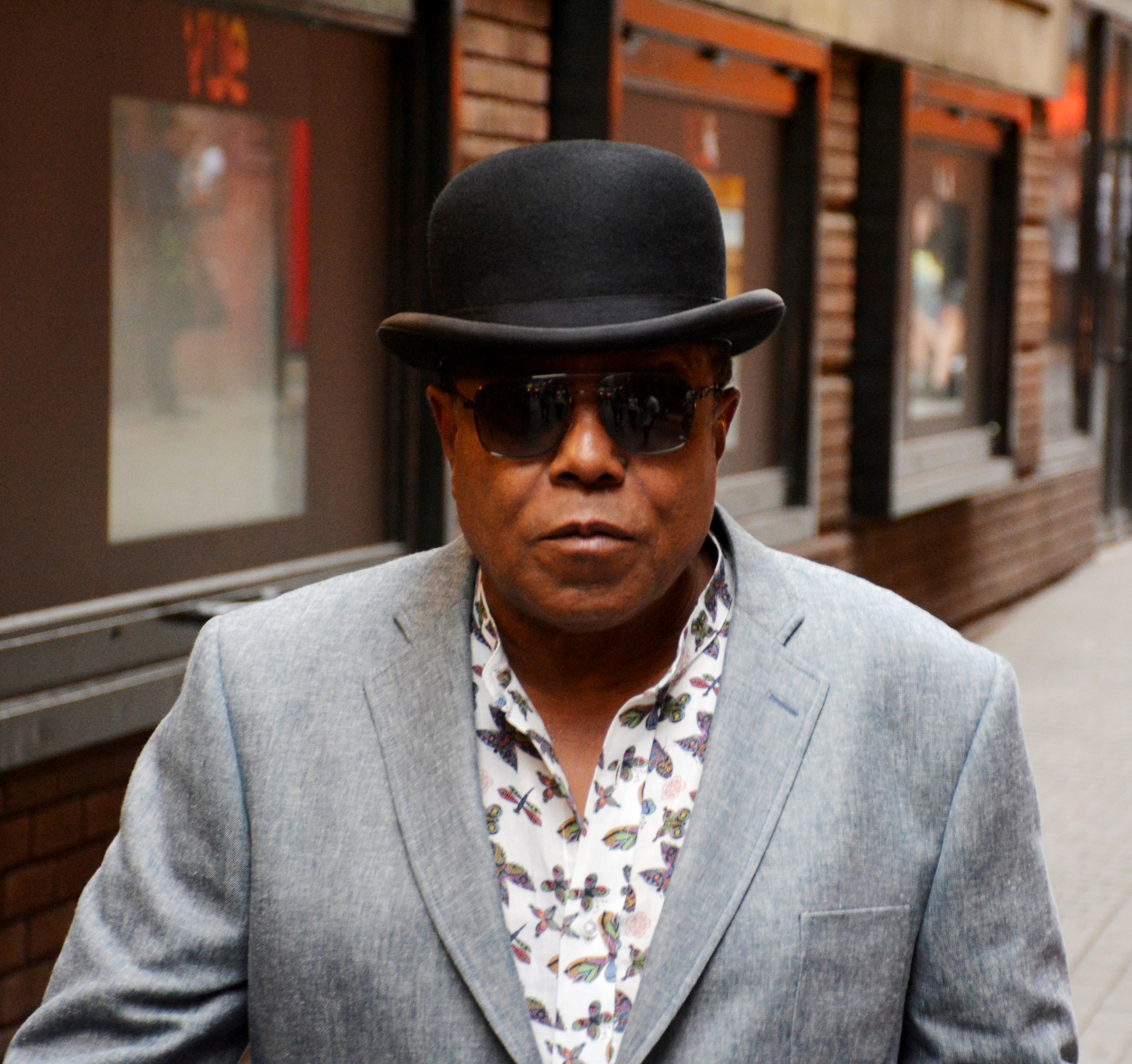
15. September: Tito Jackson (2017) (70)
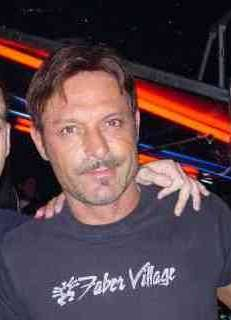
18. September: Salvatore „Totò“ Schillaci (2011) (59)
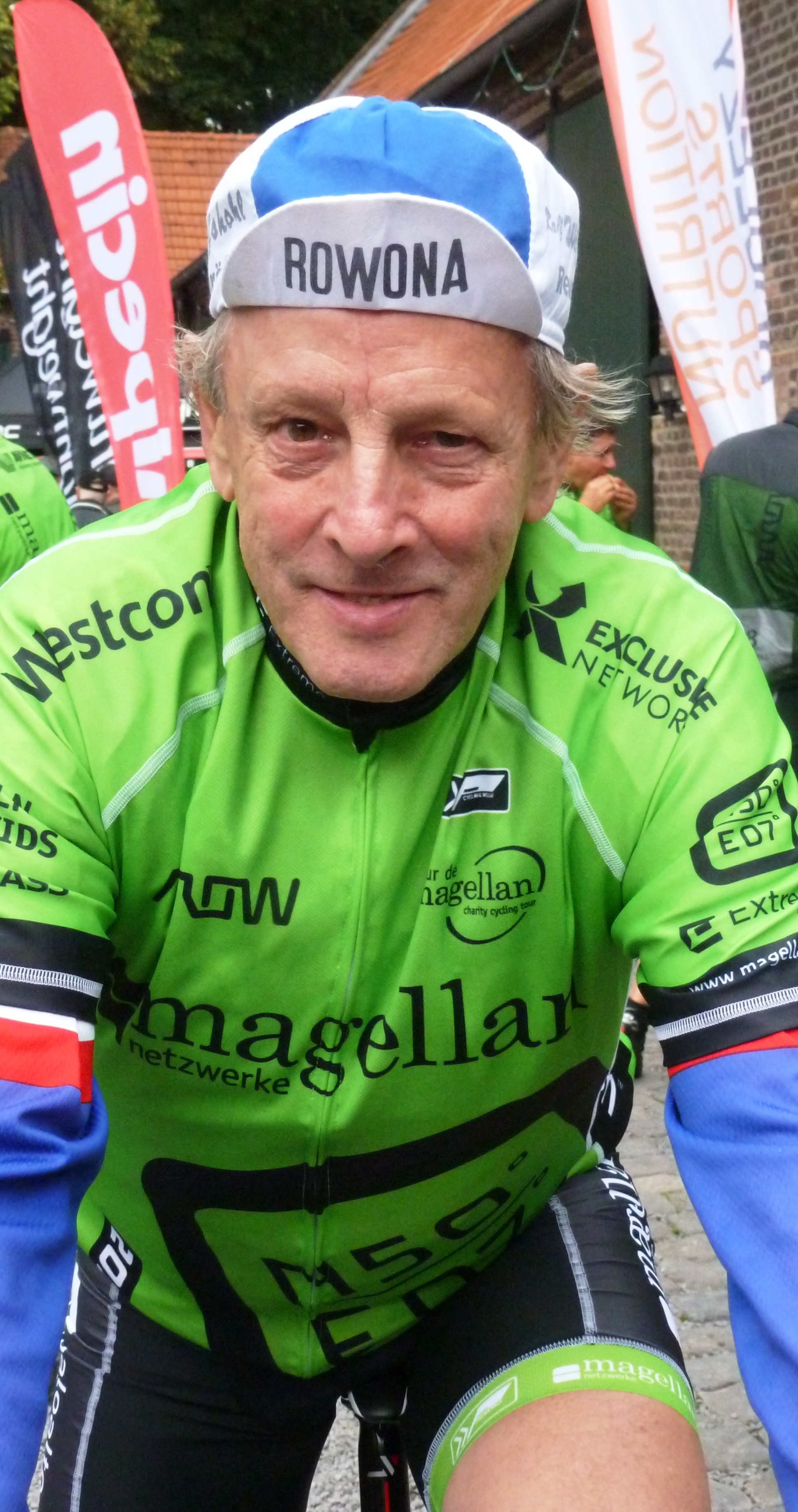
18. September: Rolf Wolfshohl (2014) (85)
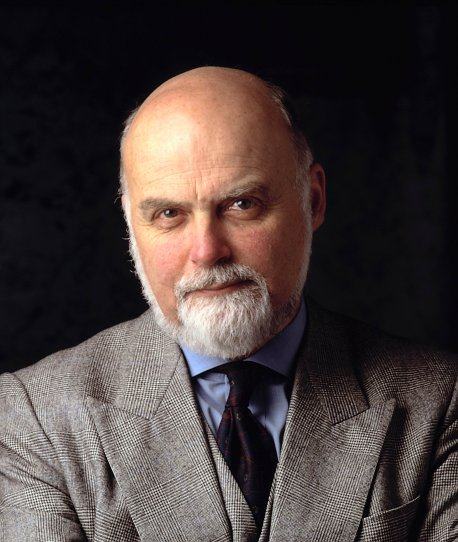
19. September: Bruno Sacco (2007) (90)
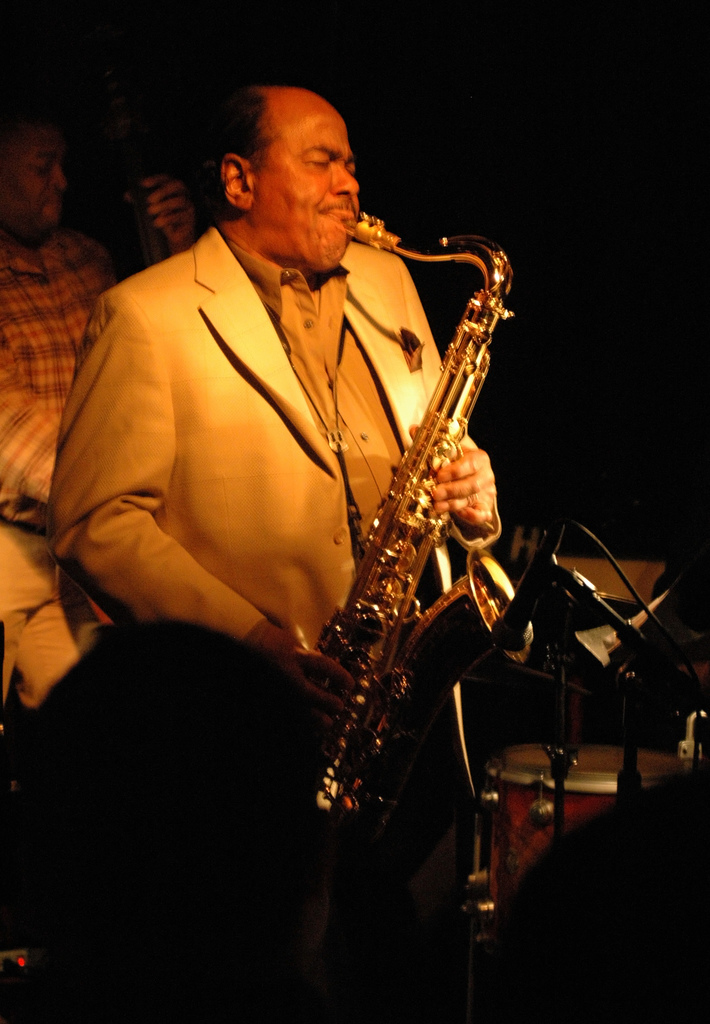
21. September: Benny Golson (2006) (95)
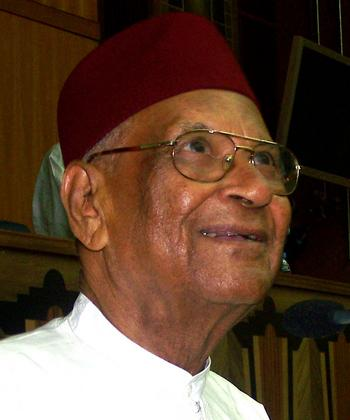
24. September: Amadou-Mahtar M'Bow (2008) (103)
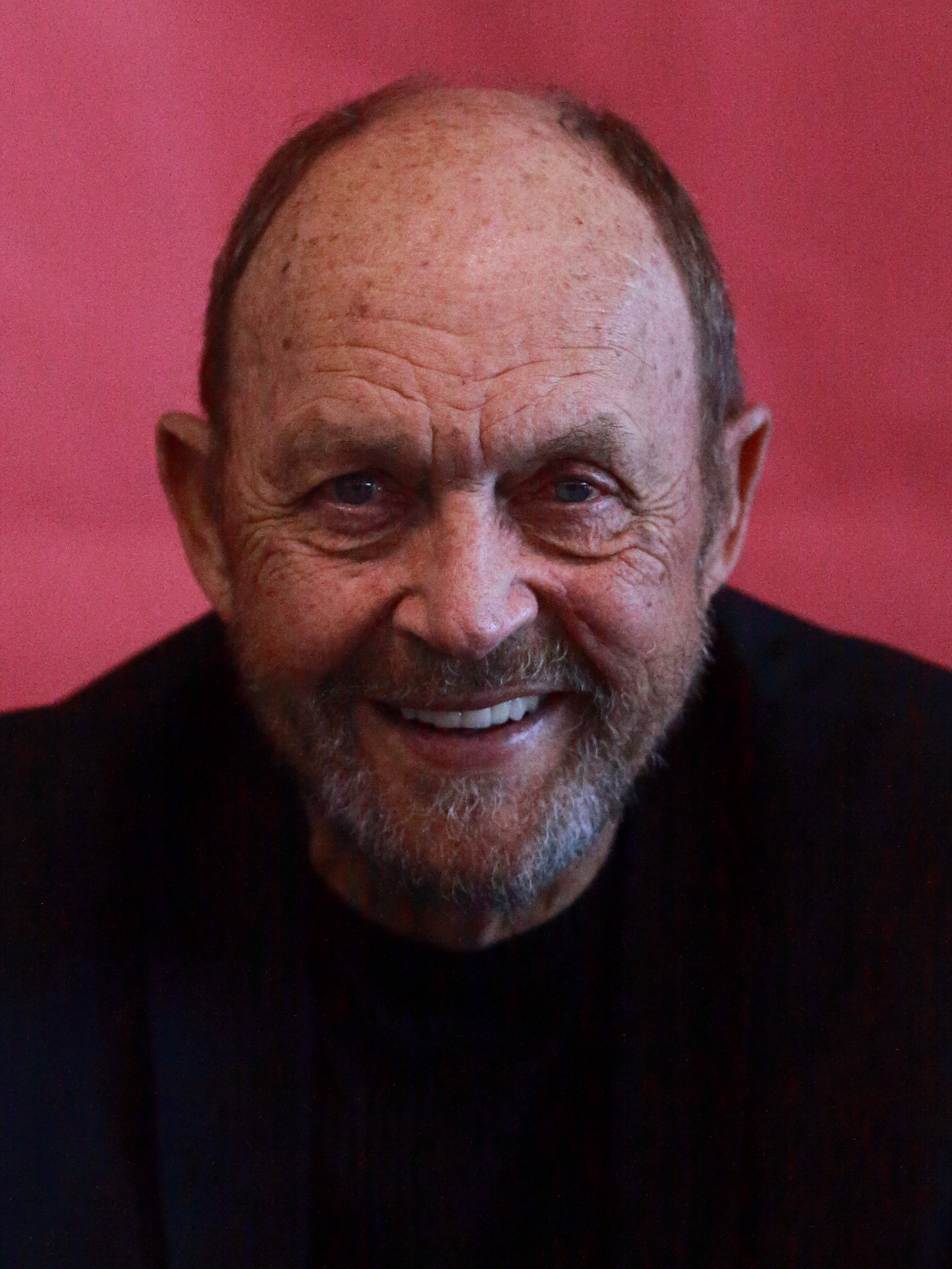
26. September: John Ashton (2017) (76)
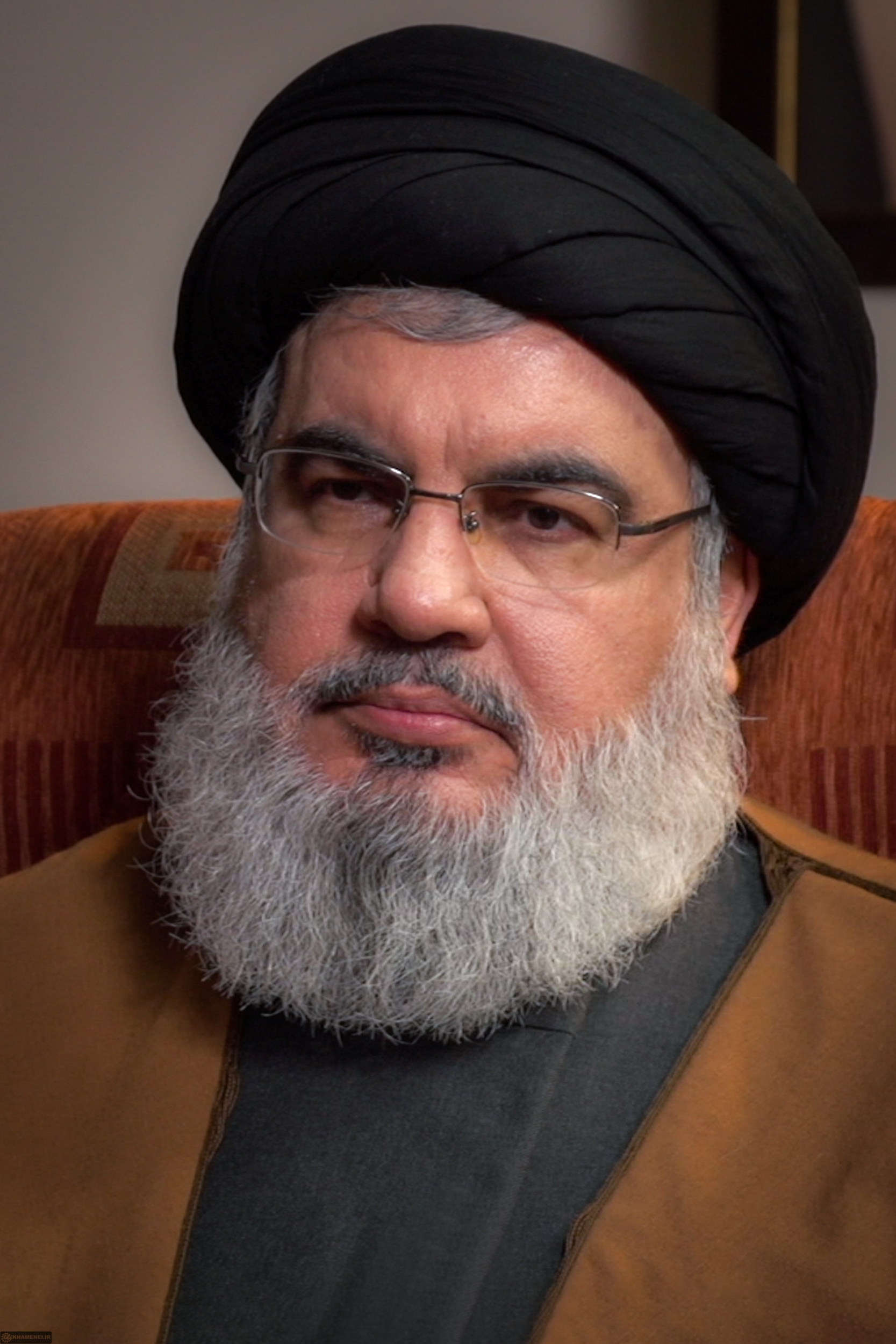
27. September: Hassan Nasrallah (2019) (64)
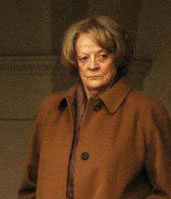
27. September: Maggie Smith (2007) (89)
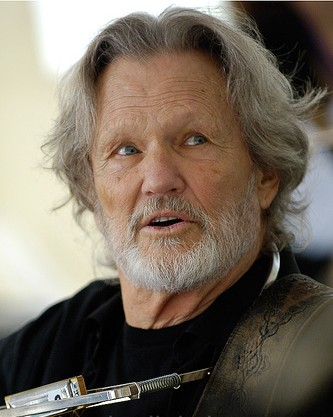
28. September: Kris Kristofferson (2009) (88)
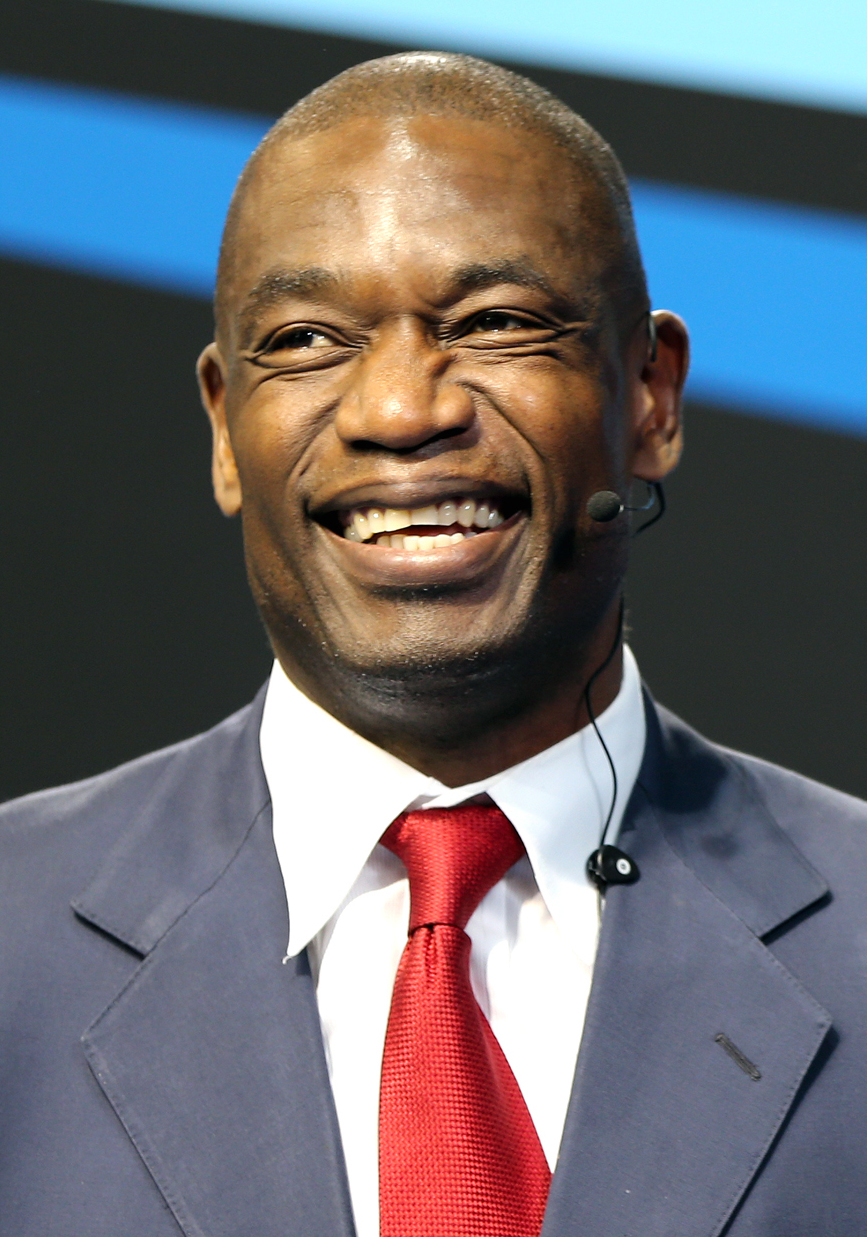
30. September: Dikembe Mutombo (2012) (58)
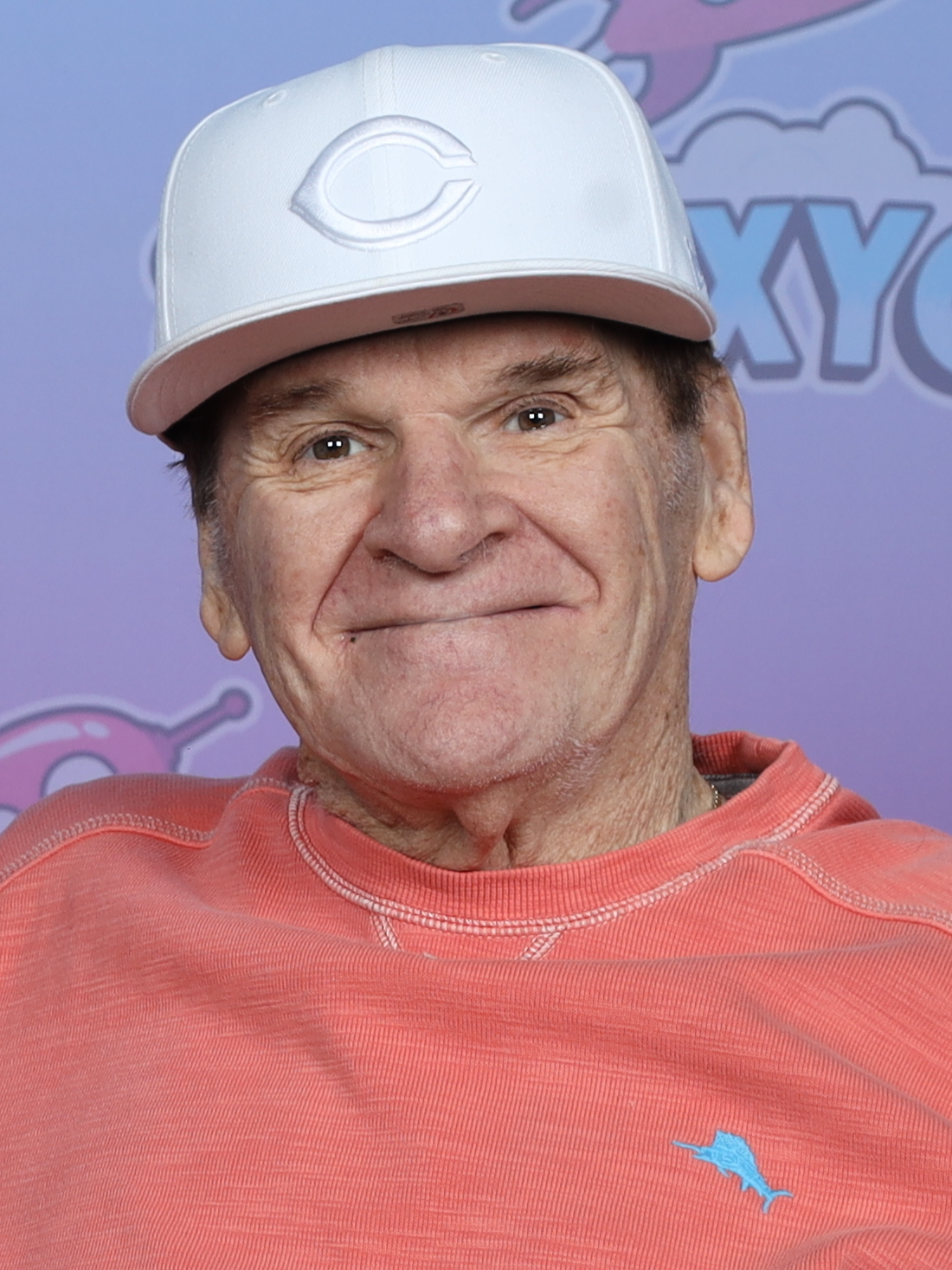
30. September: Pete Rose (2023) (83)
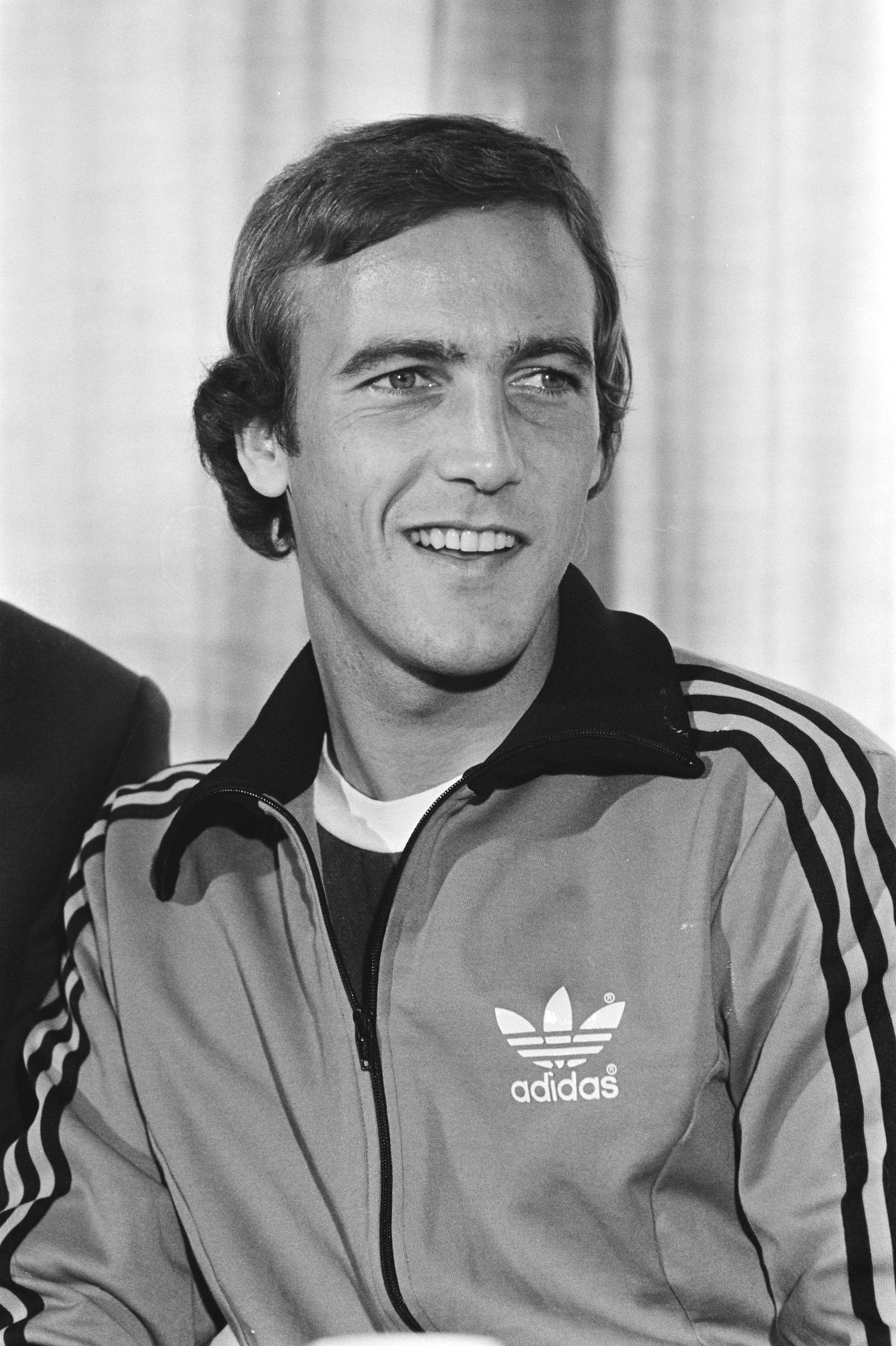
6. Oktober: Johan Neeskens (1981) (73)
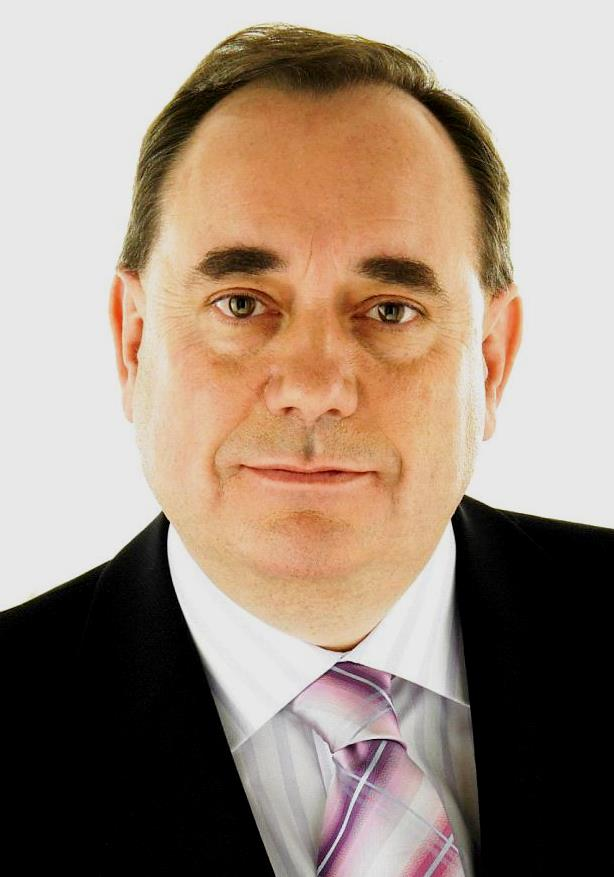
12. Oktober: Alex Salmond (2007) (69)
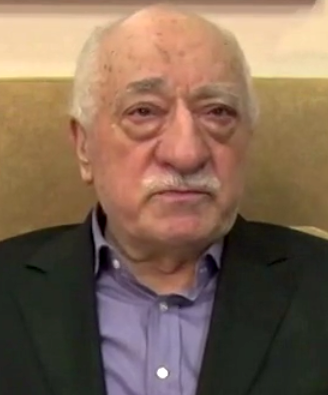
20. Oktober: Fethullah Gülen (2016)
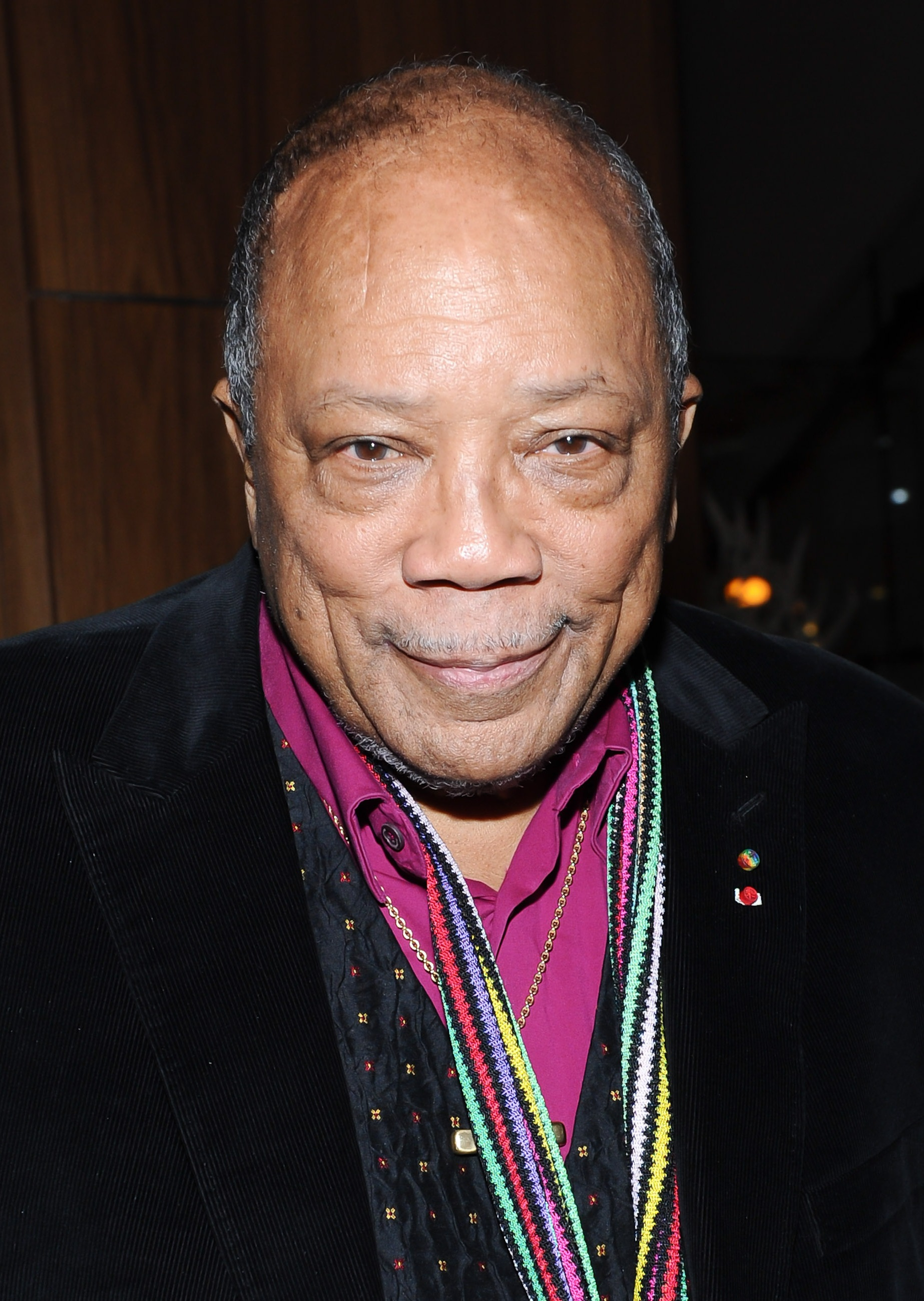
3. November: Quincy Jones (2014) (91)
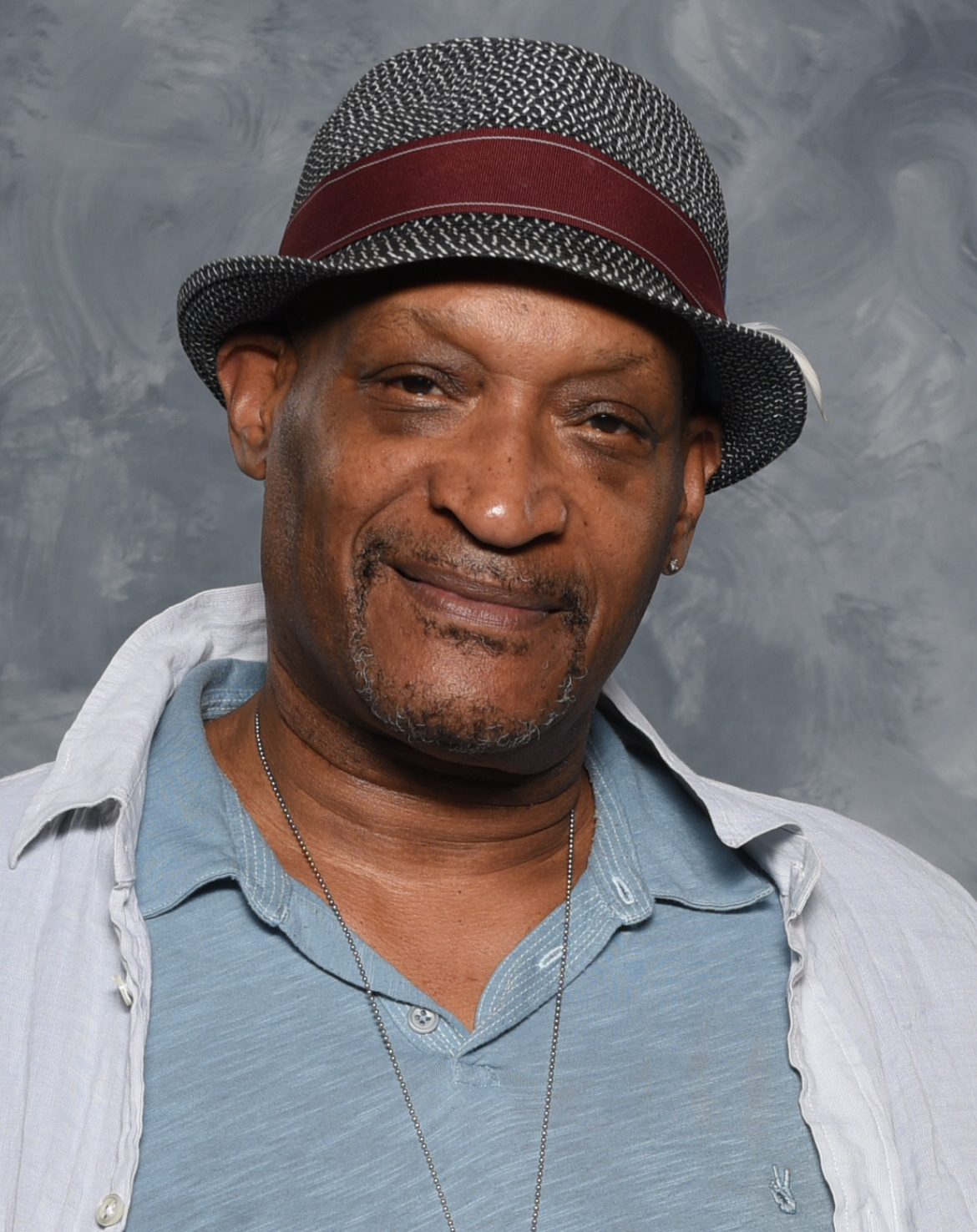
6. November: Tony Todd (2017) (69)
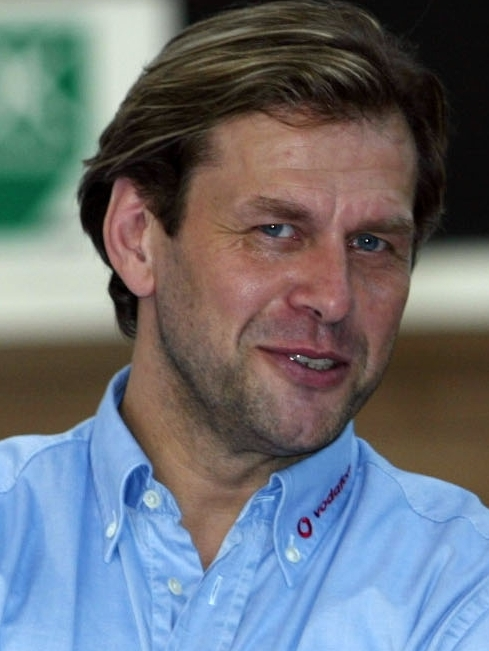
12. November: Michael Hübner (2005) (65)
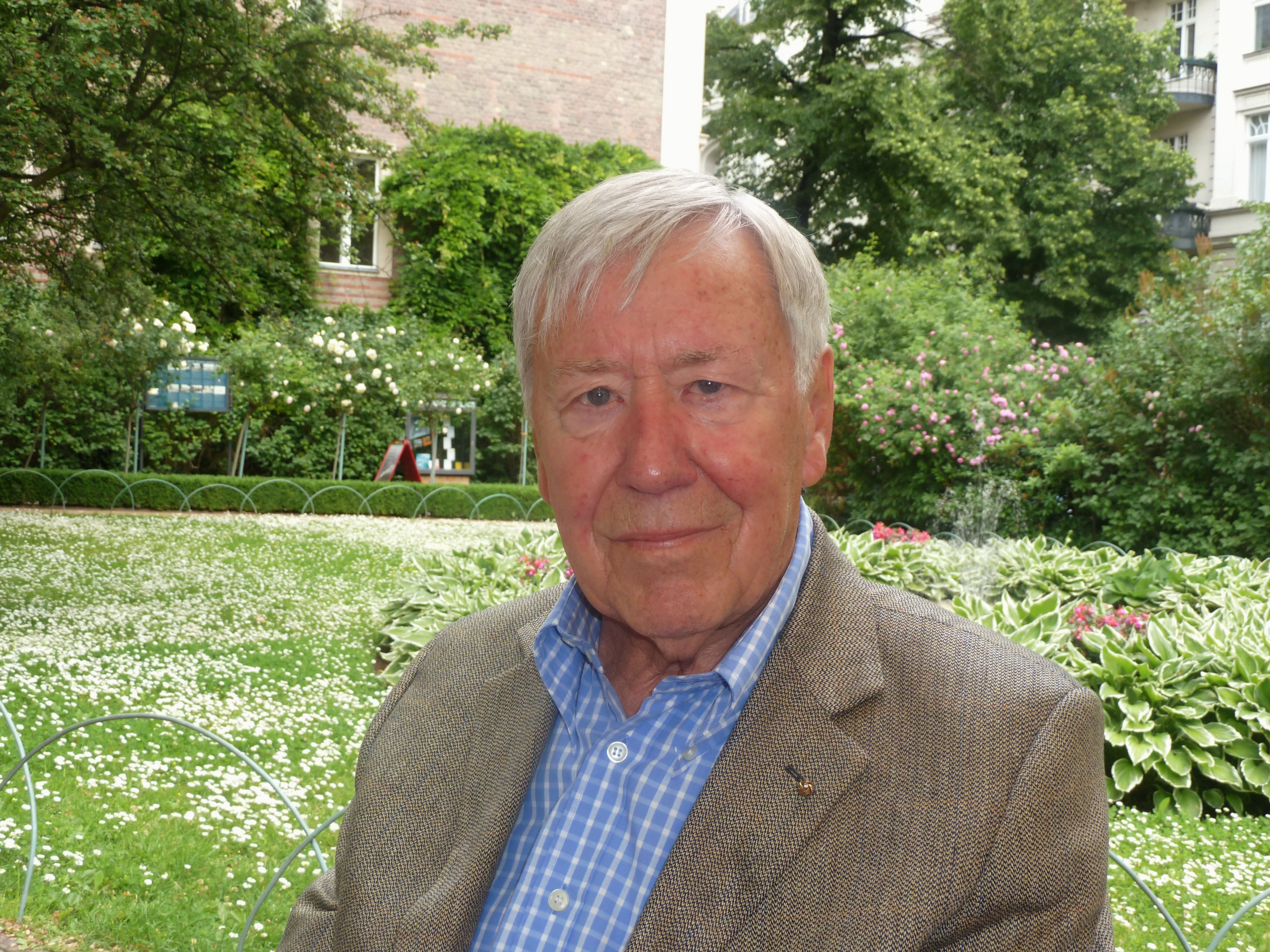
21. November: Jürgen Thormann (2011) (96)
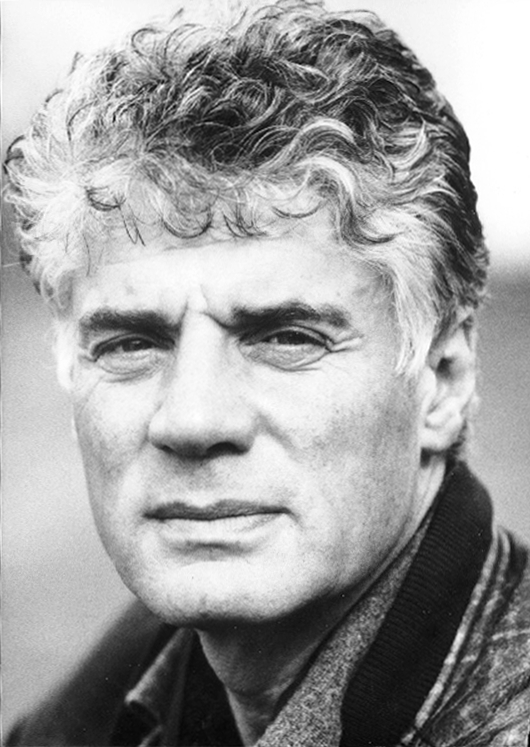
4. Dezember: Matthias Ponnier (2010) (84)
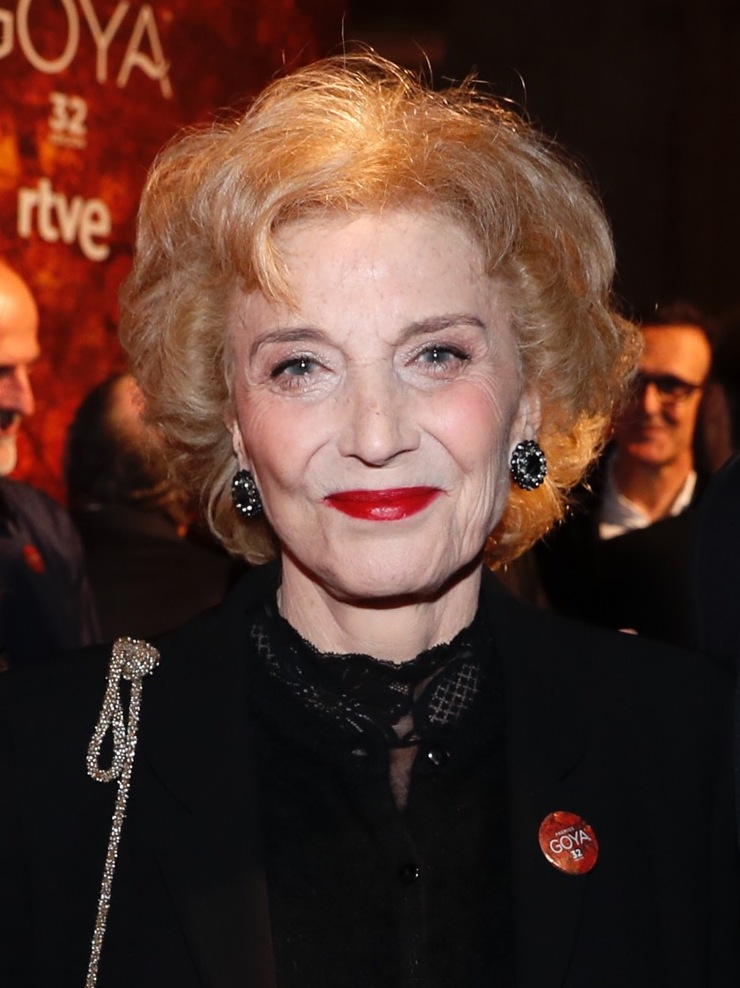
17. Dezember: Marisa Paredes (2018) (78)
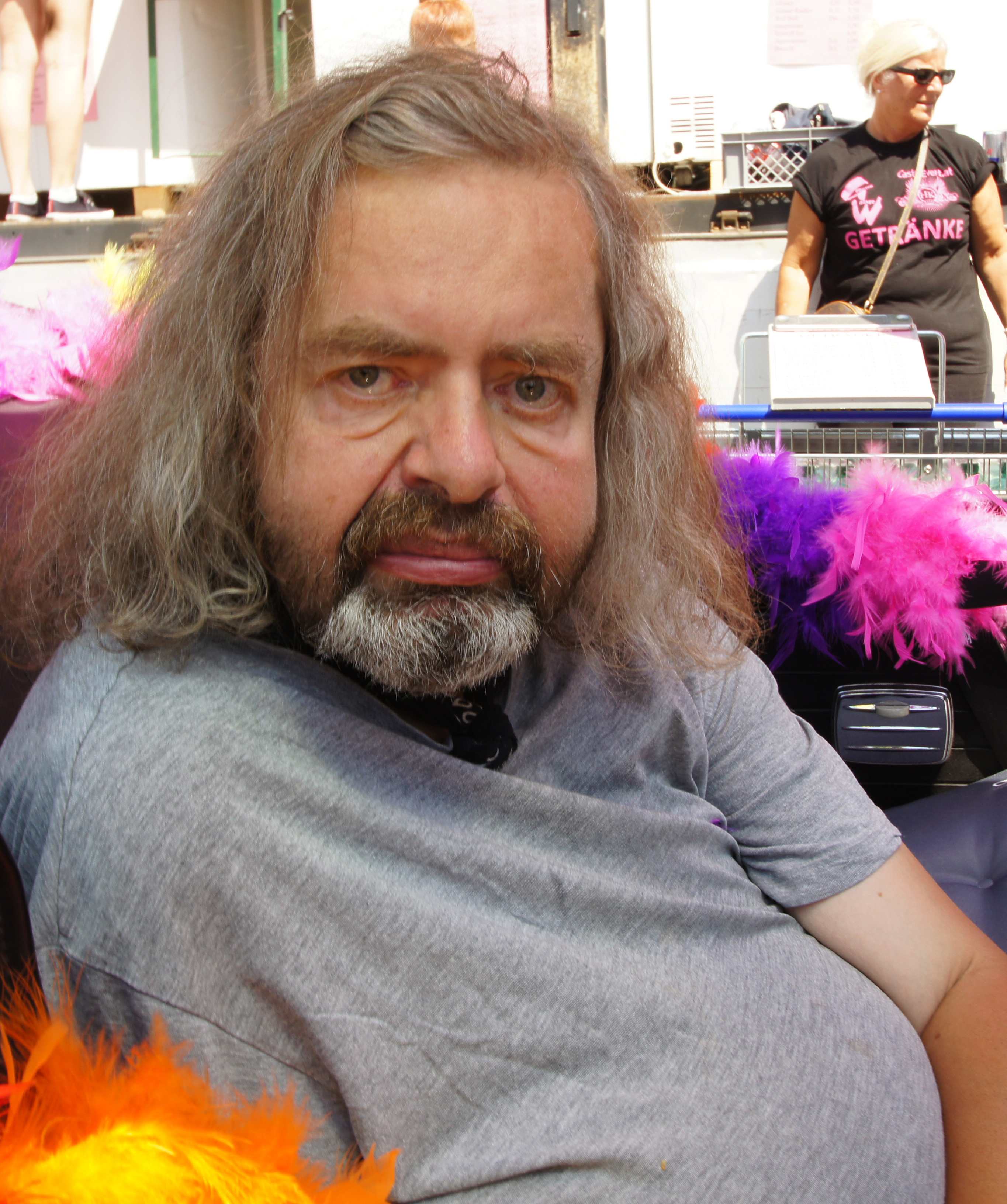
18. Dezember: Hermes Phettberg (2013) (72)
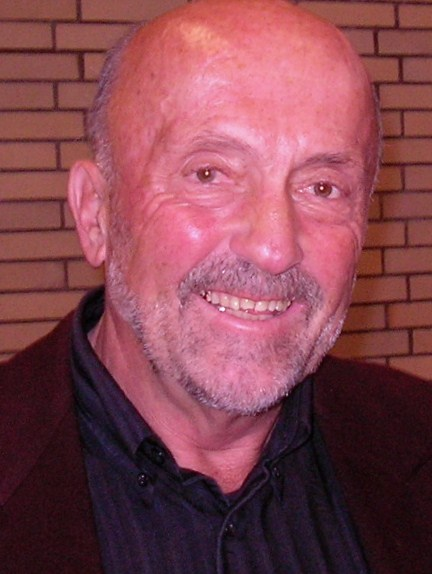
18. Dezember: Klaus Wolfermann (2011) (78)
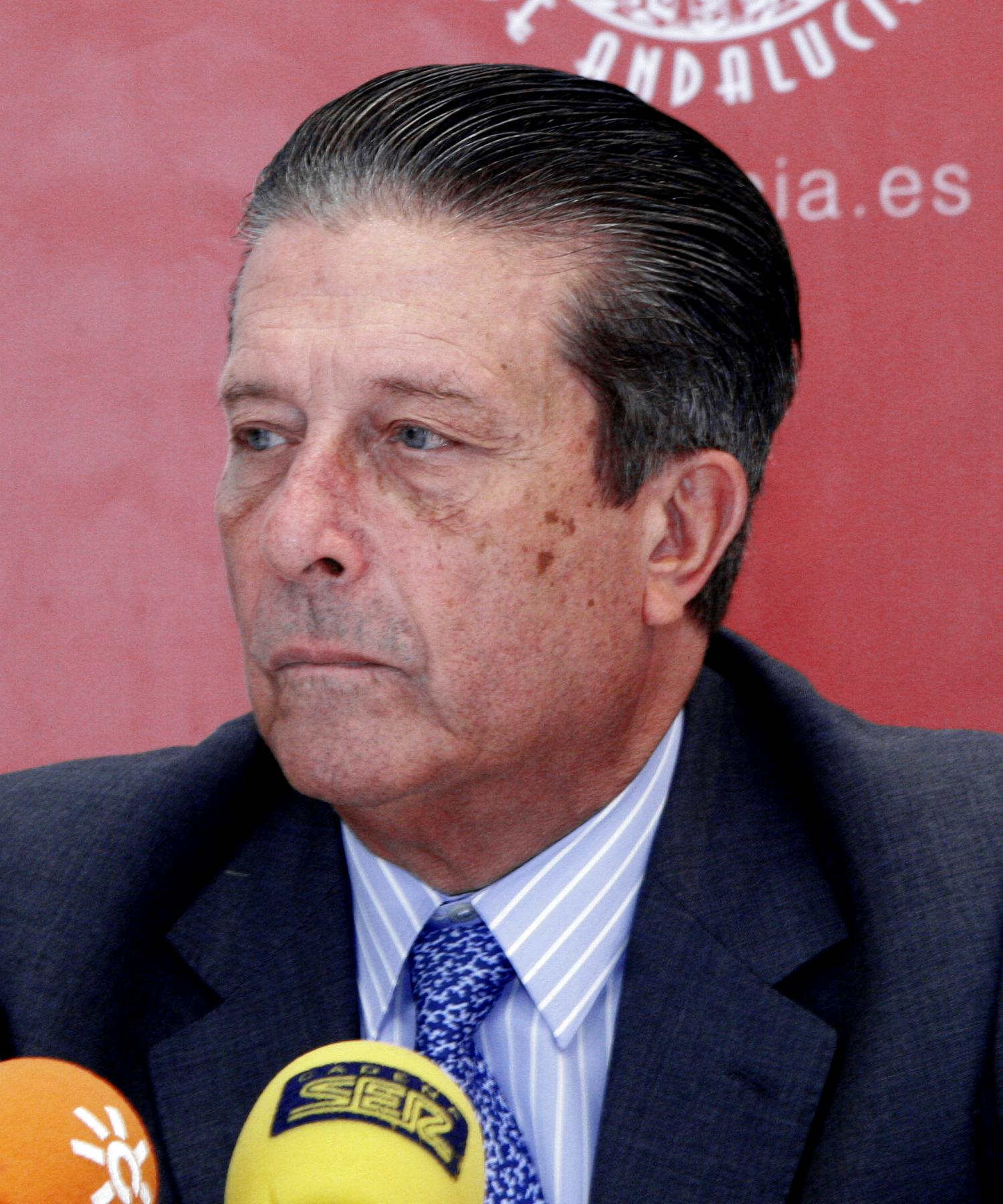
19. Dezember: Federico Mayor Zaragoza (2007) (90)
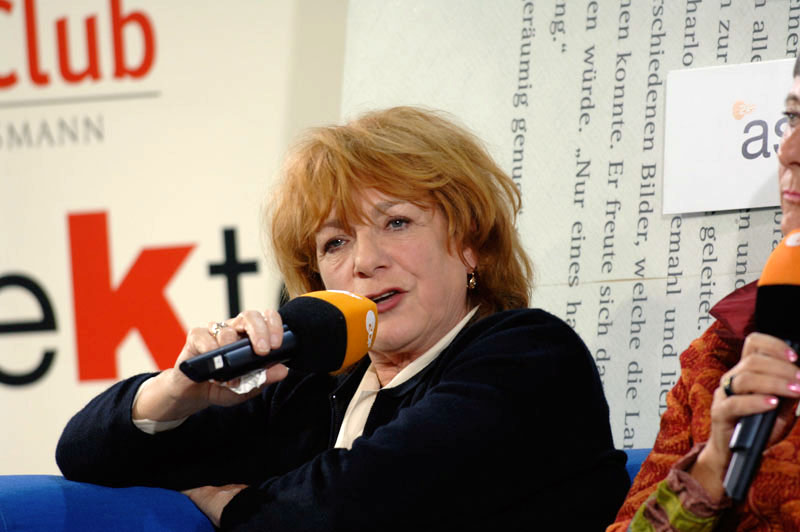
21. Dezember: Hannelore Hoger (2005) (85)
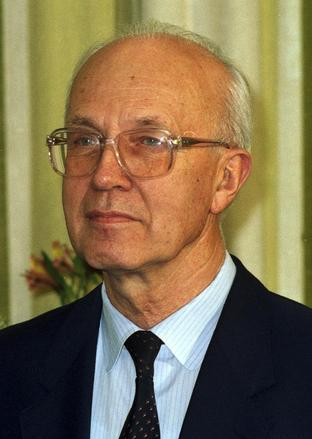
23. Dezember: Helmut Schlesinger (1991) (100)
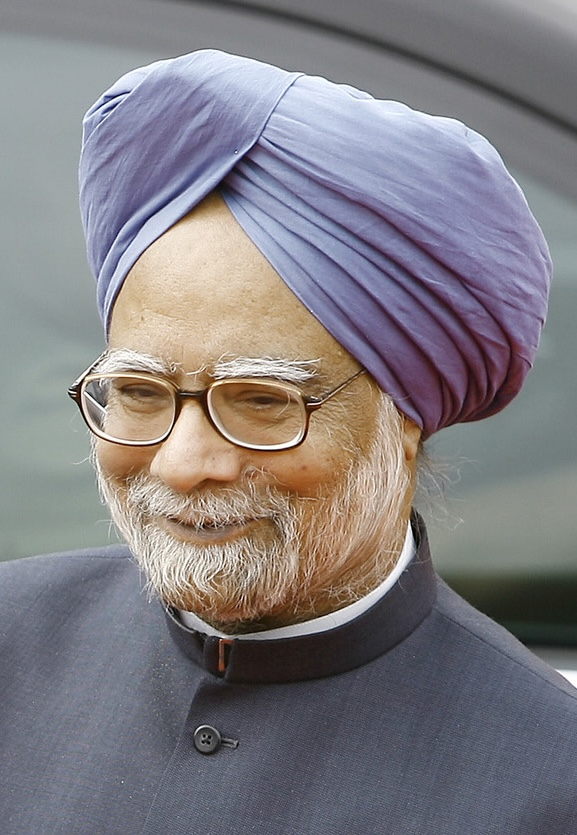
26. Dezember: Manmohan Singh (2007) (92)
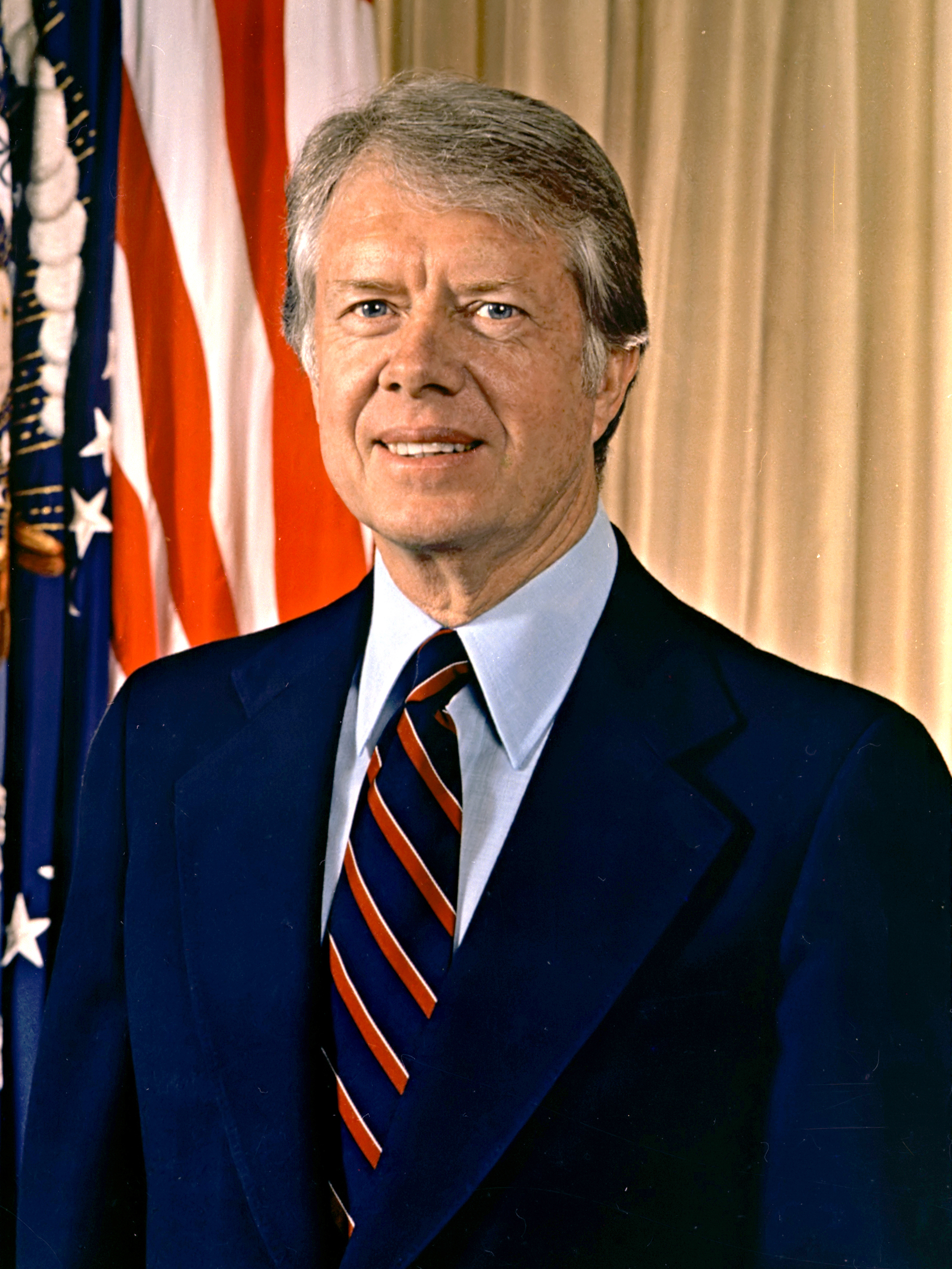
29. Dezember: Jimmy Carter (1977) (100)
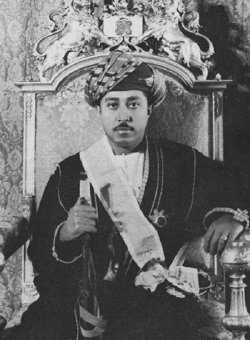
30. Dezember: Dschamschid ibn Abdullah (1963) (95)